# Meiningen

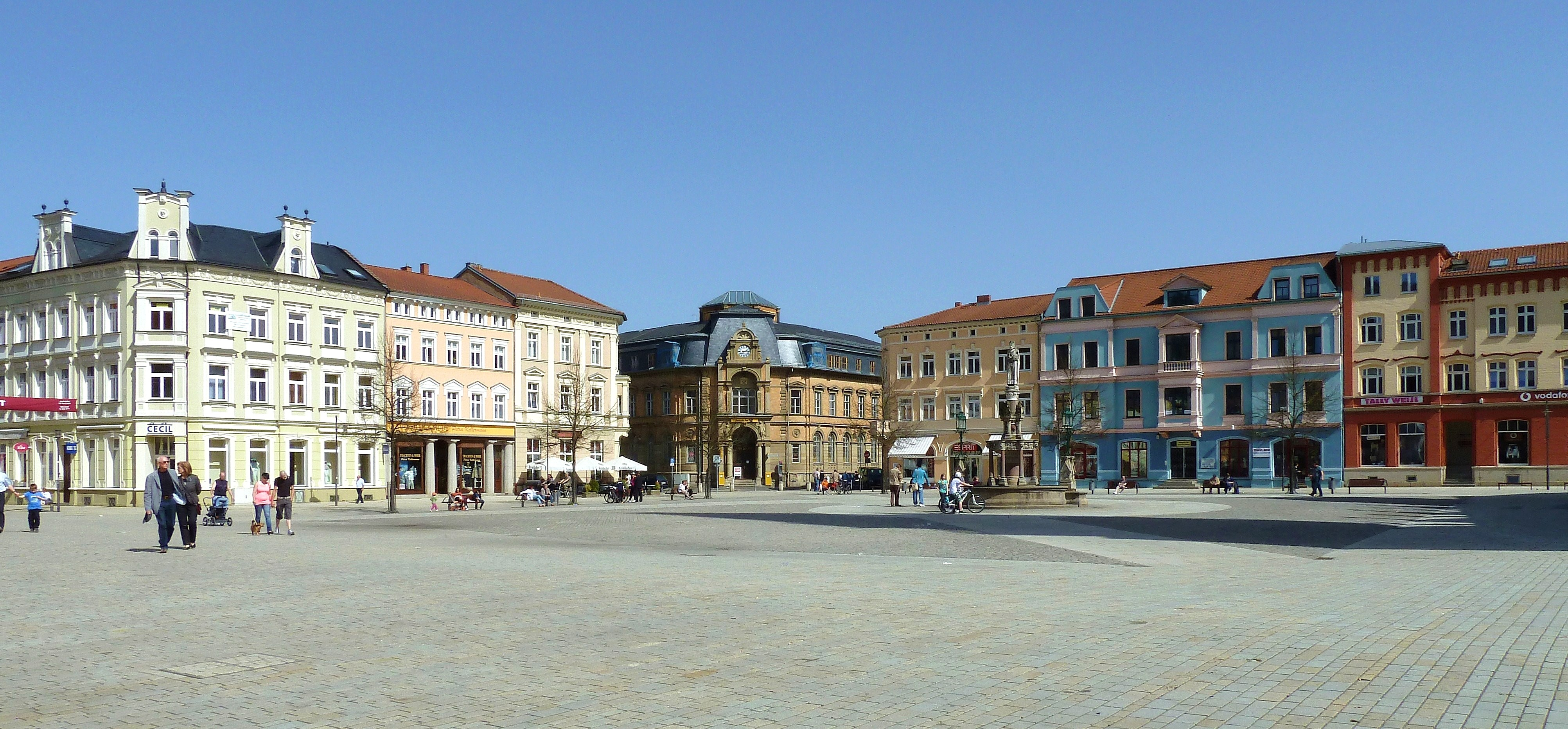
Blick über den Markt zum Postamt (2011)

Meiningen ist eine Kreisstadt im fränkisch geprägten Südwesten des Freistaates Thüringen.
Die Mittelstadt ist der Verwaltungssitz und die größte Stadt im Landkreis Schmalkalden-Meiningen. Sie ist das Kultur- und Justizzentrum in Südthüringen, ein bedeutendes wirtschaftliches Zentrum der Region und in der Raumordnung Teil des funktionsteiligen Oberzentrums Südthüringen. Die erfüllende Gemeinde Meiningen hat 27.002 Einwohner.
Meiningen liegt an der Werra, besitzt im Stadtzentrum ausgedehnte Parkanlagen und zahlreiche klassizistische Bauwerke. Die noch von den mittelalterlichen Wassergräben der einstigen Stadtbefestigung umschlossene historische Altstadt wird von einem eklektizistischen Stadtviertel und Fachwerkbauten sowie Bürgerhäusern geprägt.
Meiningen wurde als fränkisches Königsgut gegründet und 982 erstmals urkundlich erwähnt. Ab 1008 gehörte es über ein halbes Jahrtausend zum Hochstift Würzburg und entwickelte sich wegen seiner günstigen Lage bald zur bedeutendsten Stadt im heutigen Südthüringer Raum. Diese Position konnte sie ab 1583 als Verwaltungssitz des Henneberger Landes und ab 1680 als Haupt- und Residenzstadt des Herzogtums Sachsen-Meiningen bis in das 20. Jahrhundert behaupten. Bekannt wurde die Stadt auch durch eine tiefgreifende Theaterreform unter Herzog Georg II. und eine große Blütezeit der Meininger Hofkapelle unter der Führung bekannter Dirigenten wie Hans von Bülow und Max Reger.

## Geographie

### Geographische Lage
Meiningen hat eine zentrale Lage in Deutschland und gehört zur länderübergreifenden Region Franken. Die Stadt liegt im Werratal am Ostrand der Rhön auf einer Höhe zwischen 280 m und 470 m. Die Stadt grenzt mit dem Ortsteil Henneberg direkt an den Freistaat Bayern und bis zur hessischen Landesgrenze sind es rund 25 Kilometer. Die Stadt wird in ihrer ganzen Länge von Süden nach Norden von der Werra, dem rechten Quellfluss der Weser, durchflossen. Meiningen ist umgeben von einem bewaldeten Hügel- und Bergland mit überwiegend landwirtschaftlich genutzten Tälern und Ebenen. Im Norden und Osten befindet sich das Vorland des Thüringer Waldes, im Westen die Rhön, im Süden schließen sich das Grabfeld und im Südosten das Obere Werratal an.
Meiningen gehört touristisch zum Reisegebiet Rhön mit dem Biosphärenreservat Rhön, zu dem die Ortsteile Herpf, Stepfershausen und Träbes gehören. Bis zur Metropolregion Rhein-Main, die sich bis Fulda ausdehnt, sind es 65 Kilometer. Ihr Zentrum Frankfurt am Main ist 160 Kilometer entfernt. Die nächstgelegenen Großstädte sind die Thüringer Landeshauptstadt Erfurt (80 km) und das unterfränkische Würzburg (105 km).
Im Jahr 2000 bekam die Stadt den Titel Q-City von der Universität Kaiserslautern unter Führung von Bernd Streich verliehen, die im Auftrag der WDR-Sendung Quarks & Co mit Ranga Yogeshwar eine geowissenschaftliche Studie über den optimalen Standort einer Stadt in Deutschland durchführte. Nach der Auswertung bestimmter wichtiger Kriterien fiel die Wahl auf Meiningen.

### Geologie

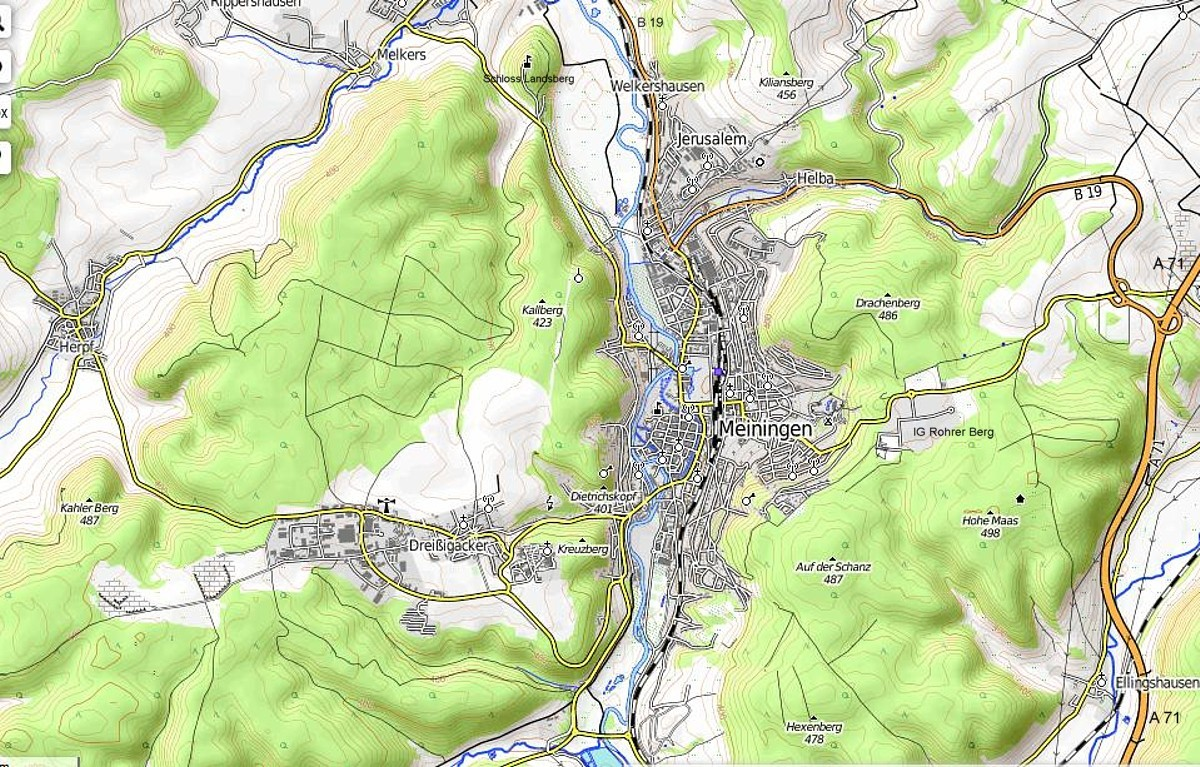
Topographie der Kernstadt – Quelle: OpenTopoMap (2015)

Die Stadt liegt im Gebiet der Werra-Gäuplatten, das in Thüringen als Meininger Kalkplatten bezeichnet wird. Während der DDR-Zeit hieß das Gebiet Meininger Triasland. Die Werra-Gäuplatten sind ein zu den Mainfränkischen Platten gehörendes Muschelkalk-Plattengebiet, das sich nach Südosten entlang der Werra bis in die Nähe von Coburg und südlich bis nach Mellrichstadt sowie in das Grabfeld ausdehnt. Die Mainfränkischen Platten gehören der deutschen naturräumlichen Haupteinheit Südwestdeutsches Schichtstufenland an. Der höchste Berg im Meininger Stadtgebiet ist mit 539 Meter der Hohe Berg beim Ortsteil Stepfershausen. Des Weiteren gehört der Osthang des Gebaberges bei Träbes mit bis zu 750 m Höhenanteil zum Stadtgebiet. Westlich und östlich der Stadt befinden sich Hochebenen zwischen 440 und 480 Meter, die einst ein zusammenhängendes Plateau bildeten, in das sich die Werra und ihre Nebenflüsse mit steilen Abbruchkanten tief eingeschnitten haben. Die Talsohle liegt bei 280 Meter, so dass der Höhenunterschied bis zu 200 Meter beträgt. Bis in die jüngste Erdgeschichte bewirken geologische Kräfte ein allmähliches Abrutschen der Westhänge in das Werratal. So entstand vor rund 20.000 Jahren die Goetz-Höhle, die größte begehbare und für den Tourismus erschlossene Kluft- und Spalthöhle Europas mit bis zu 50 Meter hohen Spalten. Beidseitig flankiert werden die Muschelkalkplateaus von den Bergmassiven Dolmar (739 m) und Gebaberg (751 m). Diese acht und zehn Kilometer von Meiningen entfernten Berge sind erloschene, zur Rhön gehörende Vulkane mit Basaltkuppen. In Meiningen beginnt der nach Norden beziehungsweise die Werra flussabwärts führende Naturraum Werraaue Meiningen-Wartha beziehungsweise Werraaue Meiningen-Vacha.

### Stadtgebiet
Von der Fläche des Stadtgebietes von 123,03 Quadratkilometern sind rund 46 % Wald. Siedlungs- und Verkehrsflächen, die sich überwiegend im Werratal auf einer Höhe zwischen 280 und 400 Meter befinden, nehmen rund 16 % ein. Ortsteil und Gewerbegebiet Dreißigacker sowie das Industriegebiet „Rohrer Berg“ liegen auf rund 450 m hohen Hochflächen westlich und östlich des Tales. Die Kernstadt von Meiningen besitzt ein kompaktes urbanes Stadtbild, dessen bebauter Teil exklusive einzelner getrennter Wohnstätten und Kleingartenanlagen, aber inklusive innerstädtischer Parkanlagen eine Fläche von rund 7 km² einnimmt. Die Einwohnerdichte beträgt hier etwa 2800 Einwohner pro km². Mit den Umlandgemeinden Untermaßfeld, Obermaßfeld-Grimmenthal und Ritschenhausen bildet Meiningen als Zentrum eine Stadtregion beziehungsweise einen Verdichtungsraum.

#### Stadtgliederung
Die Stadt gliedert sich in elf Stadtteile, davon in acht administrative Stadtteile: der Kernstadt, bestehend aus Innenstadt mit historischer Altstadt, Nordstadt, Oststadt, Südstadt, Jerusalem, Helba und Welkershausen sowie den sieben Ortsteilen mit Ortsteilverfassung Dreißigacker, Herpf, Henneberg mit Einödhausen und Unterharles, Stepfershausen mit Träbes, Sülzfeld, Walldorf und Wallbach.
Am 31. Dezember 2022 waren im Melderegister des Meininger Einwohnermeldeamtes 26.017 Bürger mit Hauptwohnsitz aufgeführt (Gebietsstand 1. Januar 2024). Hinzu kamen 1.307 Bürger mit Nebenwohnsitz. Das ist gegenüber von 2021 eine Steigerung von etwa 1 % (HWS) bzw. 4 % (NWS).
| Stadtteil                              | Hauptwohnsitz | Nebenwohnsitz | Einwohner gesamt | Fläche in km² |
| -------------------------------------- | ------------- | ------------- | ---------------- | ------------- |
| Kernstadt Meiningen                    | 19.269        | 1.072         | 20.341           | 34,27         |
| Dreißigacker                           | 1.393         | 75            | 1.468            | 7,11          |
| Henneberg, Einödhausen und Unterharles | 581           | 25            | 606              | 13,20         |
| Herpf                                  | 863           | 35            | 898              | 18,08         |
| Stepfershausen und Träbes              | 612           | 27            | 639              | 15,75         |
| Sülzfeld                               | 840           | ?             | 840              | 17,39         |
| Wallbach                               | 350           | 7             | 357              | 5,07          |
| Walldorf                               | 2.109         | 66            | 2.175            | 12,16         |
| Meiningen (gesamt)                     | 26.017        | 1.307         | 27.324           | 123,03        |

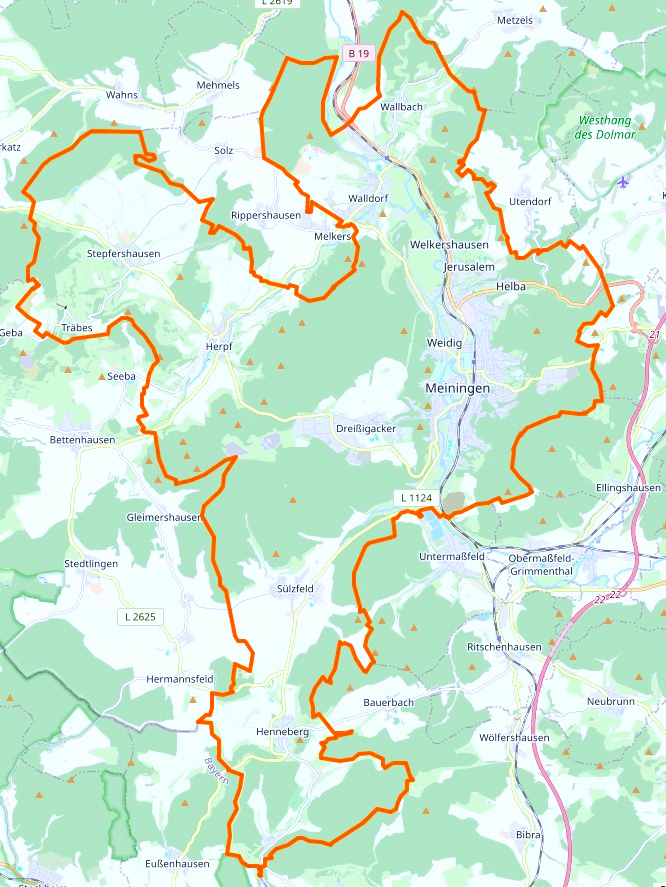
Übersichtskarte Stadt Meiningen

Quellen: Einwohnermeldeamt der Stadt Meiningen 2022, veröffentlicht am 25. Januar 2023; Stadt Meiningen – Jahresrückblick 2022, veröffentlicht am 31. Mai 2023.

### Nachbargemeinden
An das Stadtgebiet grenzen beginnend im Norden im Uhrzeigersinn die Städte und Gemeinden: Stadt Wasungen (11 km), Utendorf (4,5 km), Kühndorf (6,5 km), Rohr (6 km), Ellingshausen (4,5 km), Obermaßfeld-Grimmenthal (4,5 km), Untermaßfeld (4 km), Grabfeld (OT Jüchsen, 11,5 km), Stadt Mellrichstadt (Bayern, 17,3 km), Rhönblick (10 km), Unterkatz/Wahns (Wasungen) (12/11 km), Rippershausen (6 km) und Mehmels (9 km). Die Entfernungen sind in Luftlinie zwischen dem Stadtzentrum (Markt) und den jeweiligen Ortsmittelpunkten angegeben.

### Klima
Das gegenüber den umliegenden Gebirgszügen der Rhön und des Thüringer Waldes tiefliegende und windgeschützte Werratal sowie die dichte Stadtbebauung sorgen regional gesehen für ein mildes Klima in Meiningen.

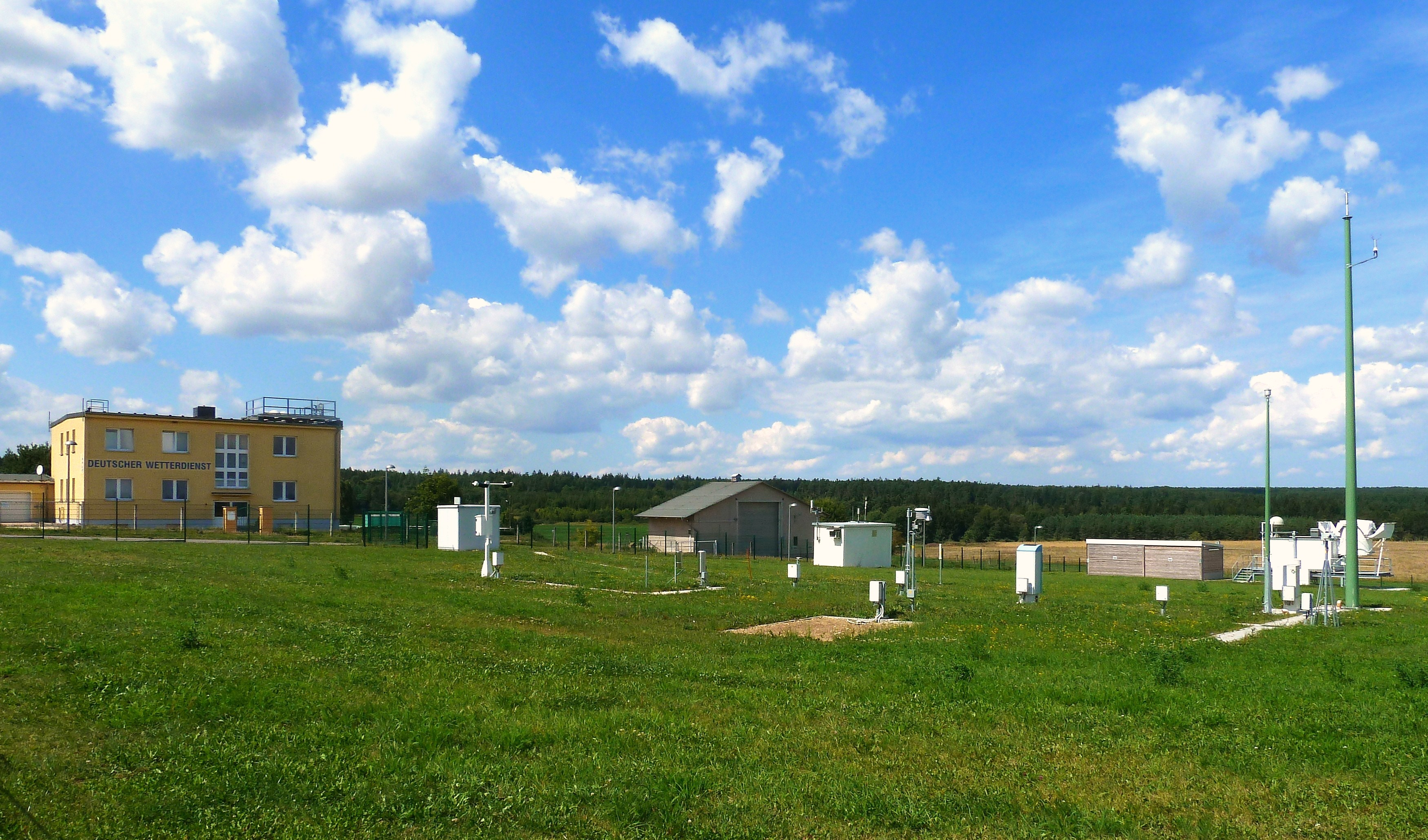
Wetterstation mit Klimagarten in Dreißigacker

Die Kernstadt Meiningen selbst besitzt keine offizielle Wetterstation. Aber im Ortsteil Dreißigacker befindet sich auf einer Hochebene mit 450 m über dem Meeresspiegel und rund 160 Meter über der Kernstadt eine der 164 hauptamtlichen Wetterstationen des Deutschen Wetterdienstes (DWD). Durch diesen Höhenunterschied sind die Temperaturen in der Stadt im Durchschnitt 1,5 °C höher als die in Dreißigacker gemessenen Werte. Dadurch gibt es auch bei der Niederschlagsart insbesondere im Winterhalbjahr und bei den Windgeschwindigkeiten Unterschiede. Die Werte für die Niederschlagssumme und die Sonnenstunden sind dagegen annähernd gleich.
Alle folgenden Wetterdaten sind Messwerte der in Dreißigacker befindlichen Wetterstation 10548 Meiningen (bis 2015 Wetterwarte) des DWD für den 30-jährigen Zeitraum von 1991 bis 2020, wobei in der dritten Dekade 2011–2020 als Folge des derzeitigen Klimawandels die höchsten Durchschnittswerte für Temperatur (8,9 °C) und Sonnenscheindauer (1607 Stunden) gemessen wurde.
Die Jahresmitteltemperatur beträgt an der Wetterstation Dreißigacker im 30-jährigen Zeitraum von 1991 bis 2020 8,31 °C, in Meiningen-Stadt sind es rund 9,8 °C. Der höchste Temperaturwert wurde am 25. Juli 2019 mit 36,3 °C gemessen. Am kältesten war es am 12. Februar 2012 mit gemessenen −18,5 °C. Zieht man den langjährigen Mittelwert von 1961 bis 1990 mit 6,9 °C (Stadt: 8,4 °C) zum Vergleich heran, ist in Meiningen eine Temperatursteigerung von 1,4 °C festzustellen. Das kühlste Jahr war 1996 mit einer Jahresmitteltemperatur von 6,1 °C, am wärmsten dagegen war es im Jahr 2018 mit 9,7 °C.
Der jährliche Durchschnittswert für die Niederschlagsmenge ist 648 Millimeter (1961–1990 = 660 Millimeter). Die größte Niederschlagsmenge an einem Tag ergoss sich am 16. August 2015 mit 61,3 mm über die Stadt. Der nasseste Monat war der Oktober 1998 mit 167,2 Millimetern Niederschlag. Dies waren seltene Ausnahmewerte, fachlich „Ausreißer“ genannt. Dagegen konnte der Wetterdienst mehrere extrem trockene Monate vermelden, wobei der Januar 1996 mit 1,1 Millimetern Niederschlag am trockensten war. Die Niederschlagsmenge in Meiningen ist um 40–50 % niedriger als in den nur wenige Kilometer entfernten Mittelgebirgen Rhön und Thüringer Wald, sie liegt auch unter dem deutschen Durchschnittswert von 791 Millimetern (1991–2020).
In der Stadt wurde eine durchschnittliche jährliche Sonnenscheindauer von 1571 Stunden gemessen. Hier ist eine Steigerung von 84 Stunden gegenüber dem Zeitraum 1961–1990 (1487 h) festzustellen. Am längsten schien die Sonne am 19. Juni 2005 mit 16,0 Stunden. Der sonnenreichste Monat mit 324 Stunden war der Juli 2018. Am wenigsten ließ sich die Sonne im Dezember 1993 mit 7,3 Stunden blicken.
Die windgeschützte Lage beschert der Stadt relativ wenige Stürme, kann aber an einzelnen Wintertagen mit Hochdruckwetter zu Inversionswetterlagen führen. Lediglich auf der baumlosen Dreißigackerer Hochebene herrscht öfter stärkerer Wind. Durch die wegen der windgeschützten Tallage gesetzlich geforderte Nutzung von umweltfreundlichen Energien und wegen fehlender Industrie besteht in Meiningen eine gute Luftqualität.
|                        | Jan  | Feb  | Mär  | Apr  | Mai  | Jun  | Jul  | Aug  | Sep  | Okt  | Nov  | Dez  |   |      |
| Mittl. Temperatur (°C) | −0,5 | 0,2  | 3,8  | 8,4  | 12,5 | 15,7 | 17,7 | 17,3 | 13,0 | 8,2  | 3,5  | 0,3  | ⌀ | 8,4  |
| Mittl. Tagesmax. (°C)  | 1,8  | 3,2  | 7,8  | 13,2 | 17,3 | 20,5 | 22,7 | 22,5 | 17,7 | 11,9 | 5,9  | 2,4  | ⌀ | 12,3 |
| Mittl. Tagesmin. (°C)  | −2,9 | −2,8 | 0,0  | 3,5  | 7,4  | 10,6 | 12,6 | 12,3 | 8,6  | 4,9  | 1,2  | −1,8 | ⌀ | 4,5  |
|                        |      |      |      |      |      |      |      |      |      |      |      |      |   |      |
| Niederschlag (mm)      | 54,0 | 40,0 | 44,0 | 37,0 | 59,0 | 62,0 | 74,0 | 63,0 | 53,0 | 51,0 | 52,0 | 61,0 | Σ | 650  |

| −2,9 |

| −2,8 |

| 0,0 |

| 3,5 |

| 7,4 |

| 10,6 |

| 12,6 |

| 12,3 |

| 8,6 |

| 4,9 |

| 1,2 |

| −1,8 |

| −2,9 |

| −2,8 |

| 0,0 |

| 3,5 |

| 7,4 |

| 10,6 |

| 12,6 |

| 12,3 |

| 8,6 |

| 4,9 |

| 1,2 |

| −1,8 |

## Geschichte
Erste Spuren einer Besiedlung konnten 2015 bei einer archäologischen Ausgrabung in der Altstadt am Töpfemarkt, dem ältesten Stadtviertel von Meiningen, nachgewiesen werden. Hier fand man aus der Zeit des Endneolithikum Pfostengruben von Wohnhäusern und Siedlungsspuren wie Keramik und Steingeräte als Zeugnisse der Schnurkeramischen Kultur (2800–2200 v. Chr.). Reste einer keltischen Siedlung der Hallstattzeit (800–450 v. Chr.) entdeckte man 1861 auf dem Gelände des Englischen Gartens. Meiningen wurde als fränkisches Königsgut gegründet und war Sitz einer Zehnt sowie einer Mark (Meiningermarca), einer Verwaltungseinheit im Gau Grabfeld-Orientalis im Herzogtum Franken. Diese Funktionen, die Lage an einem Flussübergang mit mehreren Handelswegen und die germanische Namensherkunft lassen eine Entstehung des Ortes im Zuge der fränkischen Besiedlung spätestens im 7. Jahrhundert annehmen.

### Ersterwähnung bis 1680

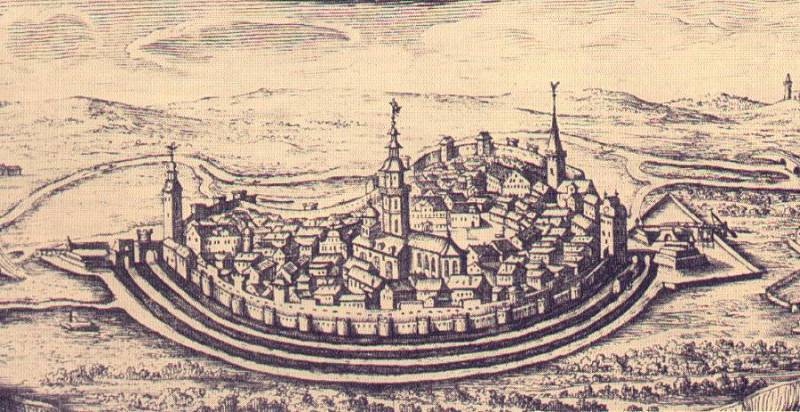
Ansicht von 1676

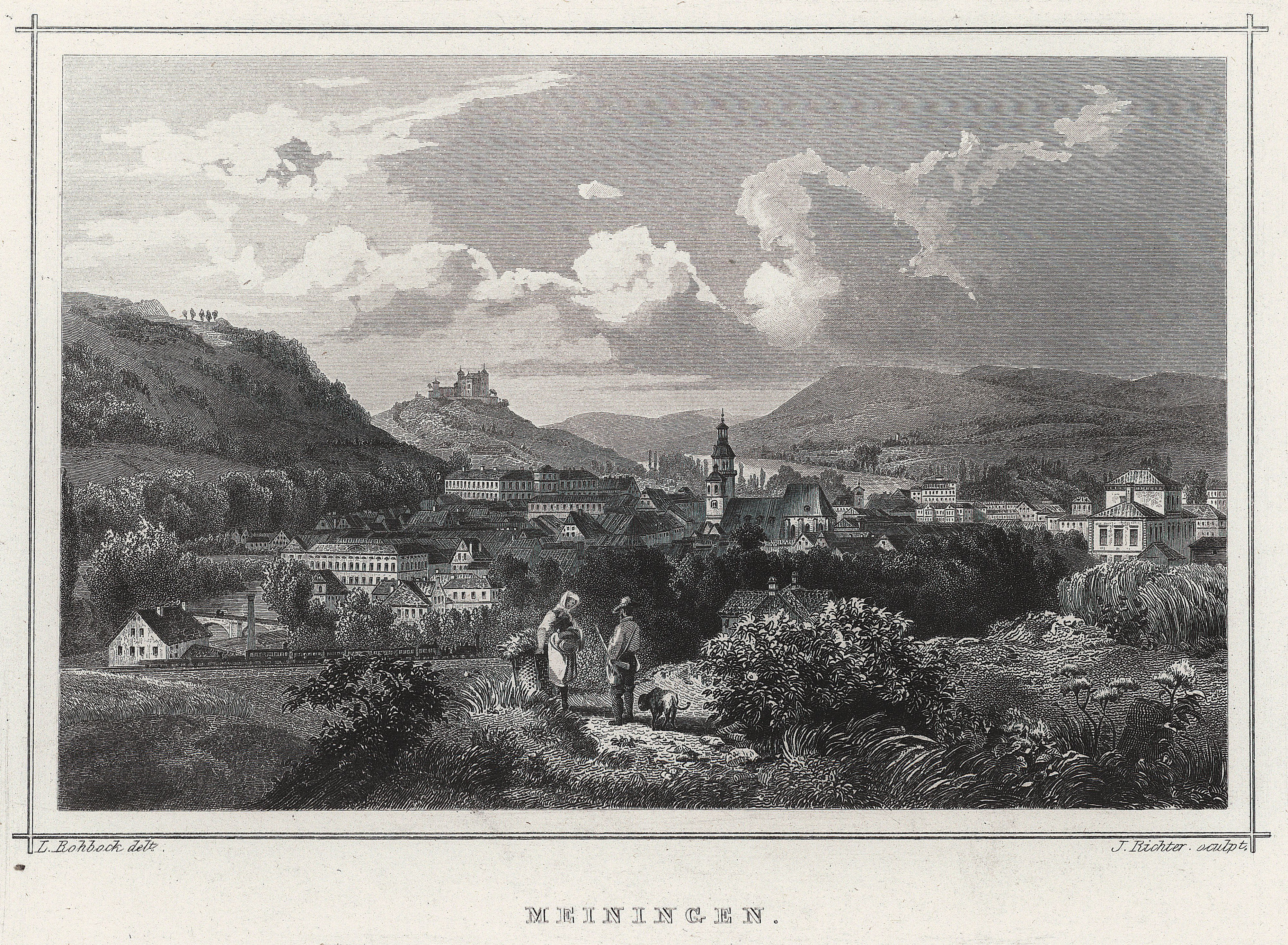
Blick auf Meiningen im 19. Jahrhundert

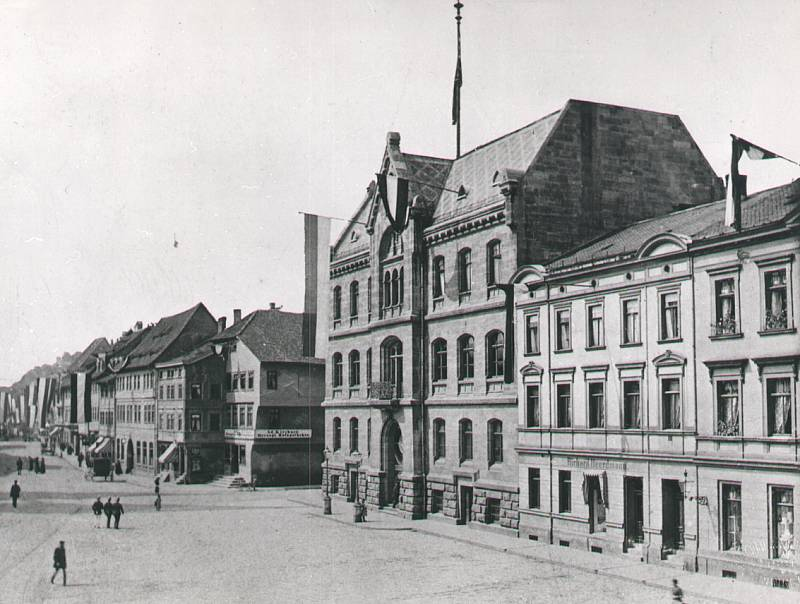
Rathaus um 1900

Die urkundliche Ersterwähnung von Meiningen erfolgte 982, als Kaiser Otto II. sein Königsgut Meiningen in der Meininger Mark der Peterskirche in Aschaffenburg übergab. Um das Jahr 1000 war der Baubeginn der noch heute bestehenden Stadtkirche St. Marien als Marktkirche. König Heinrich II. gab 1008 Meiningen dem Bistum Würzburg als Lehen und es gehörte fortan 534 Jahre zum Hochstift Würzburg.
Der Landesherr verlieh 1153 Meiningen mit der Gerichtsbarkeit erste Stadtrechte. 1222 erlitt sie bei kriegerischen Auseinandersetzungen zwischen dem Hochstift Würzburg und der Grafschaft Henneberg starke Zerstörungen. 1230 wurde Meiningen erstmals in einer Urkunde als Stadt (civitas) genannt, und seine Bürger erhielten im Jahre 1344 die gleichen Rechte wie die Bürger der Freien Reichsstadt Schweinfurt. Als Mitglied des Elfstädtebundes beteiligte sich die Stadt am Fränkischen Städtekrieg gegen den Würzburger Bischof. Meiningen gehörte von 1500 bis 1806 zum Fränkischen Reichskreis. Im Jahr 1542 kam die Stadt durch Tausch mit dem Amt Mainberg an die Grafen von Henneberg, nach deren Aussterben 1583 an das Herzogtum Sachsen. Im 16. und frühen 17. Jahrhundert erlangte Meiningen durch die Barchent- und Leinenweberei eine große wirtschaftliche Blüte, die aber durch den Dreißigjährigen Krieg abrupt beendet wurde. 1660 kam Meiningen zum Herzogtum Sachsen-Altenburg und wechselte 1672 zum Herzogtum Sachsen-Gotha.

### 1680 bis 1918
Herzog Bernhard I. bildete 1680 das Herzogtum Sachsen-Meiningen und wählte Meiningen zur Haupt- und Residenzstadt. 1682 war der Baubeginn des Residenzschlosses Elisabethenburg. 1690 gründete der Herzog die noch heute bestehende Hofkapelle. Ab 1782 ließ Herzog Georg I. den Englischen Garten anlegen und die Stadtbefestigung schleifen. 1813 lagerte das russische Heer mit 70.000 Soldaten und 2.300 Offizieren unter Zar Alexander bei seinem Feldzug gegen Napoleon in und um Meiningen. Herzog Bernhard II. eröffnete 1831 das erste Meininger Hoftheater. Im 19. und 20. Jahrhundert entwickelte sich die Stadt durch die Gründung mehrerer Großbanken zu einem der bedeutendsten Finanzstandorte Deutschlands. 1858 erhielt Meiningen mit der Eröffnung der Werrabahn den ersten Anschluss an das deutsche Eisenbahnnetz. Bei einer 1868 durchgeführten Kreiseinteilung des Herzogtums wurde Meiningen neben seinem Status als Hauptstadt auch Kreisstadt.
Georg II. reformierte gemeinsam mit Helene Freifrau von Heldburg und Ludwig Chronegk das Regietheater und stellte diese bedeutende Theaterreform von 1874 bis 1890 durch zahlreiche Gastspiele der Meininger in weiten Teilen Europas vor. Ein verheerender Stadtbrand zerstörte im Jahre 1874 einen Großteil der Innenstadt. Der Wiederaufbau erfolgte im klassizistischen Stil. Ebenfalls 1874 nahm mit der Einweihung des Bayerischen Bahnhofs die von der Bayerischen Staatsbahn betriebene Bahnlinie Meiningen–Schweinfurt ihren Betrieb auf. 1880 holte Herzog Georg II. den Dirigenten und Komponisten Hans von Bülow nach Meiningen, der aus der Meininger Hofkapelle ein europäisches Spitzenorchester machte. 1909 wurde das neue Haus des Hoftheaters eröffnet und 1914 nahm die Hauptwerkstatt der Preußischen Staatsbahn (später Reichsbahnausbesserungswerk (RAW), heute Dampflokwerk Meiningen) die Arbeit auf.

### Weimarer Republik und Zeit des Nationalsozialismus

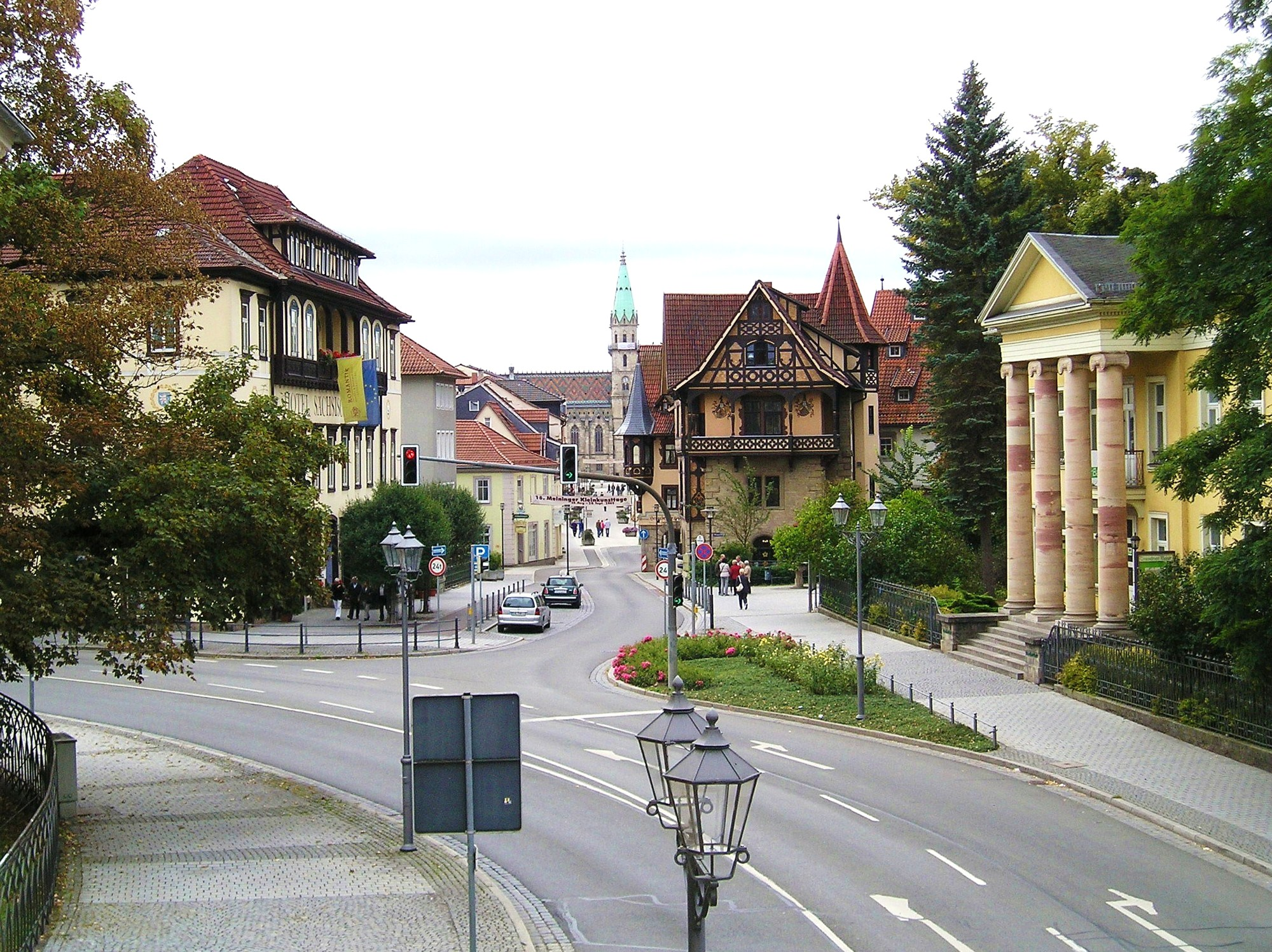
Blick in die Georgstraße

Hotel Sächsischer Hof, Amtssitz des Bundespräsidenten Steinmeier vom 17. bis 19. Oktober 2023

Nach Abdankung des Herzogs Bernhard III. infolge der Novemberrevolution war Meiningen von 1918 bis 1920 Hauptstadt des Freistaates Sachsen-Meiningen und kam 1920 zum Land Thüringen. Mit Helba erfolgte 1923 die erste Eingemeindung eines Ortes, Welkershausen folgte 1936. Bei der von den Nationalsozialisten betriebenen Aufrüstung der Wehrmacht erbauten sie 1936 die Barbarakaserne und Drachenbergkaserne. Die Synagoge Meiningen wurde beim Novemberpogrom 1938 geplündert, verwüstet und 1939 abgebrochen.
Ein schwerer amerikanischer Luftangriff auf Meiningen am 23. Februar 1945 mit 49 „Fliegenden Festungen“ B-17 und 145 Tonnen Bombenlast forderte 208 Tote, zerstörte 251 Häuser und zwei Brücken total und beschädigte 440 Gebäude, unter anderem die gesamte Westseite des Marktplatzes mit dem neugotischen Rathaus. Einheiten der 11. Panzerdivision der United States Army nahmen am 5. April nach kurzem Kampf die Stadt ein, die sie am 6. Juli 1945 der Roten Armee übergaben.

### Zeit der DDR
Von 1952 bis 1990 gehörte Meiningen als Kreisstadt des Kreises Meiningen zum Bezirk Suhl. Mit dem Bau eines Werkes für Mikroelektronik entstand von 1968 bis 1982 im Norden zwischen Helba und Welkershausen der neue Stadtteil Jerusalem. 1988 begann die Städtepartnerschaft mit Neu-Ulm. Im Herbst 1989 war die Stadt ein bedeutendes Zentrum der politischen Wende in Südthüringen.

### Nach der Wiedervereinigung
Das nur einen Kilometer entfernte Dreißigacker wurde am 1. Oktober 1990 eingemeindet. Am 3. Oktober 1990 kam Meiningen zum wiedergegründeten Land Thüringen. In den 1990er Jahren entstanden bei einem Bauboom zahlreiche Wohnanlagen und öffentliche Großbauten. 1994 wurde Meiningen zur Kreisstadt des neugebildeten Landkreises Schmalkalden-Meiningen bestimmt. Mit dem Bau der A71 erhielt die Stadt im Jahr 2003 einen direkten Anschluss an das deutsche Autobahnnetz.
Neue Städtepartnerschaften wurden 2006 mit Bussy-Saint-Georges bei Paris in Frankreich, 2007 mit Obertshausen (Hessen) und 2012 mit der Gemeinde Meiningen in Vorarlberg geschlossen. Am 1. Dezember 2010 fand die Eingemeindung von Herpf statt. Mit der Wiedereröffnung des Volkshauses im Jahr 2018 wurde eine wichtige Lücke im kulturellen Angebot der Stadt geschlossen. Am 1. Januar 2019 wurden Walldorf, Wallbach und Henneberg mit Einödhausen und Unterharles, am 31. Dezember 2019 Stepfershausen mit Träbes sowie am 1. Januar 2024 Sülzfeld in die Stadt eingegliedert.
Vom 17. bis 19. Oktober 2023 verlegte der Bundespräsident Frank-Walter Steinmeier im Rahmen seines Programms „Ortszeit Deutschland“ seinen Amtssitz für drei Tage nach Meiningen. Er logierte im Hotel Sächsischer Hof, wo sich in einer Suite auch sein Arbeitszimmer befand. Am 19. Oktober 2023 nahm er im Schloss Elisabethenburg eine Ordensverleihung mit dem Bundesverdienstkreuz an engagierte Thüringer Bürgerinnen und Bürger vor.

### Religionen

#### Konfessionsstatistik
Gemäß dem Zensus 2011 waren 22,4 % der Einwohner evangelisch, 5,0 % römisch-katholisch und 72,6 % waren konfessionslos, gehörten einer anderen Glaubensgemeinschaft an oder machten keine Angabe.
Die Zahl der Protestanten und Katholiken ist seitdem leicht gesunken. Mit Stand 31. Dezember 2020 waren in Meiningen 21,4 % der Einwohner evangelisch, 4,3 % katholisch und 74,3 % hatten entweder eine andere oder gar keine Religionszugehörigkeit.

#### Kirchengemeinden
Evangelisch
Durch die Reformation wurde Meiningen im Jahr 1544 überwiegend evangelisch-lutherisch. Die Gemeinde hat seitdem die Stadtkirche Unserer lieben Frauen als Domizil. Sie gehörte später zur Evangelischen Landeskirche Sachsen-Meiningen, die 1920 in der Evangelischen Landeskirche Thüringen aufging und die Stadt weiter zum Sitz des Kreiskirchenamtes Meiningen und einer Superintendentur wurde. Nach der Fusion der Evangelischen Landeskirche Thüringen mit der Evangelischen Kirche der Kirchenprovinz Sachsen zur Evangelischen Kirche in Mitteldeutschland am 1. Januar 2009 etablierte man in Meiningen den Sitz des Kirchenkreises Meiningen und den Regionalbischofssitz vom Propstsprengel Meiningen-Suhl, der 2022 in den Bischofssprengel Erfurt aufging. Am 1. Januar 2026 entsteht durch Zusammenlegung des Kirchenkreises Meiningen mit weiteren Kirchenkreisen der Region der Kirchenkreis Südthüringen mit Sitz des Kreiskirchenamtes und der Superintendentur in Meiningen.
Zum Pfarramt Meiningen gehören die Evangelisch-Lutherische Kirchengemeinde Meiningen mit den Gemeindeteilen in Meiningen-Nord (Kirche zum Heiligen Kreuz), Helba, Welkershausen, Untermaßfeld und die Tochtergemeinde Dreißigacker. Der Ortsteil Walldorf besitzt ein eigenes Pfarramt. In den weiteren Ortsteilen gehören die Kirchengemeinde Herpf zum Pfarramt Stepfershausen, die Kirchengemeinde Henneberg zum Pfarramt Hermannsfeld und die Kirchengemeinde Wallbach zum Pfarramt Metzels.
Als größte christliche Gemeinde in der Stadt hat die Evangelisch-Lutherische Kirchgemeinde 4.050 Mitglieder (2013). In Meiningen existieren noch weitere evangelische Kirchengemeinden. Dazu gehören seit 1905 die Baptisten der Evangelisch-Freikirchlichen Gemeinde mit 70 Gläubigen, die 1927 selbständig wurden und 1937 mit der Bethel-Kapelle eine neue Kirche und Gemeindehaus errichteten. 1901 gründete sich die Landeskirchliche Gemeinschaft Meiningen. Zu nennen sind noch die Christus-Gemeinde und die freikirchliche Gemeinschaft Hoffnung für Alle.
2020 hatten insgesamt 5.339 Meininger Bürger eine evangelische Konfession.
Römisch-katholisch
Nach kurzer Zugehörigkeit ab 982 zum Erzbistum Mainz und zur Stiftskirche Sankt Peter und Paul in Aschaffenburg gehörte Meiningen von 1007 bis 1994 zur Diözese Würzburg. Nach dem Wechsel zur Grafschaft Henneberg 1542 und der Reformation 1544 lebten die wenigen verbliebenen katholischen Gläubigen in der Diaspora. Erst im 19. Jahrhundert wuchs wieder eine größere katholische Gemeinde heran. Sie erhielt 1881 eine neue Kirche, die aber bereits 1972 einem neueren modernen Kirchenbau weichen musste. 1973 fasste der Vatikan die auf dem Gebiet der DDR befindlichen Teile der katholischen Bistümer Fulda und Würzburg zum Bischöflichen Amt Erfurt-Meiningen zusammen, das der Heilige Stuhl 1994 zum neuen Bistum Erfurt erhob. Eines der sieben Dekanate ist das Dekanat Meiningen, das vier Pfarreien vereint, darunter die Meininger Pfarrgemeinde St. Marien mit 5.200 Gläubigen (2021).
2020 gehörten 1.079 Meininger Einwohner zur römisch-katholischen Glaubensgemeinschaft.
Neuapostolisch
Die Stadt war bis 2016 Sitz eines Kirchenbezirks der Neuapostolischen Kirche Mitteldeutschland mit 13 Gemeinden und 1650 Mitgliedern (2007). Für die Gemeinde Meiningen mit rund 300 Gläubigen wurde am 20. Februar 2000 eine neu erbaute Kirche geweiht. Nach einer Strukturreform der Kirche gehört die Meininger Gemeinde nunmehr zum Kirchenbezirk Gotha. In der Stadt Meiningen selbst leben sechs Gemeindemitglieder.
Galerie

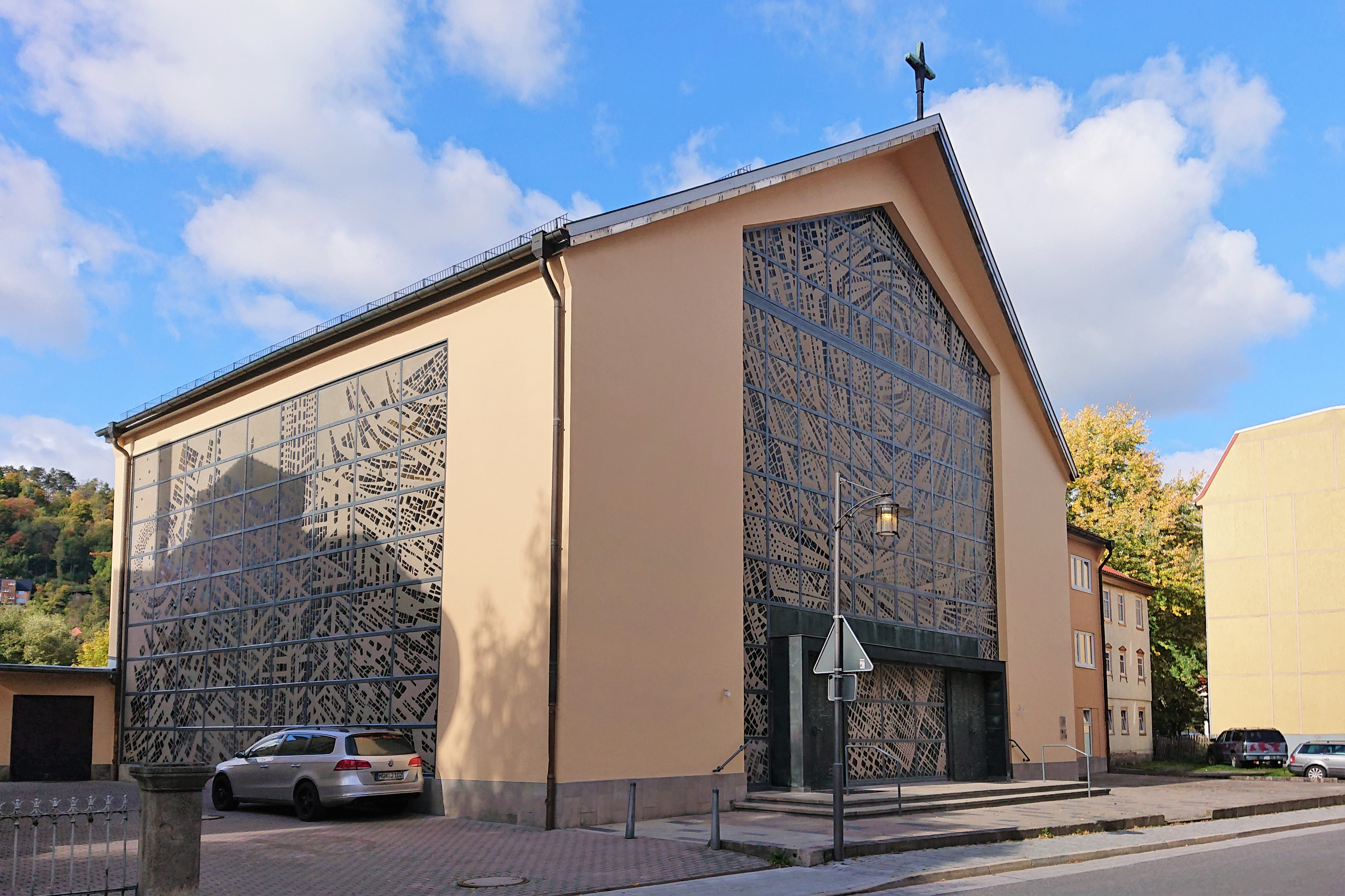
Katholische Kirche „Unsere Liebe Frau“
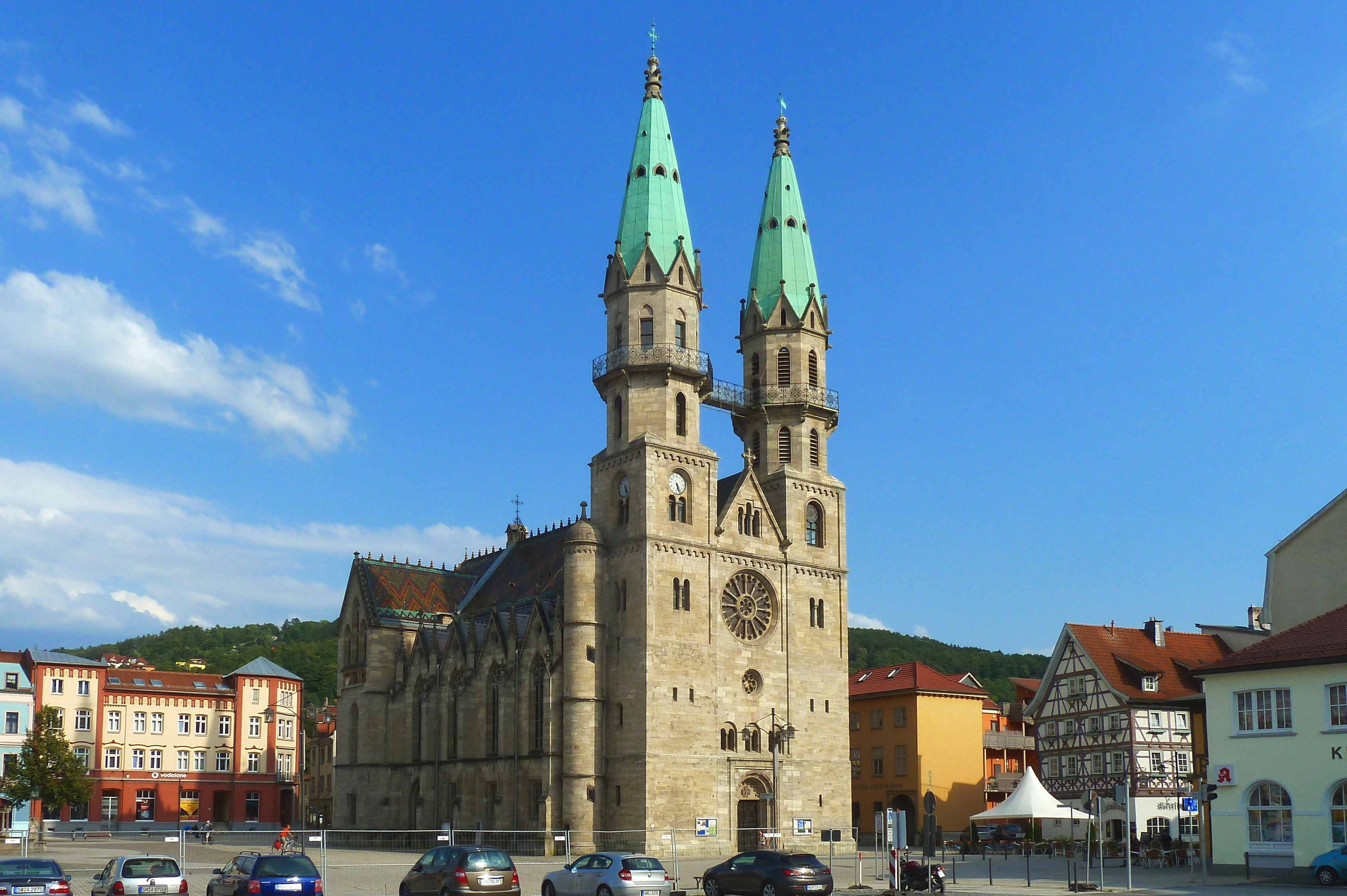
Evangelische Stadtkirche „Unserer lieben Frauen“
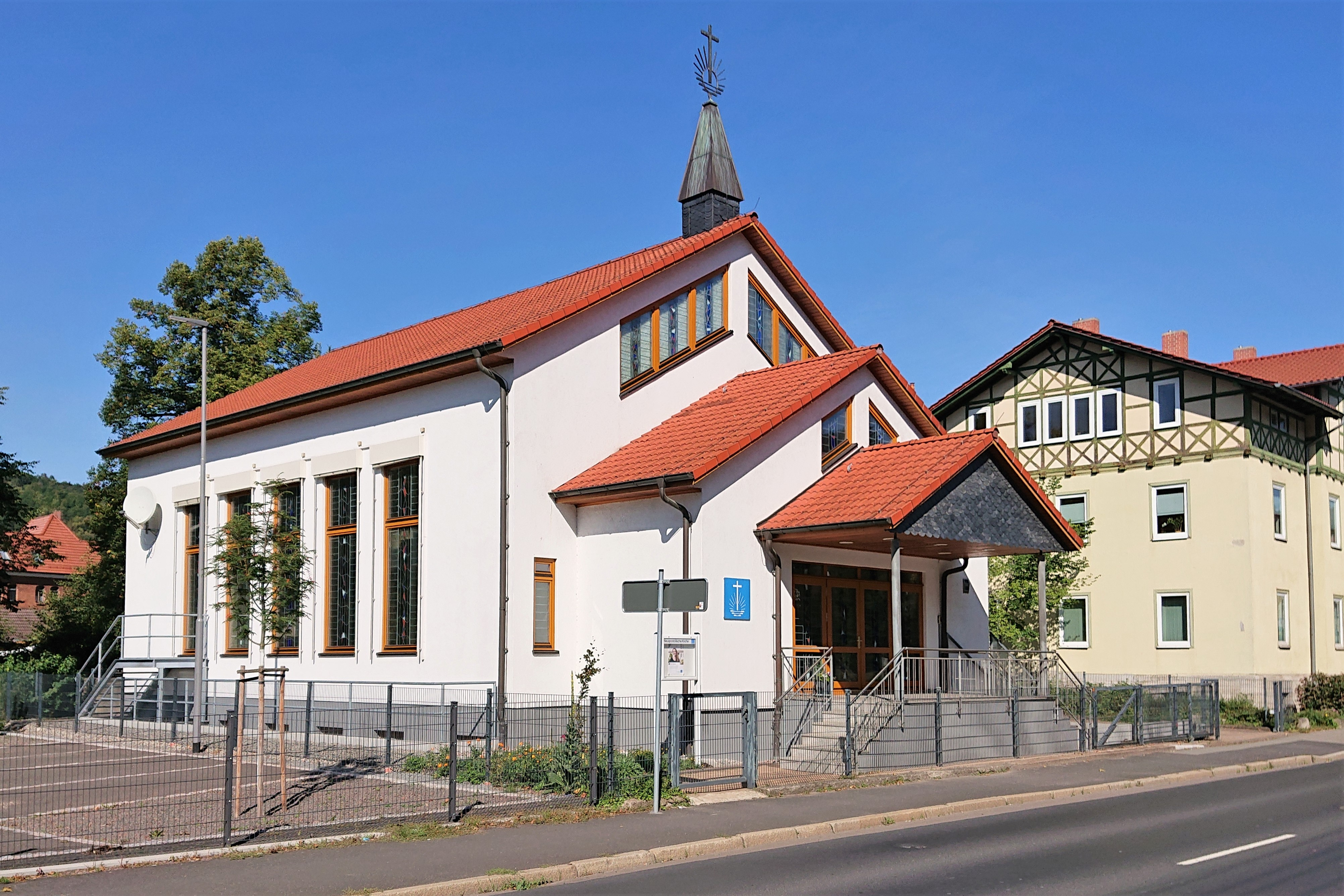
Neuapostolische Kirche

Weitere Konfessionen
Des Weiteren leben 2019 in der Stadt 30 Hugenotten und Mormonen sowie Einwohner mit den Glaubensrichtungen Rumänisch-orthodox (15), Russisch-orthodox (17), Griechisch-orthodox (9) und ein Mitglied der Jüdischen Landesgemeinde Thüringen.

#### Ehemalige Gemeinden
Jüdisch

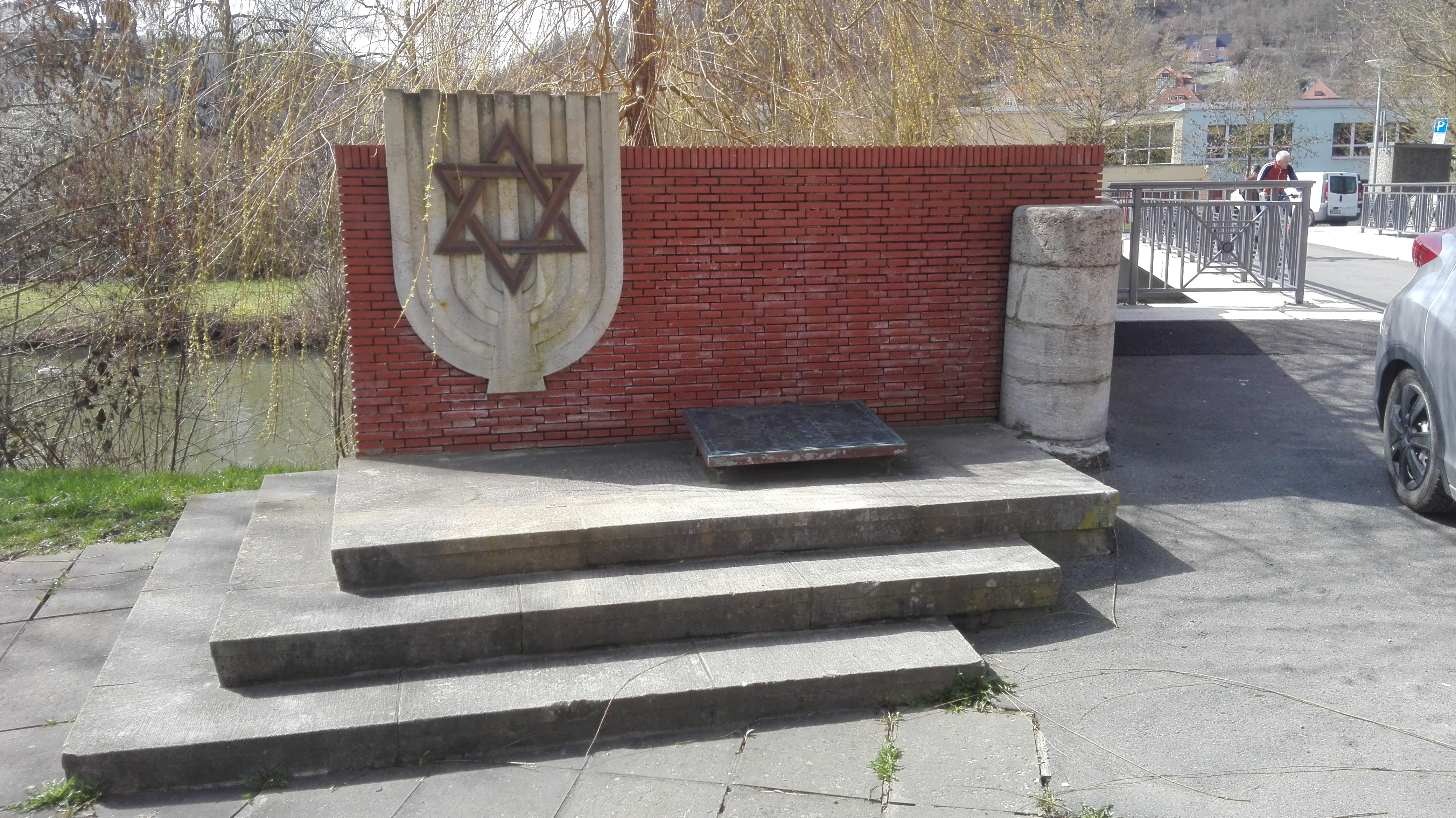
Denkmal für die zerstörte Synagoge

Eine jüdische Kultusgemeinde existierte bis 1938. Juden waren seit 1243 nachweisbar in Meiningen ansässig. Die ersten jüdischen Gemeinden wurden 1298 und 1349 (Pestpogrom) vernichtet und 1566 mussten schließlich alle jüdischen Bürger die Stadt gänzlich verlassen. Erst ab 1850 durften wieder Juden in Meiningen wohnen. Sie gründeten 1866 die Israelitische Kultusgemeinde Meiningen. Mit rund 500 Mitgliedern, davon 293 aus der Stadt Meiningen, hatte die Gemeinde 1925 ihren Höchststand. Die 1883 eingeweihte Synagoge wurde in der Reichspogromnacht 1938 verwüstet und 1939 abgerissen. An dieses Ereignis und die Synagoge erinnert ein Denkmal, das auf dem bis heute nicht wieder bebauten Grundstück der einstigen Synagoge errichtet wurde.

### Eingemeindungen
Eingemeindet wurden am 1. April 1923 Helba, am 1. April 1936 Welkershausen sowie auf freiwilliger Basis und mit Ortsteilrat am 1. Oktober 1990 Dreißigacker und am 1. Dezember 2010 Herpf.
Die freiwillige Eingliederung als Ortsteil in die Stadt Meiningen beschlossen 2017/18 die nördlich von Meiningen gelegenen Gemeinden Walldorf (Beschluss am 27. April 2017, Vertrag am 27. Februar 2018) und Wallbach (Beschluss am 21. März 2018, Vertrag am 15. Mai 2018) sowie die bisher erfüllten Gemeinden Henneberg (Beschluss am 28. Februar 2018) und Stepfershausen (Beschluss am 16. Oktober 2018, Vertrag am 23. Oktober 2018). Am 1. Januar 2019 wurden Walldorf, Wallbach und Henneberg und am 31. Dezember 2019 Stepfershausen als Ortsteil mit Ortsteilrat in die Stadt Meiningen eingemeindet. Am 5. September 2022 beschloss der Gemeinderat von Sülzfeld die Eingliederung in die Stadt Meiningen, die Vertragsunterzeichnung fand am 10. Oktober 2022 statt. Sülzfeld wurde am 1. Januar 2024 als Ortsteil mit Ortsteilrat in die Stadt Meiningen eingemeindet.

### Einwohnerentwicklung
Laut Thüringer Landesamt für Statistik (TLS) lebten am 31. Dezember 2024 in Meiningen mit Hauptwohnsitz 25.002 Bürger,
Im Mittelalter hatte die zum Hochstift Würzburg gehörende Stadt durchschnittlich 2000 Einwohner, 1545 waren es 2200 Menschen. Die Zahl stieg bis 1634 durch eine wirtschaftliche Blüte auf 4800 an. Im Dreißigjährigen Krieg dezimierten sich die Einwohner innerhalb weniger Jahre durch Tod und Vertreibung auf 1300. Bei der Erhebung Meiningens zur Haupt- und Residenzstadt 1680 lebten rund 2000 Menschen in der Stadt. Ab Anfang des 19. Jahrhunderts wuchs die Einwohnerzahl stetig bis auf 22.305 im Jahr 1939 an. Nach dem Zweiten Weltkrieg erfolgte ein leichter Anstieg auf 25.345 durch Flüchtlinge aus den deutschen Ostgebieten, fiel aber 1950 durch Abwanderung nach Westdeutschland wieder auf 23.484 Einwohner ab. Ihren Höchststand erreichte die Einwohnerzahl 1983 mit 25.905 (Hauptwohnsitz).
Nach der Deutschen Wiedervereinigung verlor Meiningen mit dem plötzlichen Wegfall tausender Arbeitsplätze und der daraus resultierenden Abwanderung, durch Geburtenrückgang und Suburbanisierung rund 6000 Einwohner. Ab 2011 war wieder ein Wachstum der Einwohnerzahl durch vermehrten Zuzug festzustellen. Mit den 2019 und 2024 erfolgten Eingemeindungen stieg die Einwohnerzahl weiter an, verringerte sich aber wieder durch den Zensus 2022.
Bei einer 2015 vom TLS veröffentlichten Prognose für die Bevölkerungsentwicklung von 2015–2035 wird ein Wachstum der Meininger Einwohnerzahl um +1,4 % erwartet.

## Politik
Meiningen ist eine Kreisstadt in Thüringen mit einem Einzugsbereich von rund 123.000 Einwohnern als Kreisstadt, etwa 60.000 Einwohnern im Mittelbereich und rund 44.500 Einwohnern im Grundversorgungsbereich.

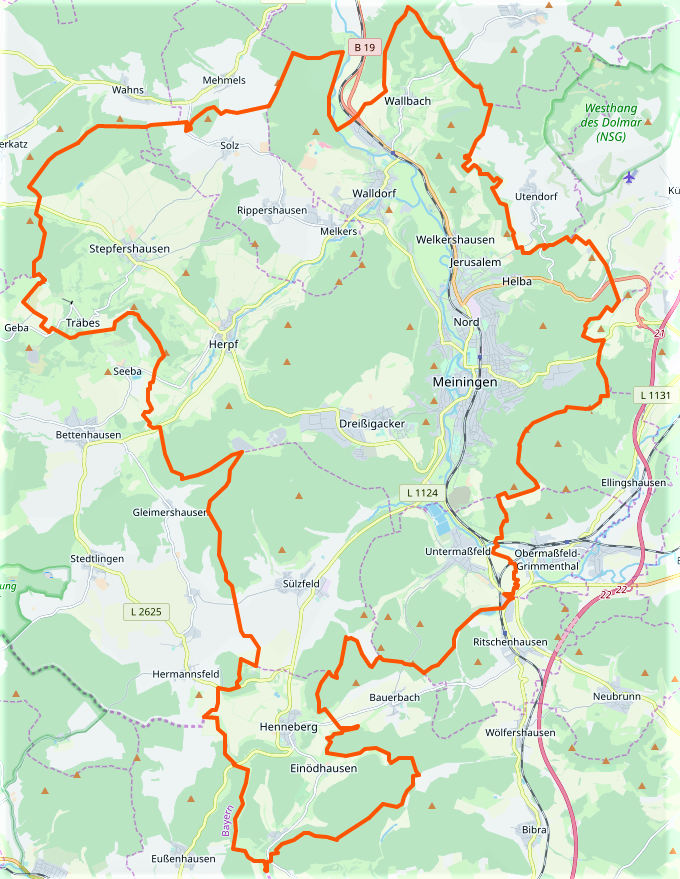
Erfüllende Gemeinde Meiningen

In der Raumordnung gehört die Stadt funktionsteilig zum Oberzentrum Südthüringen. Beitragende oberzentrale Funktionen sind das Justizzentrum Meiningen mit vier überregional zuständigen Gerichten und Staatsanwaltschaft, das Staatsarchiv Meiningen, das Staatstheater Meiningen, die Meininger Hofkapelle sowie die Fachhochschule und das Bildungszentrum der Thüringer Polizei. Die Polizei-Einrichtungen sind für ganz Thüringen, die anderen genannten Einrichtungen für die gesamte Planungsregion Südwestthüringen zuständig. In der Kultur und im Gesundheitswesen erfüllen die Meininger Museen mit einem großen Kunstmuseum und das Helios Klinikum Meiningen (Schwerpunktversorgung mit überregionalem Versorgungsauftrag) ebenfalls überregionale Aufgaben. Des Weiteren befindet sich in Meiningen die Abteilung Soziales des Thüringer Landesverwaltungsamtes, ein Flurneuordnungsamt und das Dekanat Meiningen im römisch-katholischen Bistum Erfurt.

### Erfüllende Gemeinde Meiningen
Die Stadt übernimmt als Erfüllende Gemeinde die Verwaltungsarbeit für die selbständigen Nachbarorte (erfüllte Gemeinden) Rippershausen und Untermaßfeld. Die Stadtverwaltung Meiningen ist somit inklusive ihren eigenen 26.017 Einwohnern insgesamt für 28.092 Einwohner zuständig (Stand 31. Dezember 2022).
| Gemeinde                      | Einwohner | Fläche in km² |
| ----------------------------- | --------- | ------------- |
| Meiningen Stadt               | 26.017    | 123,03        |
| Rippershausen                 | 801       | 11,50         |
| Untermaßfeld                  | 1.274     | 10,79         |
| Erfüllende Gemeinde Meiningen | 28.092    | 145,32        |

### Stadtrat
Der Stadtrat hat 30 Sitze. Hinzu kommt der Bürgermeister, dessen Platz Fabian Giesder (SPD) einnimmt. Die Kommunalwahlen von 1999, 2004, 2009, 2014 und 2019 lieferten folgende Ergebnisse (Die Sitzverteilung Stand Mai 2019 ist fett dargestellt):
| Parteien und Wählergemeinschaften | Parteien und Wählergemeinschaften         | % 1999 | Sitze 1999 |        | % 2004 | Sitze 2004 |        | % 2009 | Sitze 2009 |        | % 2014 | Sitze 2014 |  | % 2019 | Sitze 2019 |
| SPD                               | Sozialdemokratische Partei Deutschlands   | 14,9   | 5          | 10,8   | 3      | 15,7       | 5      | 26,5   | (8)* 10    | 33,6   | 10     |            |  |        |            |
| CDU                               | Christlich Demokratische Union            | 22,2   | 7          | 23,6   | 7      | 19,9       | 6      | 23,7   | 7          | 16,6   | 5      |            |  |        |            |
| Linke                             | Die Linke (bis 2007 PDS)                  | 21,4   | 7          | 28,7   | 9      | 23,3       | 7      | 16,8   | 5          | 8,3    | 2      |            |  |        |            |
| Pro Meiningen                     | Freie Wähler                              | 37,0   | 11         | 29,1   | 9      | 23,8       | 7      | 15,7   | (5)* 4     | 12,1   | 4      |            |  |        |            |
| Grüne                             | Bündnis 90/Die Grünen                     | 4,5    | 0          | 7,8    | 2      | 9,8        | 3      | 7,9    | 2          | 8,7    | 3      |            |  |        |            |
| AfD                               | Alternative für Deutschland               | –      | –          | –      | –      | –          | –      | –      | –          | 12,5   | 4      |            |  |        |            |
| FDP                               | Freie Demokratische Partei                | –      | –          | –      | –      | 5,1        | 1      | 1,2    | 0          | 2,0    | 1      |            |  |        |            |
| WG Dreißigacker                   | Wählergemeinschaft Dreißigacker           | –      | –          | –      | –      | 2,2        | 1      | 2,2    | (1)* –     | 1,3    | –      |            |  |        |            |
| WG Herpf                          | Wählergemeinschaft Herpf                  | –      | –          | –      | –      | –          | 1      | 2,8    | 1          | 3,3    | 1      |            |  |        |            |
| Piraten                           | Piratenpartei Deutschland                 | –      | –          | –      | –      | –          | –      | –      | –          | 1,6    | –      |            |  |        |            |
| NPD                               | Nationaldemokratische Partei Deutschlands | –      | –          | –      | –      | –          | –      | 3,2    | (1)** –    | –      | –      |            |  |        |            |
| Gesamt                            | Gesamt                                    | 100    | 30         | 100    | 30     | 99,8       | 31     | 100    | 29         | 100    | 30     |            |  |        |            |
| Wahlbeteiligung                   | Wahlbeteiligung                           | 51,3 % | 51,3 %     | 41,3 % | 41,3 % | 46,0 %     | 46,0 % | 48,0 % | 48,0 %     | 58,5 % | 58,5 % |            |  |        |            |

* Sitzplatzanzahl nach Wahlergebnis vom 24. Mai 2014, Harald Bernhardt von Pro Meiningen und Sascha Kellner von der WG Dreißigacker wechselten im Juni 2014 mit ihrem Mandat zur SPD-Fraktion. ** Sven Dietsch von der NPD legte am 15. Februar 2015 sein Mandat nieder, der Sitz wurde nicht neu besetzt.
Die Kommunalwahl am 26. Mai 2024 führte in Meiningen zu folgendem Ergebnis:
| Parteien und Wählergemeinschaften | Parteien und Wählergemeinschaften       | Stimmenanteil | Sitze |
| SPD                               | Sozialdemokratische Partei Deutschlands | 34,1 %        | 10    |
| AfD                               | Alternative für Deutschland             | 26,1 %        | 8     |
| CDU                               | Christlich Demokratische Union          | 15,1 %        | 5     |
| Linke                             | Die Linke                               | 6,1 %         | 2     |
| Grüne                             | Bündnis 90/Die Grünen                   | 5,0 %         | 1     |
| FDP                               | Freie Demokratische Partei              | 1,3 %         | –     |
| Piraten                           | Piratenpartei Deutschland               | 1,3 %         | –     |
| FWG Pro Mgn.                      | Freie Wählergemeinschaft Pro Meiningen  | 8,9 %         | 3     |
| Frauen/WG SH                      | Frauenverein/WG Stepfershausen          | 2,2 %         | 1     |
| Wahlbeteiligung: 59,8 %           |                                         |               |       |

### Bürgermeister
Bürgermeister waren von 1990 bis 1992 Horst Strohbusch (Freie Wähler, erster demokratisch gewählter Bürgermeister) und von 1992 bis 2012 Reinhard Kupietz von Pro Meiningen (Freie Wähler). 2012 übernahm Fabian Giesder (SPD) das Amt und wurde 2018 und 2024 wiedergewählt.
Die Bürgermeisterwahl am 26. Mai 2024 endete mit folgendem Ergebnis:
- Fabian Giesder – SPD, 9559 Stimmen, 85,2 %
- Weitere Personen, 1663 Stimmen, 14,8 %

Die Wahlbeteiligung lag bei 59,7 %.
Bis zur Erhebung als Residenz- und Hauptstadt trugen die Stadtoberhäupter die Amtsbezeichnung Stadtschultheiß, anschließend Oberbürgermeister und ab 1935 „1. Bürgermeister“. Seit 1945 gibt es in der Stadt nur mehr den Titel „Bürgermeister“.
→ Siehe: Liste der Bürgermeister von Meiningen

### Wappen und Flagge
| Wappen von Meiningen | Blasonierung: „Im einfachen, unten gerundeten Schild in Blau eine von fünf silbernen rotbedachten Türmen überragte silberne Stadtmauer, in deren offenem Tor auf goldenem Grund eine rotbewehrte nach rechts gewandte schwarze Henne auf grünem Dreiberg steht.“ |
| Wappen von Meiningen | Wappenbegründung: Das erste Stadtsiegel aus der Zeit um 1290 enthielt eine von drei Türmen gekrönte Stadtmauer mit geöffnetem Tor, in das eine Brücke führt. Später wurde die Brücke durch das Bild eines Bischofs mit Mitra ersetzt. In den erweiterten Stadtrechten von 1344 ist festgelegt, dass das Wappen von Meiningen künftig fünf Türme führen sollte. Durch Edikt vom 23. Mai 1557 wurde das Brustbild des Bischofs durch das Wappentier der Henneberger ersetzt. Die Halbmonde und Zwiebeltürme haben keine osmanischen Bezüge, sie dienten lediglich gestalterischen Zwecken. |

Als Flagge führt die Stadt Meiningen die Farben grün/weiß – in Fahnenmitte ist das Stadtwappen angebracht.

### Städtepartnerschaften
Offizielle Städtepartnerschaften bestehen zu folgenden vier Städten und Gemeinden.
- Neu-Ulm in Bayern (seit 1988)
- Obertshausen in Hessen (seit 2007 / freundschaftliche Beziehungen seit 1990)
- Bussy-Saint-Georges in Frankreich bei Paris (seit 2006)
- Meiningen (Vorarlberg) in Österreich (seit 2012)

Freundschaftliche Beziehungen bestehen mit der Millionenstadt Adelaide in Australien wegen deren Namensgeberin Queen Adelaide (Königin von England), der in Meiningen geborenen und aufgewachsenen Prinzessin Adelheid von Sachsen-Meiningen.

## Kultur
Meiningen besitzt insbesondere als ehemalige, langjährige Residenzstadt und durch kunstsinnige Herzöge eine umfangreiche und vielfältige Kulturlandschaft. Im 19. Jahrhundert schrieben das Hoftheater und die Hofkapelle Theater- und Musikgeschichte. Zur Wahrung des kulturellen Erbes tragen unter anderem die „Kulturstiftung Meiningen-Eisenach“, die „Meininger Theaterstiftung“ und die „Stiftung Meininger Baudenkmäler“ bei. Zum Schutz der Meininger Kulturgüter gründeten 2019 Meininger Kultureinrichtungen und Behörden den „Meininger Notfallverbund“, der zudem neben dem Kompetenzzentrum Weimar eines von vier Notfallverbundzentren in Thüringen darstellt.

### Theater

#### Staatstheater Meiningen

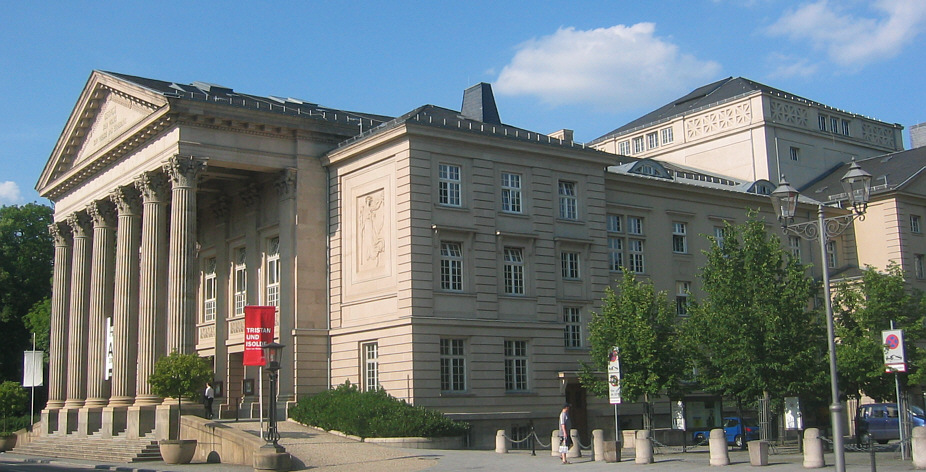
Staatstheater Meiningen

Das Staatstheater Meiningen, oft auch „Meininger Theater“ genannt, ist ein Vier-Sparten-Theater und wird von der Stadt Meiningen, dem Landkreis und dem Land Thüringen getragen. Das Theater firmierte bis Anfang 2017 als Südthüringisches Staatstheater und bis zum Spielzeitwechsel im Sommer 2021 als Meininger Staatstheater. Intendant ist seit 2021 Jens Neundorff von Enzberg, der den langjährigen Intendanten Ansgar Haag (2005–2021) ablöste. Das 1831 gegründete Theater bietet auf den Bühnen „Großes Haus“ und „Kammerspiele“ Musiktheater, Schauspiel, Ballett (Gastauftritte vom Thüringer Landestheater Eisenach) sowie Puppentheater und Konzerte mit der Meininger Hofkapelle. Die 2021 ins Leben gerufene Sparte „Junges Staatstheater“, das Puppentheater, Junges Theater und Junge Musik vereint, hat ihre Spielstätte in der „Kleinkunstbühne Rautenkranz“. Die „Bürgerbühne“ des Hauses führt in den Kammerspielen aktuelle Stücke zu jugendlichen und gesellschaftlichen Themen auf.
Eine besondere Bedeutung hatte das Haus, das sich bis 1920 Meininger Hoftheater nannte, Ende des 19. Jahrhunderts, als das die „Meininger“ genannte Ensemble unter der Leitung des „Theaterherzogs“ Georg II. eine führende Rolle bei der Durchsetzung des modernen Regietheaters im Schauspiel in Europa einnahm.

#### Meininger Puppentheater
Das Puppentheater mit eigenem Spielbetrieb wurde 1986 am Meininger Theater gegründet und ist ab 2021 Teil der neuen Sparte „Junges Staatstheater“. Zum Repertoire gehören Stücke aller Altersklassen. Die bekanntesten, weltweit gezeigten Stücke sind Der standhafte Zinnsoldat und Kondom des Grauens. Das Ensemble unternahm bisher zahlreiche Reisen zu Einzelgastspielen und Puppentheaterfestivals auf vier Kontinente, so unter anderem nach Japan, China, Korea, Australien, Kanada, den USA und in viele europäische Länder. Von 1987 bis 2019 war Maria C. Zoppeck langjährige Direktorin des Puppentheaters. Sie betätigte sich auch als Autorin. Neue Direktorin ist seitdem Kora Tscherning.

#### Bürgerbühne Meiningen
2014 wurde die Bürgerbühne am Meininger Theater gegründet. Hier haben Menschen aller Altersklassen aus Meiningen und der Region die Möglichkeit, selbst mal auf einer Theaterbühne zu stehen. Pro Spielzeit, die mit dem Staatstheater abgestimmt ist, werden drei Inszenierungen produziert und mehrmals in den Kammerspielen aufgeführt. Die unter der Schirmherrschaft des Bürgermeisters stehende Bürgerbühne wird von der Regisseurin Gabriela Gellert geleitet.

#### Kinder- und Jugendtheater Tohuwabohu
Das Kinder- und Jugendtheater „Tohuwabohu“ der Kunst- und Kreativschule Meiningen besteht unter diesen Namen seit 1993. Es ging aus einer in den 1970er Jahren gegründeten Jugendtheatergruppe hervor. Das Kinder- und Jugendtheater hat vier Spielgruppen verschiedenen Alters, die an Schulen, in Jugendzentren, auf Kleinkunstbühnen oder in der Volkshochschule auftreten. Alljährlich im Frühjahr ist Tohuwabohu Gastgeber der deutschlandweiten Kinder- und Jugendtheaterwerkstatt „Schau-Spiel“. Künstlerische Leiterin des Jugendtheaters ist die Theaterpädagogin und Regisseurin Elke Büchner. Tohuwabohu ist Mitglied im Thüringer Theaterverband.

#### Kulturbühne Meiningen
Die 2020 etablierte Kulturbühne Meiningen e. V. ist ein Kulturverein, der mehrere Genres der Kulturszene bedient. Das 2015 gegründete „Sommertheater Rohr“ fand unter dem nunmehrigen Namen „Sommertheater Meiningen“ in der Kulturbühne eine neue Heimstatt. Auf der Kulturbühne finden Theateraufführungen, Konzerte, Lesungen und Vorträge sowie Tanzveranstaltungen statt. Die Kulturbühne Meiningen hat ihr Domizil im Norden der Stadt in einem Einkaufszentrum. Sie ist Mitglied im Thüringer Theaterverband.

#### SAT-Förderverein
2017 gründete sich der Theaterverein SAT-Förderverein e. V. mit rund 80 Mitwirkenden aus Thüringen, Bayern und Hessen. Alljährlich werden in der Sommerzeit selbstgeschriebene und -inszenierte Bühnenstücke mit historischen Hintergrund als Open-Air-Veranstaltungen aufgeführt. Aufführungsorte sind die Henneburg in Henneberg, der Marstall und der Schlosshof von Schloss Elisabethenburg in Meiningen. Der Verein ist Mitglied im Thüringer Theaterverband.

#### Filmtheater
Das erste Filmtheater in Meiningen wurde 1910 mit dem „Metropoltheater“ am Markt eröffnet. 1912 folgte das „Centraltheater“ am Platz an der Kapelle, das 1922 wieder geschlossen wurde. Weitere Kinos waren das von 1928 bis 1956 bestehende „Union-Theater“ (UT) der gleichnamigen Kinokette und die 1956 neu erbauten „Volkslichtspiele“ (geschlossen 1991). Im 1891 erbauten Haus der Meininger Zivilcasino-Gesellschaft etablierten sich 1919 die bis heute bestehenden „Casino-Lichtspiele“. 1929 wurde dort der erste Tonfilm aufgeführt. Ende der 1970er Jahre richtete man im Rang ein Kino-Café mit Bar ein, wo der Kinobesucher während der Vorstellung Getränke zu sich nehmen konnte. 1996 erfolgte ein Umbau des Casinos zu einem modernen Multiplex-Kino mit sechs Sälen. Seit 2009 sind zwei und seit 2013 alle Kinosäle im 2013/14 komplett modernisierten Haus mit der 3D-Technik für räumliche Kinobilder ausgestattet.

### Musik

#### Meininger Hofkapelle
Die „Meininger Hofkapelle“ zählt zu den ältesten und traditionsreichsten Klangkörpern in Europa. Das heute 68 Mitglieder zählende Orchester ist dem Meininger Theater angegliedert und lädt neben ihren Auftritten bei Musikaufführungen regelmäßig zu Sinfoniekonzerten und Jugendkonzerten ein. Generalmusikdirektor (GMD) war von 2010 bis 2022 der Schweizer Philippe Bach, sein Nachfolger ist ab 2023 der Ire Killian Farrell. 1. Kapellmeister und Stellvertreter des Generalmusikdirektors (GMD) ist seit 2024 Kens Lui (Hong Kong), 2. Kapellmeister und Assistent des GMD ist Christopher Važan aus den Vereinigten Staaten.
Die Hofkapelle wurde 1690 von Herzog Bernhard I. gegründet. Erste Dirigenten waren unter anderen Georg Caspar Schürmann und Johann Ludwig Bach. Im Oktober 1880 wurde Hans von Bülow Hofkapellmeister, der die Kapelle zu einem europäischen Eliteorchester entwickelte. Durch Bülow kam Johannes Brahms nach Meiningen, um mit der Hofkapelle zusammenzuarbeiten und diese gelegentlich zu dirigieren. Als enger Freund von Georg II. war er bis zu seinem Tode oft zu Gast in der Stadt. Brahms schrieb außerdem vier Werke für den bekannten Meininger Klarinettisten Richard Mühlfeld. Weitere hervorragende Dirigenten waren Richard Strauss, Fritz Steinbach, Wilhelm Berger, Max Reger und Kirill Petrenko.

#### Musikschulen
Bekannt ist das Max-Reger-Konservatorium Meiningen. Bis 2021 im Bibrabau des Schlosses Elisabethenburg ansässig, ist es seitdem in der Strupp'schen Villa untergebracht. Weiter zu nennen sind die privaten Musikschulen „Kling-Klang“, „Musik College Holger Dreßler“ und „Musikalische Ausbildung Götz“.

#### Orchester
Neben der Meininger Hofkapelle gibt es weitere Orchester in der Stadt. Das 1970 gegründete und bis 2021 existierende Jugendrotkreuzorchester Meiningen hatte konzertante Blasmusik im Rock-, Pop-, Dixie-Sound sowie Klassiker der jüngeren Musikgeschichte im Repertoire. Seitdem sind deren ehemaligen Mitglieder im „Stadtblasorchester“ des Max-Reger-Konservatoriums integriert. Unter dem Dach des Konservatoriums befinden sich mit dem „MRK Sinfonieorchester“, der „Bigband“, dem „Klarinetten- und Saxophon-Ensemble“, der „Jazzband Remax“ und der „lil' Max-Band“ weitere Orchester.
Das „Meininger Residenzorchester“ besteht aus aktiven und ehemaligen Mitgliedern der Meininger Hofkapelle und tritt seit 1990 vornehmlich auf kleinen Bühnen oder im Rahmenprogramm von kommunalen oder wirtschaftlichen Großveranstaltungen auf. In der evangelischen Gemeinde existiert ein „Posaunenchor“, der bei kirchlichen Veranstaltungen aufspielt.

#### Chöre
In Meiningen existieren zahlreiche Chöre.
- Max-Reger-Konservatorium: „Frauenvokalensemble Chorisma“, „Gemischter Chor Cantamus“, „Kinderchor“, „Popchor conVoice“ und die „Projektklasse Vocal“.[41]
- Staatstheater Meiningen: „Chor am Staatstheater Meiningen“ und „Extrachor“ (Direktor: Manuel Bethe).[42]
- Evangelische Gemeinde Meiningen: „Meininger Kantorei“, „Kinderchor“, „Kammerchor“, „Gospelchor“ und „Posaunenchor“.[43][44]
- Kirchenchor der Katholischen Gemeinde Meiningen.
- Chor des Evangelischen Gymnasiums Meiningen.
- Männerchor „Buchonia“, Stepfershausen.

### Museen

#### Meininger Museen
Unter dem Dach der Kulturstiftung Meiningen sind die „Meininger Museen“ mit den drei Standorten Schloss Elisabethenburg, Literaturmuseum Baumbachhaus und Theatermuseum Meiningen vereint.
Das Schloss Elisabethenburg beherbergt die vier Museums-Abteilungen
- Historisches Interieur vom Rokoko über Empire bis hin zum Historismus,
- Kunstsammlungen mit Gemälden, Skulpturen, Möbeln, Keramik, Uhren und anderem Kunsthandwerk aus verschiedenen Jahrhunderten,
- Musikgeschichte über die Meininger Hofkapelle, Johann Ludwig Bach, Richard Wagner, Hans von Bülow, Johannes Brahms, Richard Strauss, Max Reger und
- Theatergeschichte über die Meininger.

Das Theatermuseum „Zauberwelt der Kulisse“ in der ehemaligen Reithalle bietet eine jährlich wechselnde Ausstellung von historisch wertvollen Bühnenprospekten aus der Reisezeit des Meininger Hoftheaters.
Im Literaturmuseum „Baumbachhaus“ befindet sich schwerpunktmäßig eine Ausstellung zum Leben und Wirken des Heimatdichters Rudolf Baumbach. Weiterhin wird das Wirken von Friedrich Schiller, Jean Paul und Ludwig Bechstein während ihrer Meininger Zeit behandelt. Dazu gibt es eine Abteilung für Stadt- und Heimatgeschichte.

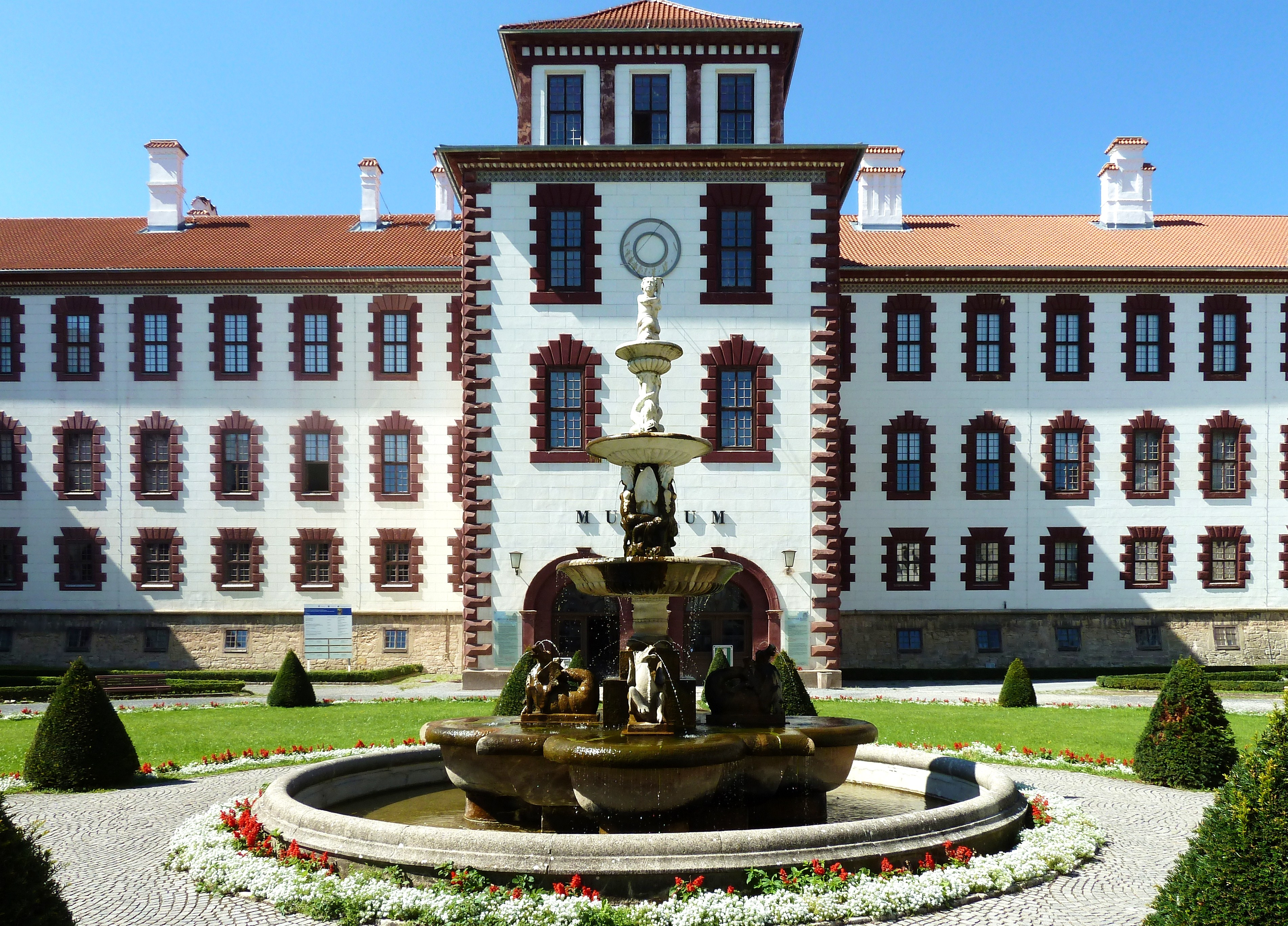
Kunstmuseum im Schloss Elisabethenburg
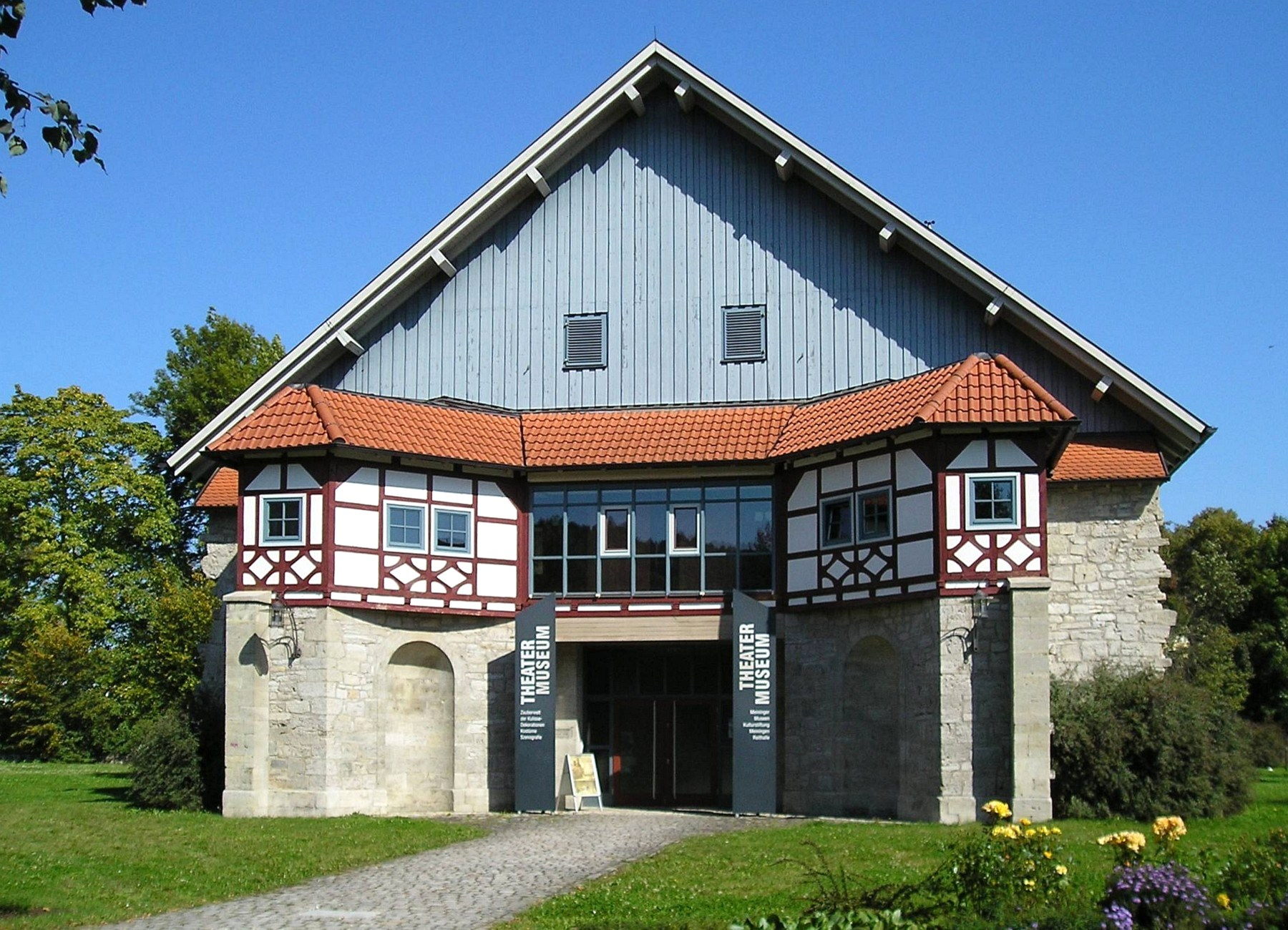
Theatermuseum
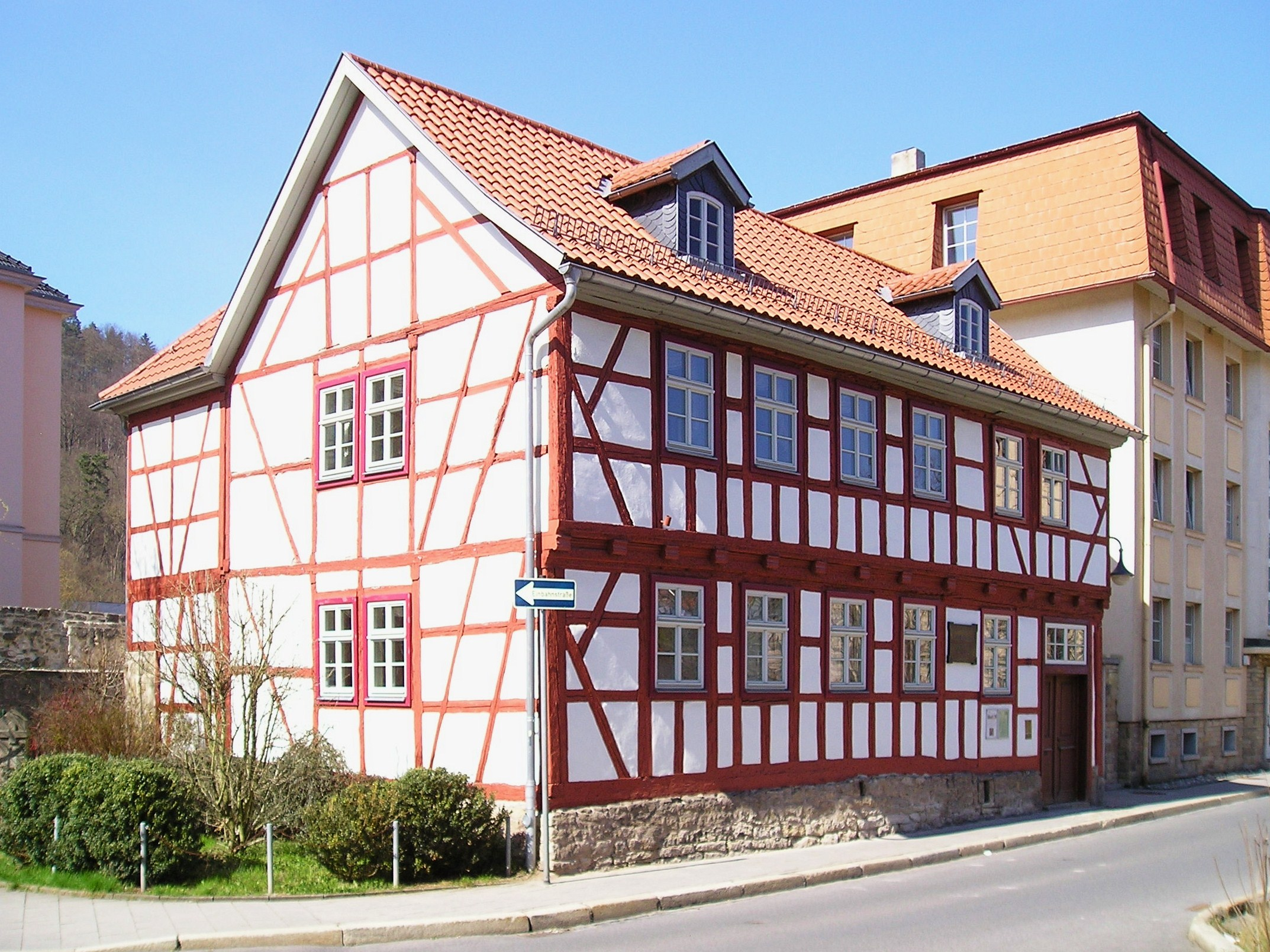
Literaturmuseum Baumbachhaus

#### Deutsches Theatermuseum Meiningen
Im Schloss Elisabethenburg entsteht mit Einbeziehung des Theatermuseums „Zauberwelt der Kulisse“ bis 2029 das Deutsche Theatermuseum Meiningen. Es wird mit einer Dauerausstellung ein Erlebnisort für deutsche Theatergeschichte der letzten 500 Jahre werden und des Weiteren als Verbundprojekt der bestehenden deutschen Theatermuseen und Forschungseinrichtungen dienen.

#### Weitere Museen
Das Meininger Zweirad Museum „MZM“ zeigt sämtliche in der DDR produzierte Zweiradtypen und eine Vielzahl von Polizeifahrzeugen. Dieses wird von einem privaten Verein geführt, deren Mitglieder mit viel Initiative und handwerklichem Geschick die Modelle in jedem Zustand erwerben und in den Originalzustand restaurieren.
Die Dampflok Erlebniswelt Meiningen ist ein 2024 eröffnetes interaktives Technik-Museum, das sich im ehemaligen Kantinengebäude des RAW Meiningen befindet. Unter anderem werden bei einer Reihe von interaktiven Mitmach- und Medienstationen die Funktionsweise und die Antriebe von Dampflokomotiven erlebbar gemacht.
Das Dampflokwerk veranstaltet Führungen am ersten und dritten Samstag im Monat. Hier werden die Lokhalle mit den zurzeit vorhandenen Dampflokomotiven, weitere Schienenfahrzeuge, Radsatz-Drehbänke, die Kesselschmiede und andere historische Einrichtungen gezeigt.

### Galerien
Die „Städtische galerie ada“ zeigt in ihren 2007 bezogenen neuen Ausstellungsräumen in der Bernhardstraße vornehmlich zeitgenössische Kunst. Sie befand sich von 1990 bis dahin im Hartungschen Haus, einem restaurierten Fachwerkbau im Altstadtviertel Töpfemarkt.
Eine „Obere Galerie“ und eine „Untere Galerie“ betreiben die Meininger Museen in ihren Räumen im Schloss Elisabethenburg. Dort werden in ständig wechselnden Ausstellungen insbesondere historische Exponate zu einem aktuellen kulturellen oder kommunalen Thema präsentiert.
In der Nekst-Galerie „Zwinger4“ finden Expositionen von moderner Kunst, insbesondere der bildenden Künste Malerei, Grafik und Bildhauerei statt.
Im Vestibül des Freizeitzentrums „Rohrer Stirn“ ist eine Fotogalerie der Fotoszene Meiningen untergebracht. Hier werden die Fotoarbeiten der Mitglieder in thematisch wechselnden Ausstellungen gezeigt.
Temporär betriebene Galerien befinden sich im Gebäude der ehemaligen Deutschen Hypothekenbank, heute Hauptsitz der Rhön-Rennsteig-Sparkasse, wo insbesondere Fotoausstellungen von bekannten Schauspielerinnen aus Film und Fernsehen gezeigt, im Justizzentrum, wo überwiegend Plastiken ausgestellt werden, sowie im Klinikum Meiningen.

### Bibliotheken und Archive
Im Stadtzentrum in der Ernestinerstraße ist in einem historischen Fachwerkbau die Stadt- und Kreisbibliothek „Anna Seghers“ untergebracht. Des Weiteren existieren Bibliotheken in den Meininger Museen, in der Fachhochschule Polizei im Bildungszentrum der Thüringer Polizei sowie im Justizzentrum Meiningen.
Im „Bibrabau“ des Schlosses Elisabethenburg befindet sich das Stadtarchiv Meiningen. Das Staatsarchiv Meiningen hat sein Domizil im ehemaligen Bundesbankgebäude in der Lindenallee. Als ein weiteres Archiv ist das Kreisarchiv im Meininger Landratsamt im Stadtteil Jerusalem ansässig.

### Tourismus

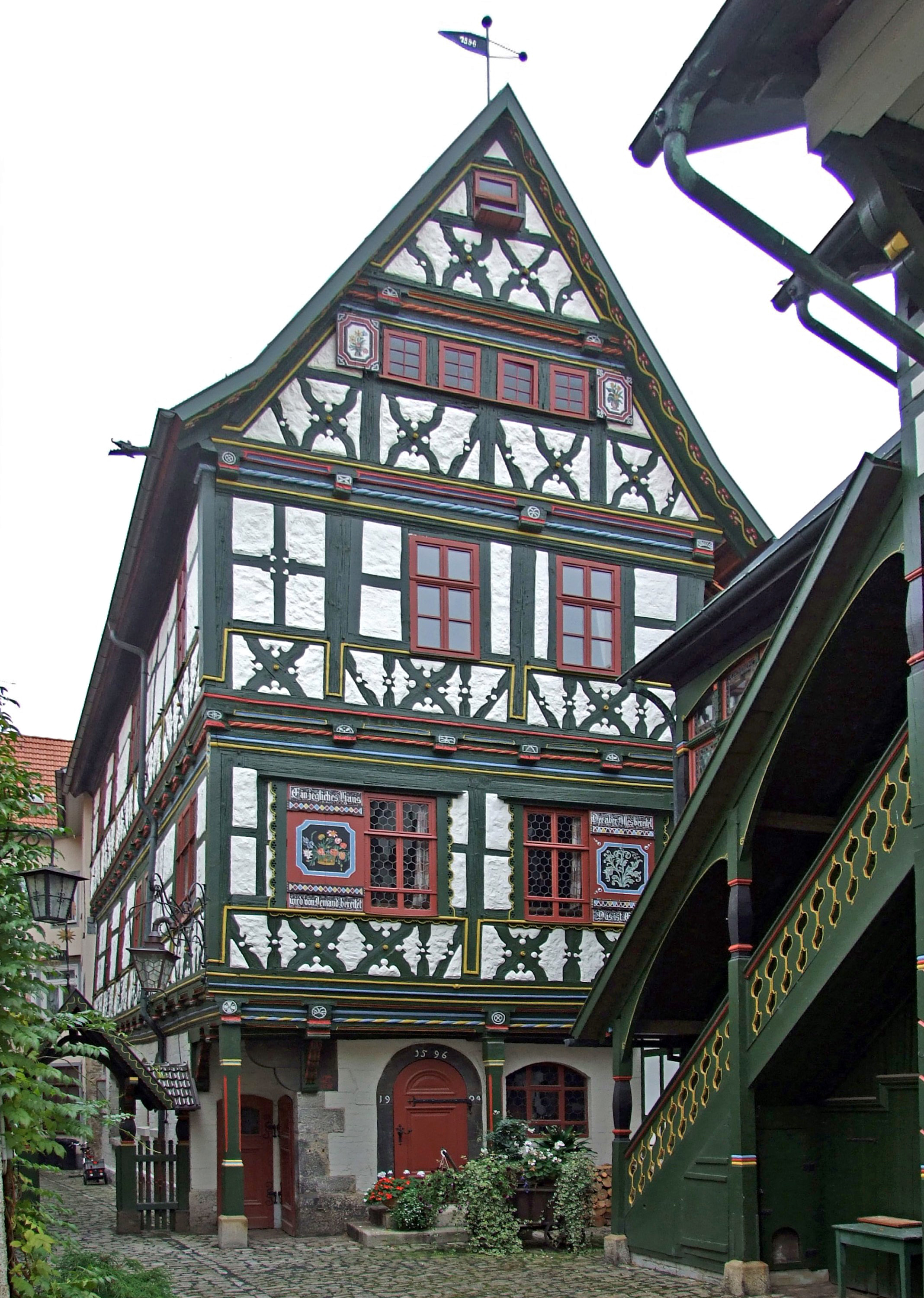
Beliebtes Motiv für Städtetouristen: das Büchnersche Hinterhaus (1596)

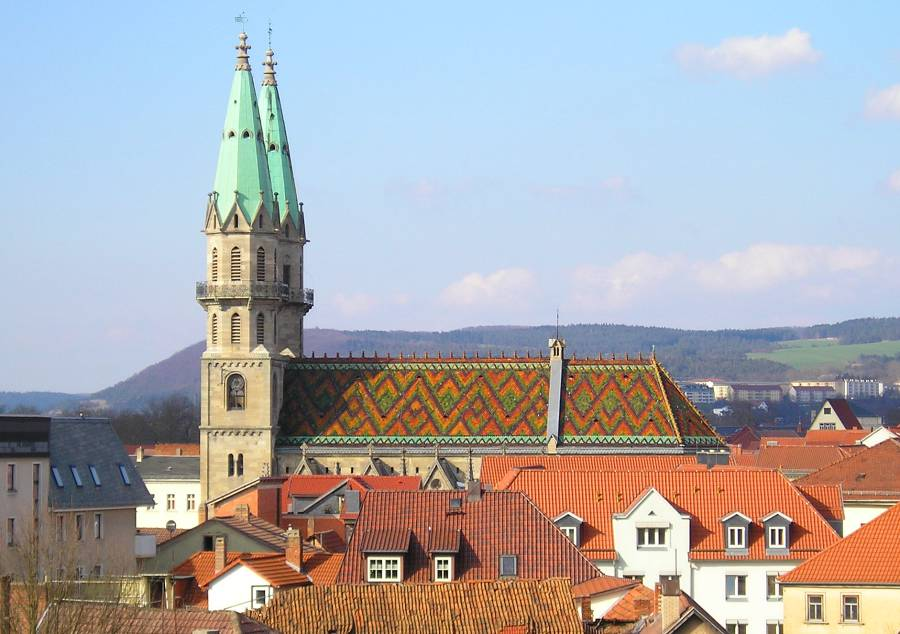
Bei Touristen beliebte Stadtkirche

Große Bedeutung für Meiningen hat wegen der reichen Kulturtradition und einem sehenswerten Stadtbild der Kultur- und Städtetourismus. Anziehungspunkte für sportliche Aktivurlauber sind die Wander- und Radwege rund um Meiningen, die im Jahr 2000 wiedereröffnete Goetz-Höhle und der 2003 eröffnete Caravan- und Campingplatz. Des Weiteren liegt die Stadt an der Klassikerstraße und der Europastraße Historische Theater.
Kultur- und Städtetourismus
Der Kulturtourismus konzentriert sich größtenteils auf die Meininger Museen, die Aufführungen des Meininger Theaters und einige Kultur- und Technikveranstaltungen wie das Sommerfest des Meininger Theaters, das Stadt- und Hütesfest, die Meininger Kleinkunsttage und die Meininger Dampfloktage.

Das traditionsreiche Hotel Sächsischer Hof

Im Städtetourismus wird die Stadt täglich neben Individualtouristen auch von Reisegruppen besucht. Ein Großteil kommt aus den umliegenden Feriengebieten, die Meiningen für eine Stippvisite ausgewählt haben. Für die Reisegruppen gehört neben dem Besuch der Museen oft eine Stadtführung zu kulturhistorisch bedeutsamen Stätten zum Programm. Selbständig anreisende Besucher können eine eigene Stadtführung buchen, ansonsten werden öffentliche Stadtführungen an jedem Samstag angeboten. Im Jahresdurchschnitt kommen rund 150.000 Tagestouristen nach Meiningen.
Aktiv- und Freizeittourismus
Für Aktiv-Urlauber bietet Meiningen mehrere Möglichkeiten. Die Stadt ist für Radtouristen über die Radfernwege Werratalradweg, Main-Werra-Radweg und Radweg Meiningen-Haßfurt sehr gut erschlossen. Sie kann weiter über den Premium-Wanderweg „Der Meininger“ und den Fernwanderweg Milseburgweg Fulda–Meiningen sowie den Keltenerlebnisweg erwandert werden und ist durch die Werra für Kanu-Wasserwanderer gut erreichbar. Der von April bis Oktober geöffnete kleine Vier-Sterne-Caravan- und Campingplatz Rohrer Stirn bietet 30 Stellplätze für Caravans und Wohnmobile sowie Zeltplätze auf einer Wiese. Sport und Erholung bietet das Freizeitzentrum „Rohrer Stirn“ mit seinem Hallen- und Freibad, den Saunen und Sportevents wie Spinning und 24-Stunden-Schwimmen.

### Sport
Meiningen wurde 2012 beim bundesweiten Städtewettbewerb Mission Olympic zur Förderung des Breitensports zusammen mit Weißwasser/Oberlausitz als Siegerstadt und „Deutschlands aktivste Stadt“ vom Deutschen Olympischen Sportbund ausgezeichnet. 2016 war die Stadt ein Austragungsort der Gesundheitsinitiative „Deutschland bewegt sich!“ von BARMER GEK und Bild am Sonntag. Am 25. August 2022 war Meiningen Zielort der 1. Etappe und am 26. August 2022 Startort der 2. Etappe bei der Deutschland Tour 2022, dem bedeutendsten Etappenrennen im Straßenradsport der Männer in Deutschland (Etappensieger: Caleb Ewan, Australien).

#### Sportvereine

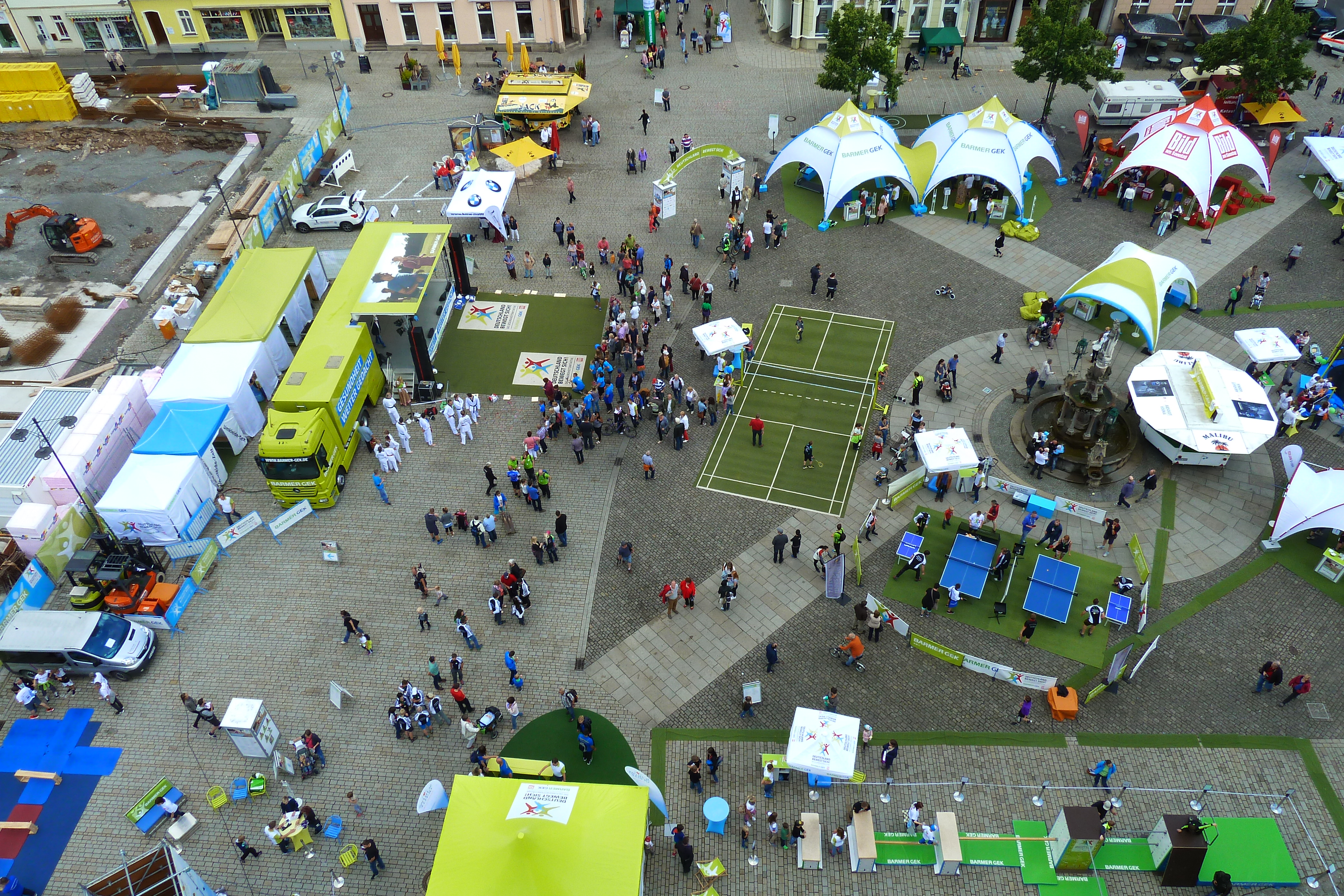
Deutschland bewegt sich (2016)

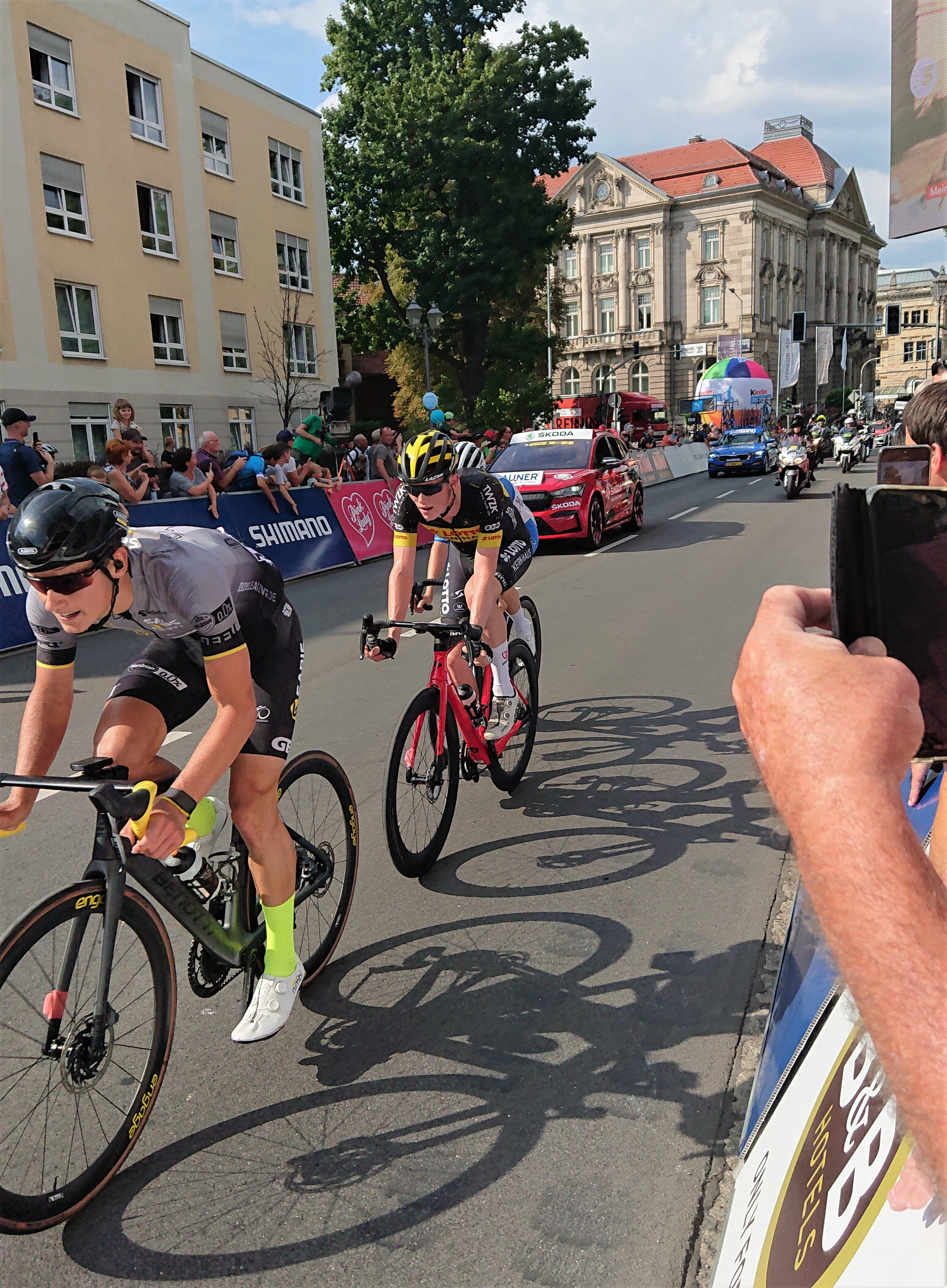
Deutschland Tour 2022: Spitzengruppe bei der ersten Zieldurchfahrt in Meiningen.

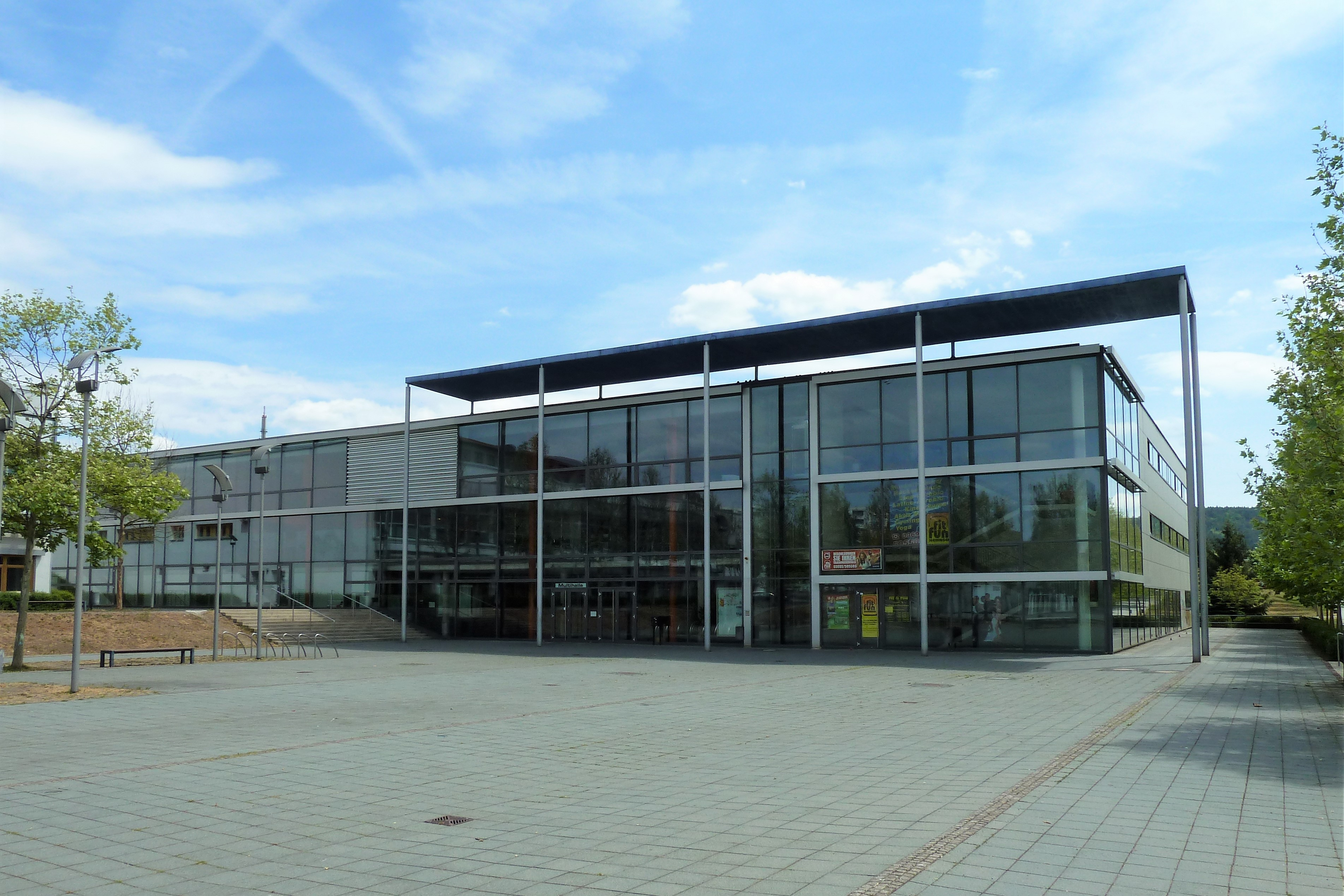
Ort zahlreicher Sport-Events – die Multihalle im Stadtteil Jerusalem

Der größte Sportverein ist der 1997 gegründete „Turnsportverein (TSV) Meiningen e. V.“ mit 670 Mitgliedern (2022), die in den Sektionen Geräteturnen, Badminton, Tanzen, Aerobic, Eltern-Kind-Turnen und Mammi-Fit vertreten sind. Ein zweiter großer Sportverein ist der „Polizeisportverein (PSV) Meiningen 90 e. V.“ mit 586 Mitgliedern, die die Sportarten Kampfsport, Leichtathletik, Wintersport, Volleyball und Kraftsport ausüben. Der drittgrößte Sportverein ist mit 500 Mitgliedern (Stand: 31. Dezember 2021) die Meininger Sektion des Deutschen Alpenvereins. Weitere mitgliederstarke Sportvereine sind der ESV Lok Meiningen (400 Mitglieder), der „Meininger Schwimmverein Wasserfreunde e. V.“ (392), das „Kampfsportzentrum Universum (KSZU) Meiningen“ (321 / Taekwondo und das japanische Kobudo) und der Fußballverein VfL Meiningen 04 (350).
- Volleyball: Die Volleyball-Frauen des VV 70 Meiningen wurden 2010 und von 2022–2024 Thüringenmeister, spielten in der Saison 2012/13 in der 3. Liga Ost, waren bis 2021 in der viertklassigen Regionalliga Ost beheimatet und spielen nach einem freiwilligen Rückzug seitdem in der Thüringenliga.
- Fußball: Mit dem VfL Meiningen 04 (Thüringenliga), der SG Helba, der SG Meiningen (Nachwuchs) und dem ESV Lok Meiningen (Frauen, Thüringenliga) aus der Kernstadt sowie dem SV 1921 Walldorf (Thüringer Landesklasse), dem Herpfer SV 07 und SV 01 Dreißigacker (beide Kreisoberliga) sowie dem SG SV 87 Henneberg (Kreisliga) aus den Ortsteilen besitzt die Stadt heute acht Fußballvereine (Stand: Saison 2024/25). Die Frauenfußballmannschaft und die Mädchen-Teams B, C- und D-Juniorinnen des ESV Lok Meiningen sind in der jeweils höchsten Thüringer Spielklasse, der Thüringenliga vertreten. Dort errangen alle Teams bis zur Saison 2024/25 zahlreiche Thüringer Landesmeistertitel. Der VfL Meiningen 04 war bisher am erfolgreichsten, er spielte bereits mehrmals in der Thüringenliga und zuvor eine Saison in der DDR-Liga (2. Liga), aber zumeist in der Landesklasse. Weit bekannter und noch erfolgreicher war der von 1962 bis 1974 existierende Armee-Fußballclub ASG Vorwärts Meiningen, der sich mehrmals in der DDR-Liga die Vizemeisterschaft erspielte. Zu den Meisterschafts- und Pokalspielen, darunter auch gegen DDR-Oberliga-Mannschaften, kamen bis zu 12.000 Zuschauer in das damalige Rudi-Arnstadt-Stadion.
- Handball: Die Frauen und C-Junioren des ESV Lok Meiningen spielen in der Regionsoberliga, der zweithöchsten Liga in Thüringen. Die Männermannschaft ist in der dritthöchsten Thüringer Liga, der Regionsoberliga vertreten.
- Radsport: Seit 1983 existiert der Radsportverein Blau-Weiß Meiningen e. V., der Straßen- und Bahnradsport, Triathlon und Radwandern betreibt. Der bekannteste Radsportler, den der Verein hervorbrachte, ist Christian Bach. 2011 führte Blau-Weiß Meiningen e. V. die deutsche Meisterschaft Straße des Radsportnachwuchses durch. Ein weiterer Radsportverein ist der „Meininger Mountainbike Club e. V.“.
- Kampfsport: Im PSV Meiningen 90 e. V. (PSV) kann man sich in der Sektion Budo den Kampfsportarten Judo, Ju-Jutsu und Kendo widmen. 2006 richtete der PSV den Europacup im Ju-Jutsu aus. Das „Kampfsportzentrum Universum“ (KSZU) Meiningen bietet Taekwondo und das japanische Kobudo. 2007 führte der KSZU den 3. Europacup im Kobudo durch. Beim Verein „Yawara e. V.“ werden Boxen, Kickboxen, Judo und Ju-Jutsu angeboten. Ein weiterer Kampfsportverein ist der „Erste Meininger Karate-Dojo e. V“.

Des Weiteren existieren in der Stadt die Sportkegelvereine „KBSV Turbine Meiningen 1951 e. V.“ und „SV 1970 Meiningen e. V.“, der Kanusportverein Meiningen e. V., der Tennisclub „Grün-Gold“ Meiningen, eine Leichtathletiksektion des PSV Meiningen, die Sektionen Handball, Tischtennis, Schach und Stocksport des ESV Lok Meiningen, zwei Reitvereine, der „Behinderten SV Meiningen“ und „Rhöner“ GSV Meiningen e. V.
Bekannte Sportler sind der Radfahrer Christian Bach, der Sportkegler Dominik Kunze (SKC 1947 Victoria Bamberg), die Triathletin Josefine Rutkowski und die Bobfahrerin Janine Tischer.

#### Sportkalender
Alljährlich stattfindende Sportveranstaltungen mit großer Resonanz.
- Der „Herzog-Georg-Nachtlauf“ findet im Juni im Stadtzentrum statt. Gestartet wird um 20 Uhr der Kinderlauf (1 km), um 21 Uhr der Jedermannslauf (4 km) und um 22 Uhr der Hauptlauf über 12 km.
- Der SV Meininger Wasserfreunde führt je nach Sommerferienzeit im Juni, Juli oder August mit dem 24-Stunden-Schwimmen eine sportliche Großveranstaltung durch.
- Im Juli gastiert alljährlich die Real Madrid Foundation Clinic Fußballschule mit einem Trainingscamp im Stadion Maßfelder Weg.[48] Partner und Gastgeber ist die SG Meiningen.
- Seit 1991 wird der Meininger Citylauf am 3. Oktober anlässlich des Tags der Deutschen Einheit durchgeführt.
- Der Meininger Silvesterlauf im Schlosspark mit Start und Ziel am Schloss Elisabethenburg ist die älteste Laufveranstaltung dieser Art in Deutschland.

#### Sportstätten
Die größten Sportstätten sind das Stadion Maßfelder Weg (ehemals Rudi-Arnstadt-Stadion) mit vier Fußballfeldern (darunter ein Kunstrasenplatz), Beachvolleyballplatz und Leichtathletikanlagen sowie die Multihalle Meiningen (Reinhard-Kupitz-Halle) als Vier-Felder-Halle. Das erste Hallenbad der Stadt wurde 1908 eröffnet und dient heute nach einem Umbau als Sporthalle. Hinzu kommen weitere Sporthallen und Fußballplätze im Stadtgebiet. Ein Hallen- und Freibad mit zwei wettkampftauglichen Schwimmbecken bietet das Freizeitzentrum „Rohrer Stirn“. Des Weiteren existieren mehrere Tennisplätze, eine Vier-Bahnen-Anlage für den Stocksport, zwei Reitplätze und das Kegelsportzentrum an der Multihalle (einst Bundeskegelbahn).

### Regelmäßige Veranstaltungen

Logo der Kleinkunsttage

Zu den immer wiederkehrenden Veranstaltungen der Stadt gehören die auf dem Marktplatz stattfindenden Sondermärkte Frühlingsmarkt, Ostermarkt, Maimarkt, Meininger Herbst und Martinsmarkt, die mit ihren vielseitigen Programmen und Warenangeboten beliebte Anziehungspunkte für zahlreiche Besucher sind.
Die Meininger Kleinkunsttage sind ein bekanntes Kleinkunstfestival, das von Januar bis Mai mit etwa 14 Veranstaltungen Kleinkunst wie Kabarett, Comedy, Pantomime, musikalische Bühnenshows oder humoristische Lesungen bietet. Während jedes Festivals wird bei einer Veranstaltung der Thüringer Kleinkunstpreis an den Vorjahressieger verliehen.
Das Kinder- und Jugendtheater „Tohuwabohu“ veranstaltet alljährlich im März die Theaterwerkstatt Schau-Spiel, an der Jugendtheatergruppen aus ganz Deutschland teilnehmen.
Von März bis Mai findet die Meininger Frühlingslese mit bekannten Autoren statt. Die Autorenlesungen werden in verschiedenen Veranstaltungsstätten der Stadt abgehalten.
Im Frühjahr lädt das Thüringer Märchen- und Sagenfest nicht nur Kinder nach Meiningen ein. Im zweijährigen Turnus wird hier der Thüringer Märchen- und Sagenpreis an verdienstvolle Autoren, Erzähler oder Institutionen dieses Genres verliehen.
Eine bedeutende Musikveranstaltung ist der Internationale Hans-von-Bülow-Wettbewerb, der im Frühjahr/Sommer im dreijährigen Turnus stattfindet.
Alljährlich am 21. Juni sind die Straßen, Plätze und Parks Schauplatz der Fête de la Musique.
Die bedeutendste Veranstaltung der Stadt ist das traditionell Ende Juni oder Anfang Juli durchgeführte Stadt- und Hütes-Fest. Dieses hatte seine Anfänge im ältesten Stadtviertel „Töpfemarkt“ und widmet sich heute auch der Geschichte der Thüringer Klöße, die in der Meininger Region „Hütes“ genannt werden. An drei Tagen bietet das Fest auf mehreren Festbühnen der Innenstadt ein vielseitiges Programm, das am Sonntag mit dem „Hütes-Ritual“ und anschließendem Kloßessen seinen Höhepunkt hat.
Im Juli/August ist die kulturelle Veranstaltungsreihe „Grasgrün“ etabliert, die mit vielfältigen Open-Air-Events an verschiedenen Locations im Meininger Stadtgebiet aufwartet.

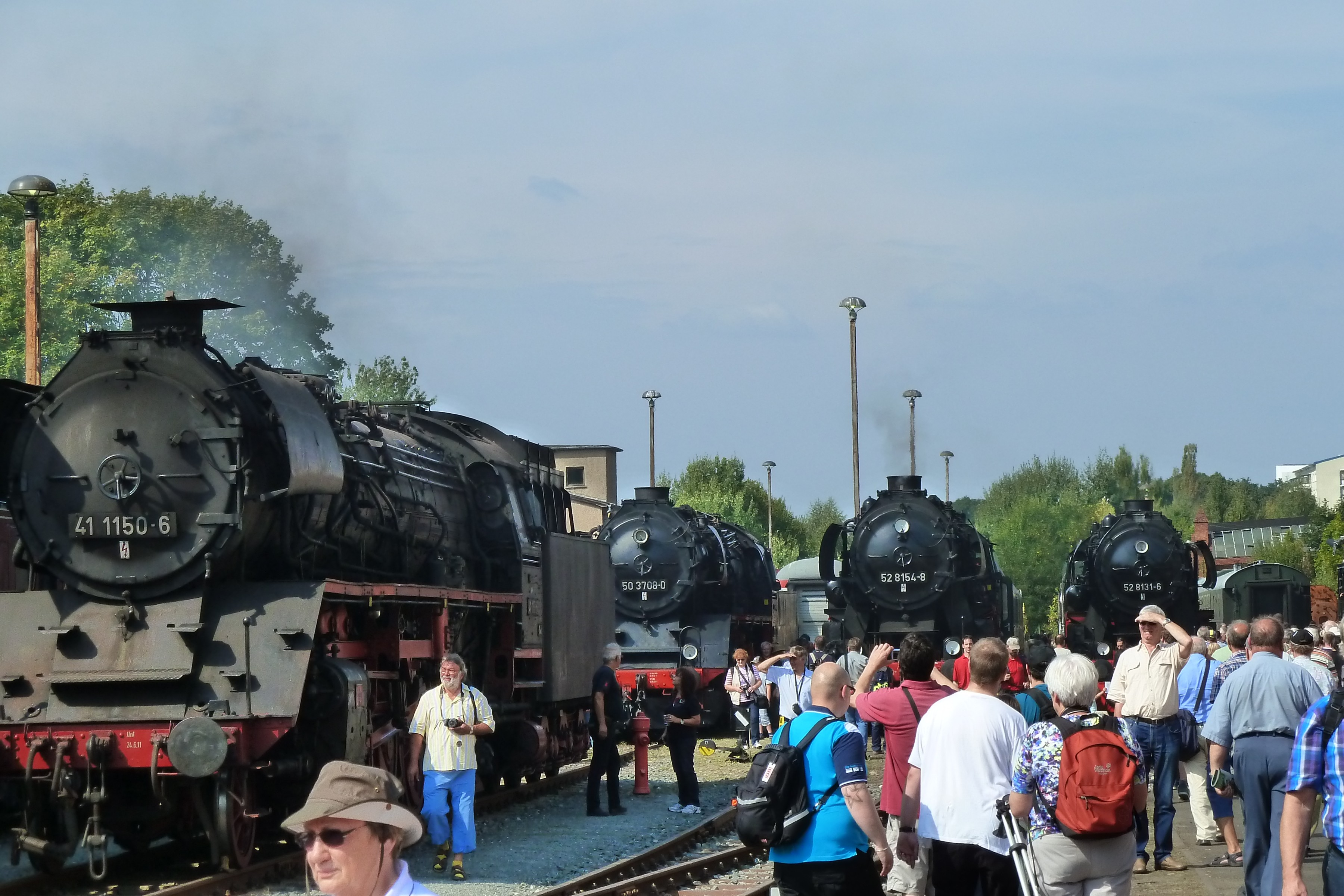
Meininger Dampfloktage

Seit 1995 veranstaltet das Dampflokwerk am ersten Wochenende im September die „Meininger Dampfloktage“, zu denen tausende Dampflokfans zum Teil mit Sonderzügen anreisen.
Ebenfalls in der ersten Septemberwoche findet an drei Tagen die Messe Meininger Parkwelten statt, eine länderübergreifende Leistungsschau im Meininger Schlosspark, an der vornehmlich Aussteller aus Thüringen, Bayern und Hessen teilnehmen.
Rund vier Wochen lang ist der Meininger Weihnachtsmarkt mit Bühnenprogramm ein attraktiver Anziehungspunkt für Jung und Alt.
Zu den jährlich durchgeführten sportlichen Großveranstaltungen gehören der im Juni durchgeführte Herzog-Georg-Nachtlauf, das 24-Stunden-Schwimmen des Schwimmvereins „Wasserfreunde“ und der am Tag der Deutschen Einheit stattfindende Meininger Citylauf, eine internationale Laufsportveranstaltung über 3, 5 und 10 Kilometer. Den Abschluss bildet der von der „PSV Meiningen“ organisierte Silvesterlauf am letzten Dezember-Wochenende im Schlosspark.

### Kulinarische Spezialitäten
Eine bekannte und bei Touristen wie Einheimischen beliebte Spezialität sind die Mäninger Hüt’s mit Brüh. Dies sind Thüringer Klöße auf Meininger Art mit Braten, Bratensoße und Rotkohl. Das nach den „Hütes“ benannte Stadtfest widmet sich ausgiebig dieser beliebten Speise (siehe Stadt- und Hütesfest unter Veranstaltungen sowie Beinamen). Weitere Spezialitäten sind der Rhöntropfen, ein aus der Stadt stammender beliebter Kräuterlikör, und Wurstprodukte von der Meininger Wurstwaren GmbH, die unter dem Namen „Meininger“ vertrieben werden.

## Sehenswürdigkeiten

### Bauwerke
→ Siehe auch: Liste der Kulturdenkmale in Meiningen

#### Schlösser, Burgen, Villen
Schloss Elisabethenburg: Eines der größten Bauwerke der Stadt ist die von 1682 bis 1692 erbaute barocke Dreiflügelanlage, die bis 1918 die Residenz der Herzöge von Sachsen-Meiningen war. Hier ist im sogenannten Rundbau das Rathaus untergebracht. Die Flügel beherbergen die Meininger Museen, die Schlosskirche, das Stadt- und Staatsarchiv und weitere Einrichtungen.
Schloss Landsberg: Das neugotische Schloss am nördlichen Stadtrand ließ Herzog Bernhard II. in den Jahren 1836 bis 1840 als Lustschloss im englischen Stil erbauen. Es liegt auf einem Bergkegel und nimmt die Stelle der 1525 zerstörten Burg Landeswehre ein. Das weithin sichtbare Schloss beherbergt seit 1978 mit kurzen Unterbrechungen ein Luxushotel und Restaurant.
Im Ortsteil Henneberg befindet sich die Burg Henneberg, der Stammsitz der gefürsteten Grafen von Henneberg.
Im Ortsteil Sülzfeld liegt das Schloss und Gut Amalienruh, ehemaliger Sommersitz der Herzogin Elisabeth Sophie von Brandenburg.
Zu den Palästen in der Stadt zählen die als Wohnstätten der herzoglichen Familie dienenden Bauten Großes Palais, auch Wittumspalais und Erbprinzenpalais genannt (erbaut 1823 / Umbau 1863), und Kleines Palais (1823) als Prinzessinnenpalais, außerdem die Struppsche Villa des Bankiers Gustav Strupp sowie das Palais am Prinzenberg (Helenenstift). In ihnen befinden sich heute unter anderem eine Bank, ein Gesundheitszentrum und Kulturstätten.
Galerie Schlösser

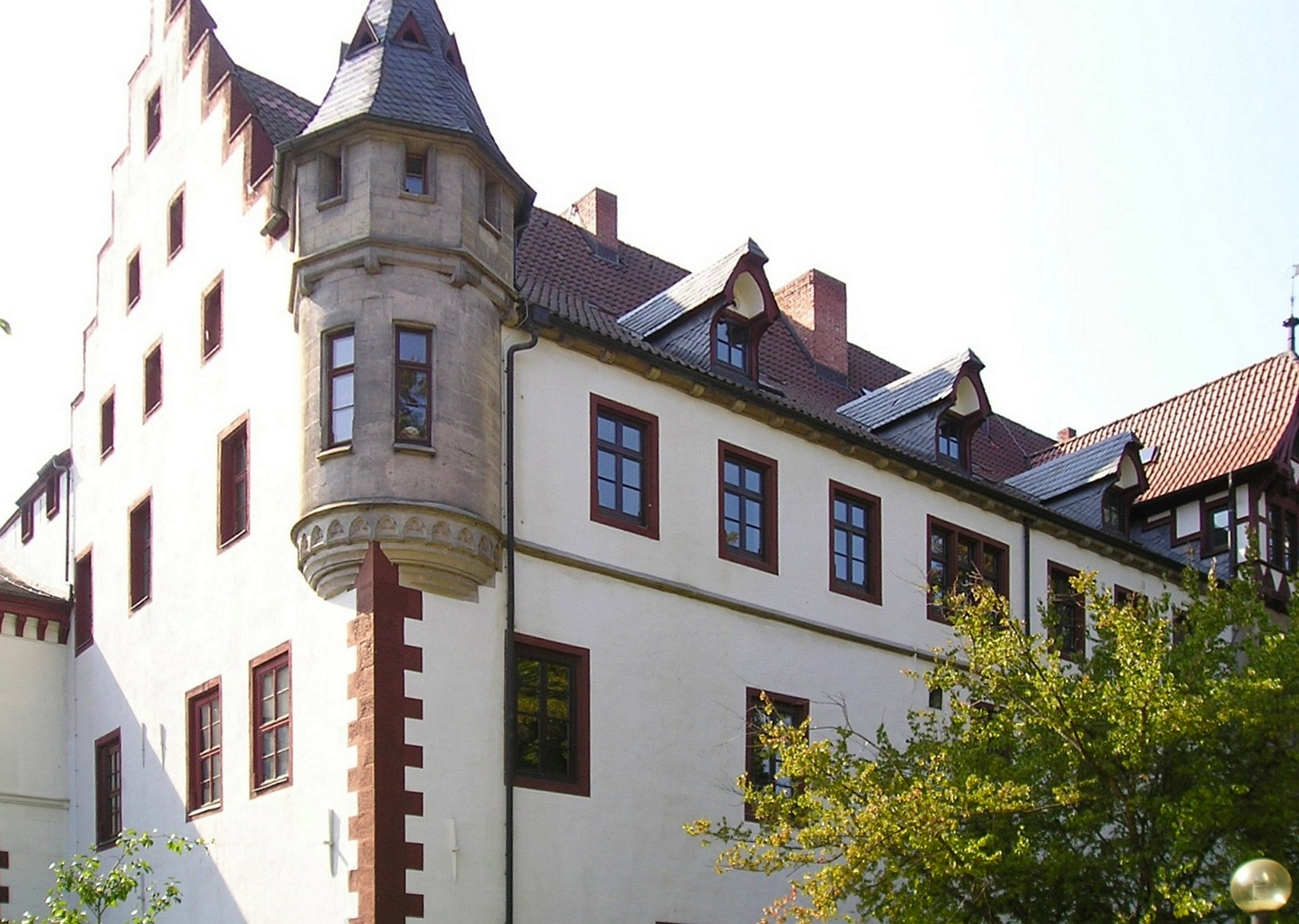
Schloss Elisabethenburg – Bibrabau
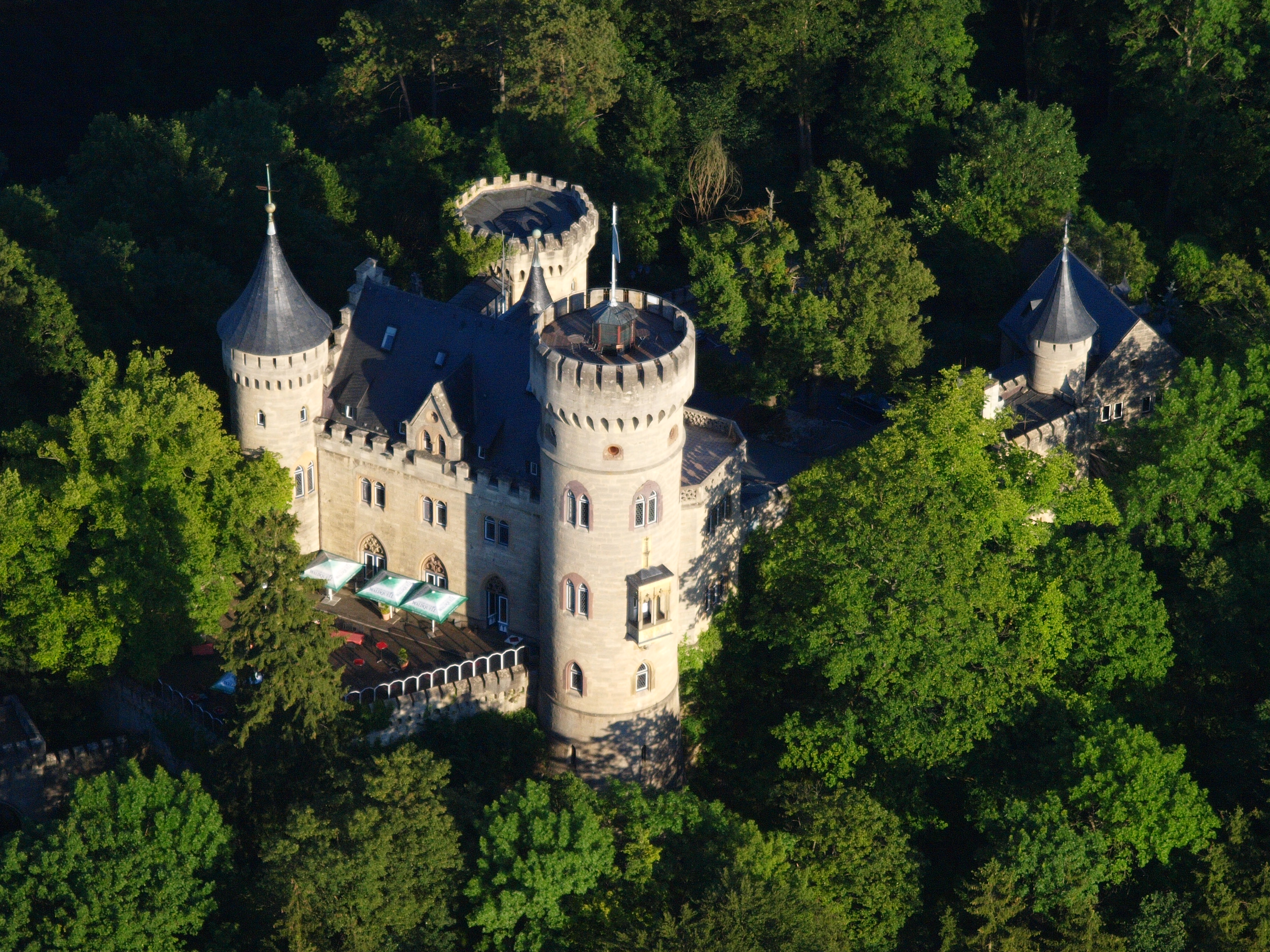
Schloss Landsberg
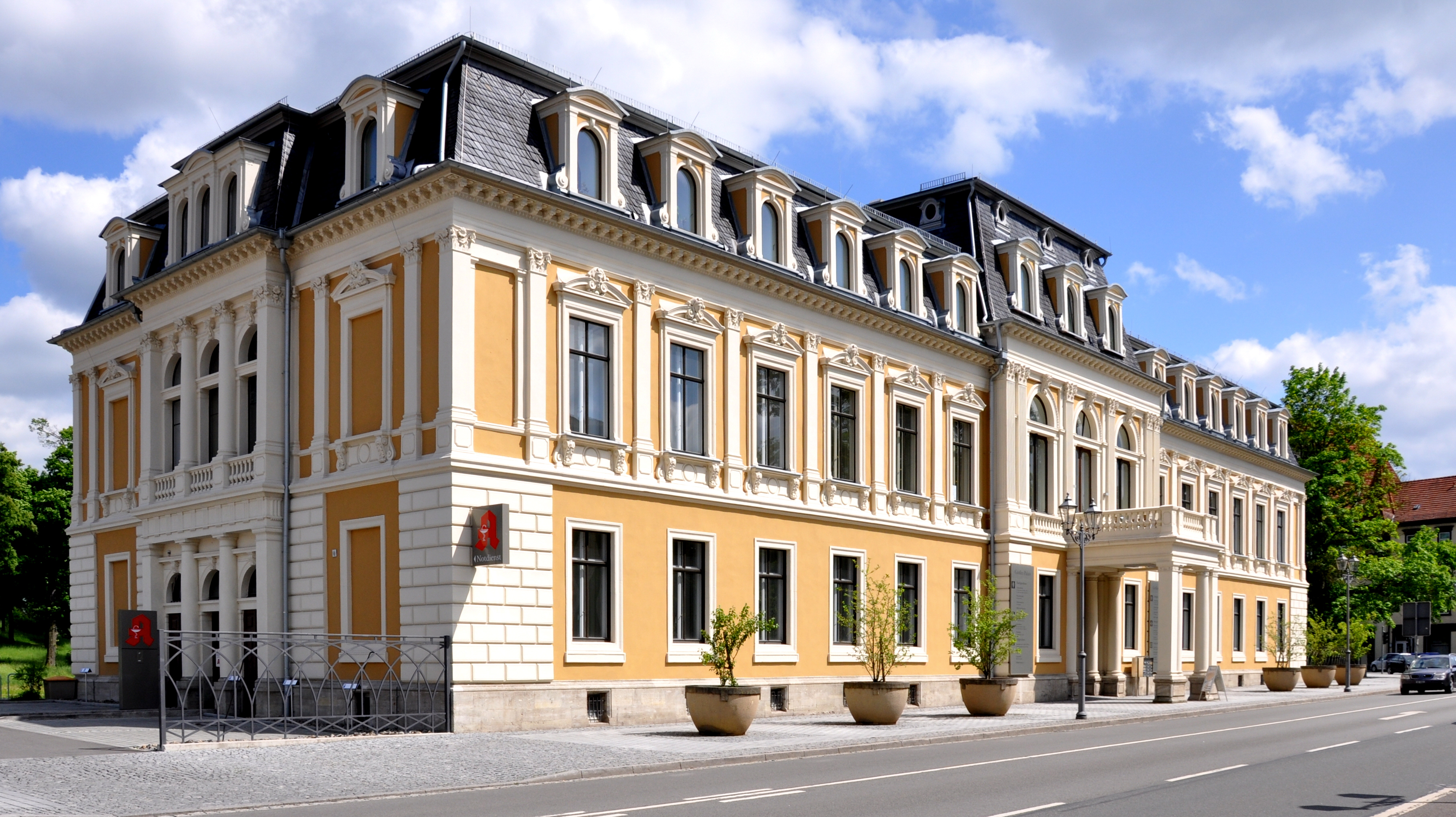
Großes Palais
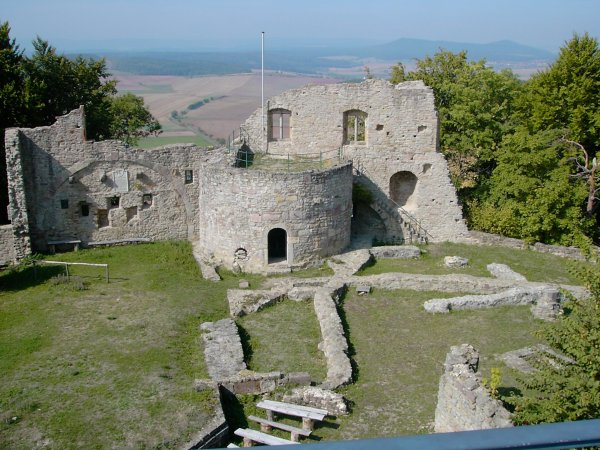
Burg Henneberg

#### Sakralbauten
Bereits um das Jahr 1000 war die Grundsteinlegung der Stadtkirche „Unserer lieben Frauen“, die mehrmals im Laufe der Jahrhunderte erweitert und umgebaut wurde. Neben erhalten gebliebenen romanischen und gotischen Bauteilen bekam sie ihre endgültige Gestalt im überwiegend neugotischen Stil nach einem Umbau in den Jahren 1884 bis 1889.
Die moderne Katholische Kirche „Unsere Liebe Frau“, von 1967 bis 1972 erbaut, ist der Nachfolgebau einer 1881 errichteten Kirche, die den heutigen Ansprüchen nicht mehr genügte. Die schlichte Pfarrkirche der Pfarrei St. Marien Meiningen ist gleichzeitig Sitz des Dekanats Meiningen im Bistum Erfurt. Sie befindet sich im Westteil der Altstadt.
Die 1692 geweihte barocke Schlosskirche im Schloss Elisabethenburg wurde 1982 restauriert. In ihr befindet sich heute der „Konzertsaal Johannes Brahms“.
Im englischen Garten steht auf dem Gelände des alten Friedhofes an Stelle der abgerissenen Kirche St. Martin die 1839 im neugotischen Stil erbaute Herzogliche Gruftkapelle, in der sich bis 1977 Grabstätten der Herzoglichen Familie befanden. Heute beherbergt sie eine Ausstellung zur Geschichte des Englischen Gartens.
Weitere evangelische Kirchen befinden sich in Helba (geweiht 1885), Welkershausen (geweiht 1728) und Herpf (St.-Johannis-Kirche), die letzten beiden reich verziert im sogenannten Bauernbarock sowie in Dreißigacker (Neugotik), Walldorf (Kirchenburg Walldorf) und Sülzfeld (St. Veit).
Neuerbaute Kirchengebäude sind neben der katholischen Kirche die evangelische Kirche zum Heiligen Kreuz (1983) im Stadtteil Nord und die Neuapostolische Kirche (2000) im Stadtzentrum.
Galerie Sakralbauten

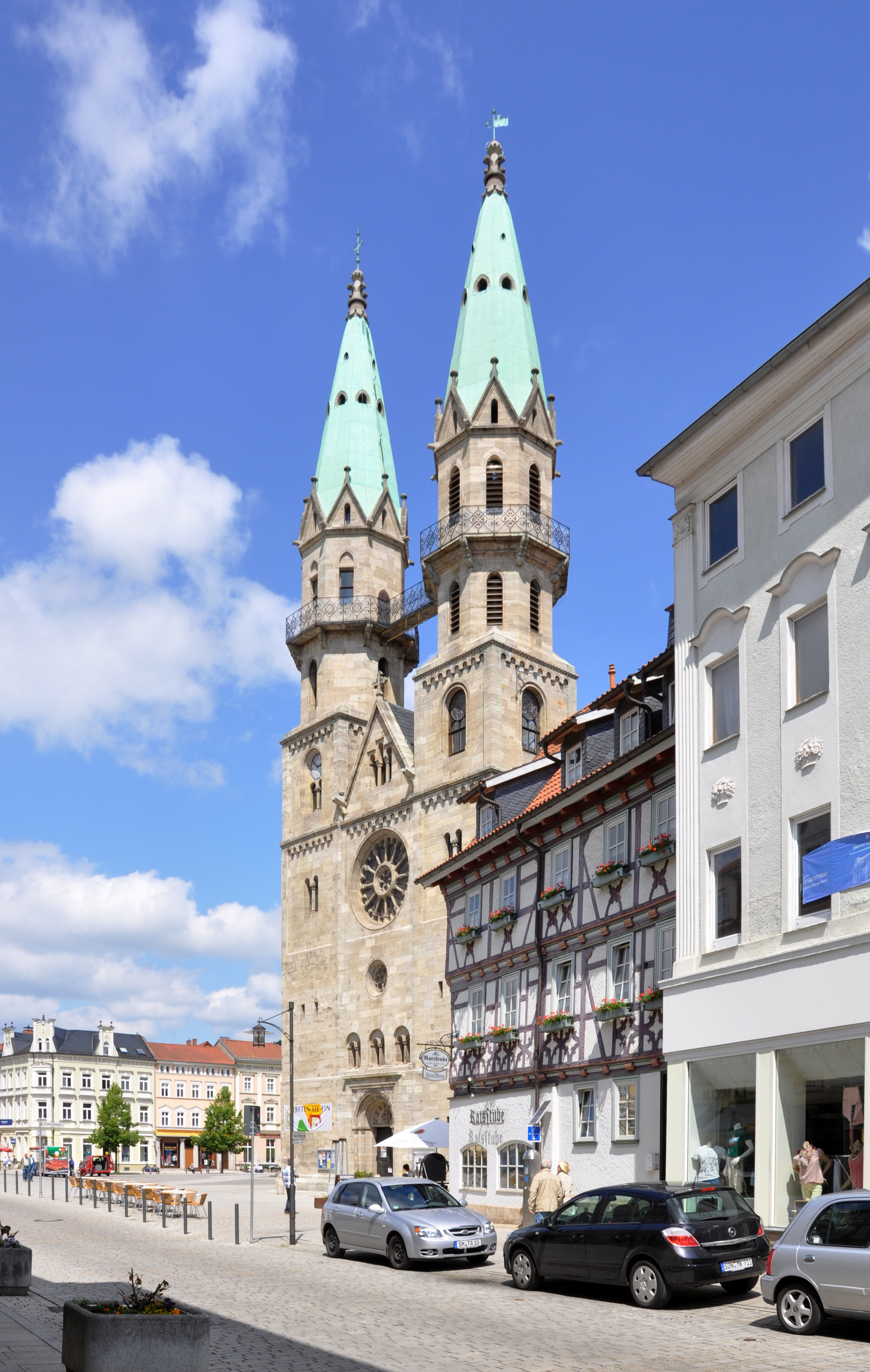
Stadtkirche
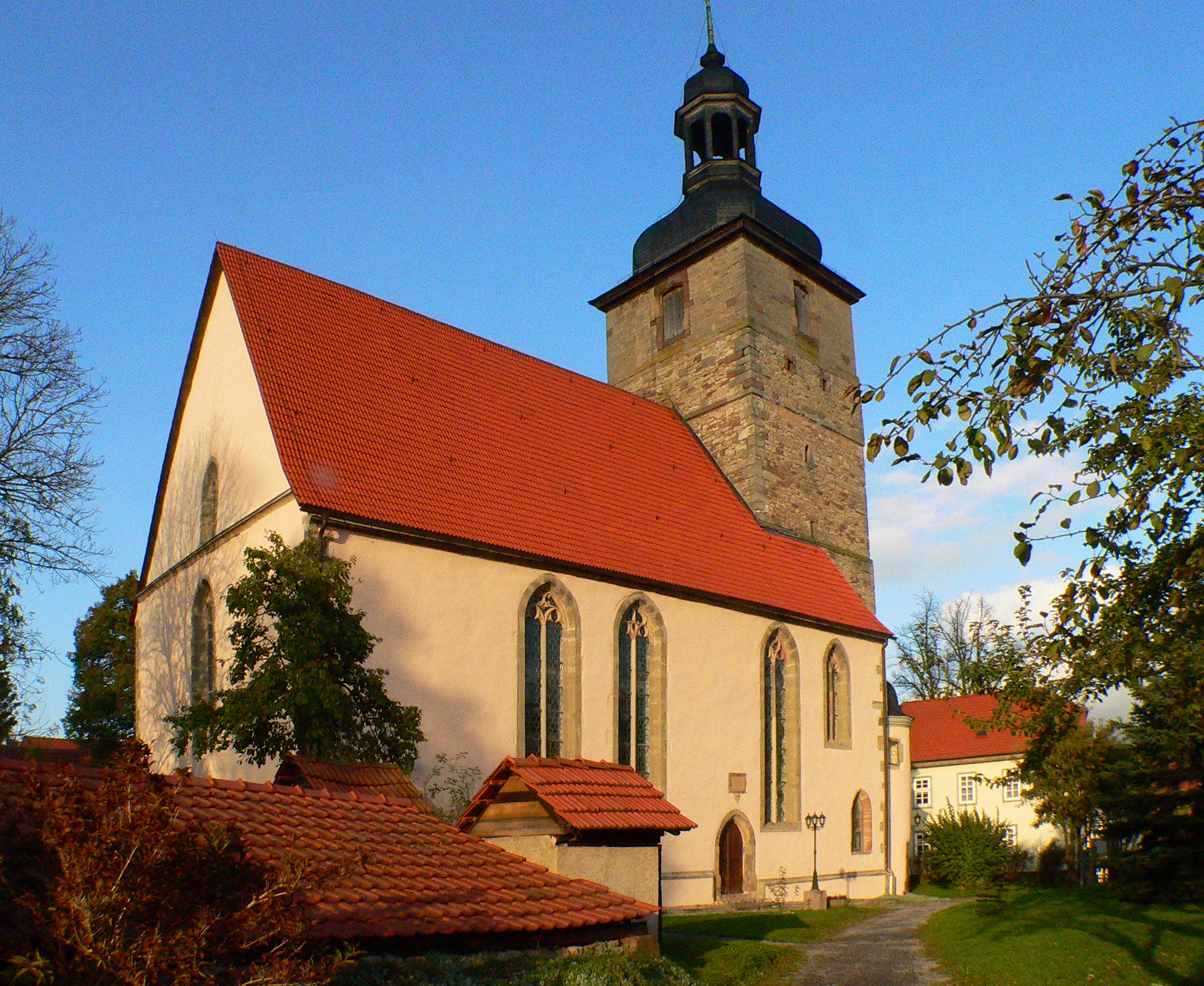
St. Johann im Ortsteil Herpf
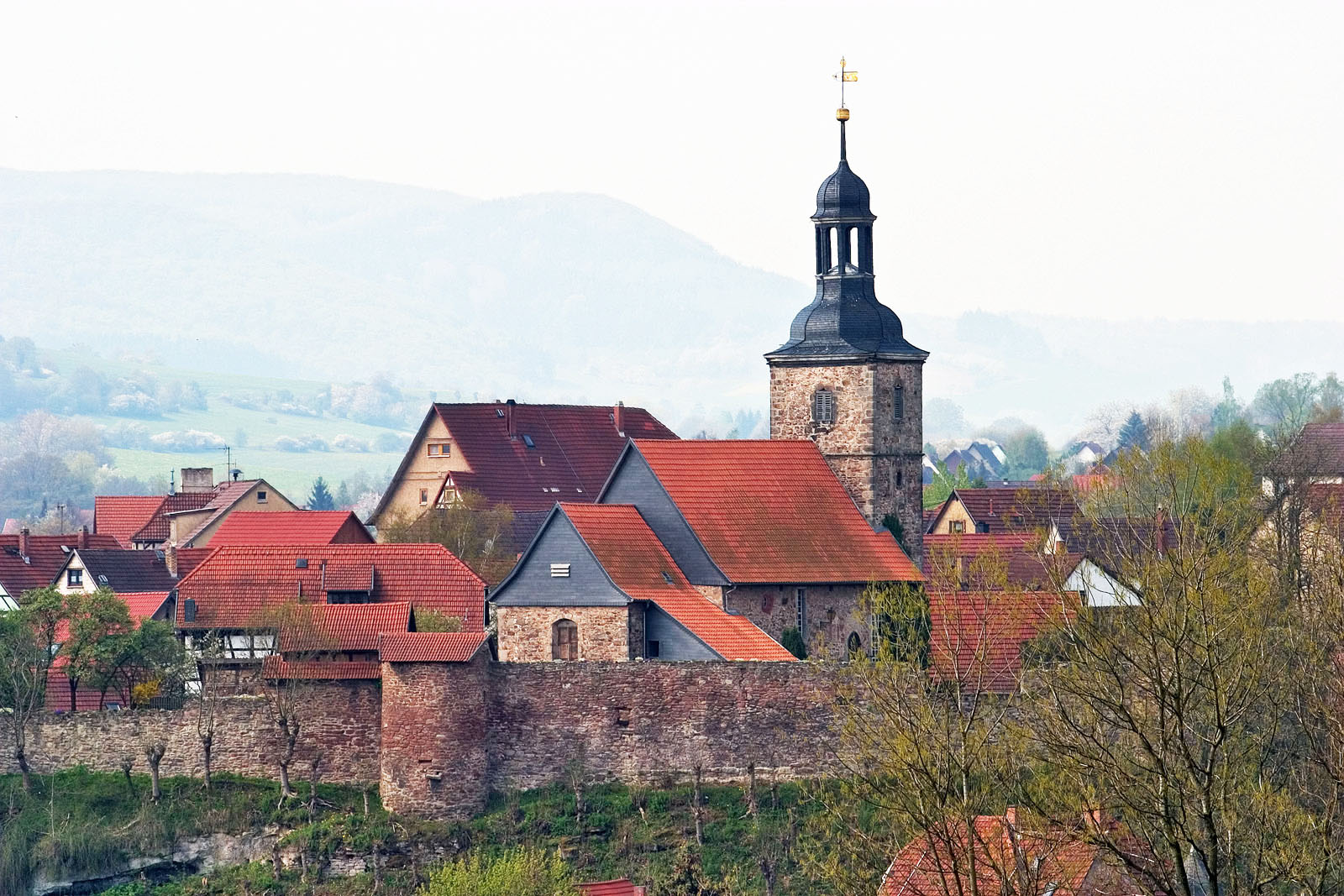
Kirchenburg Walldorf
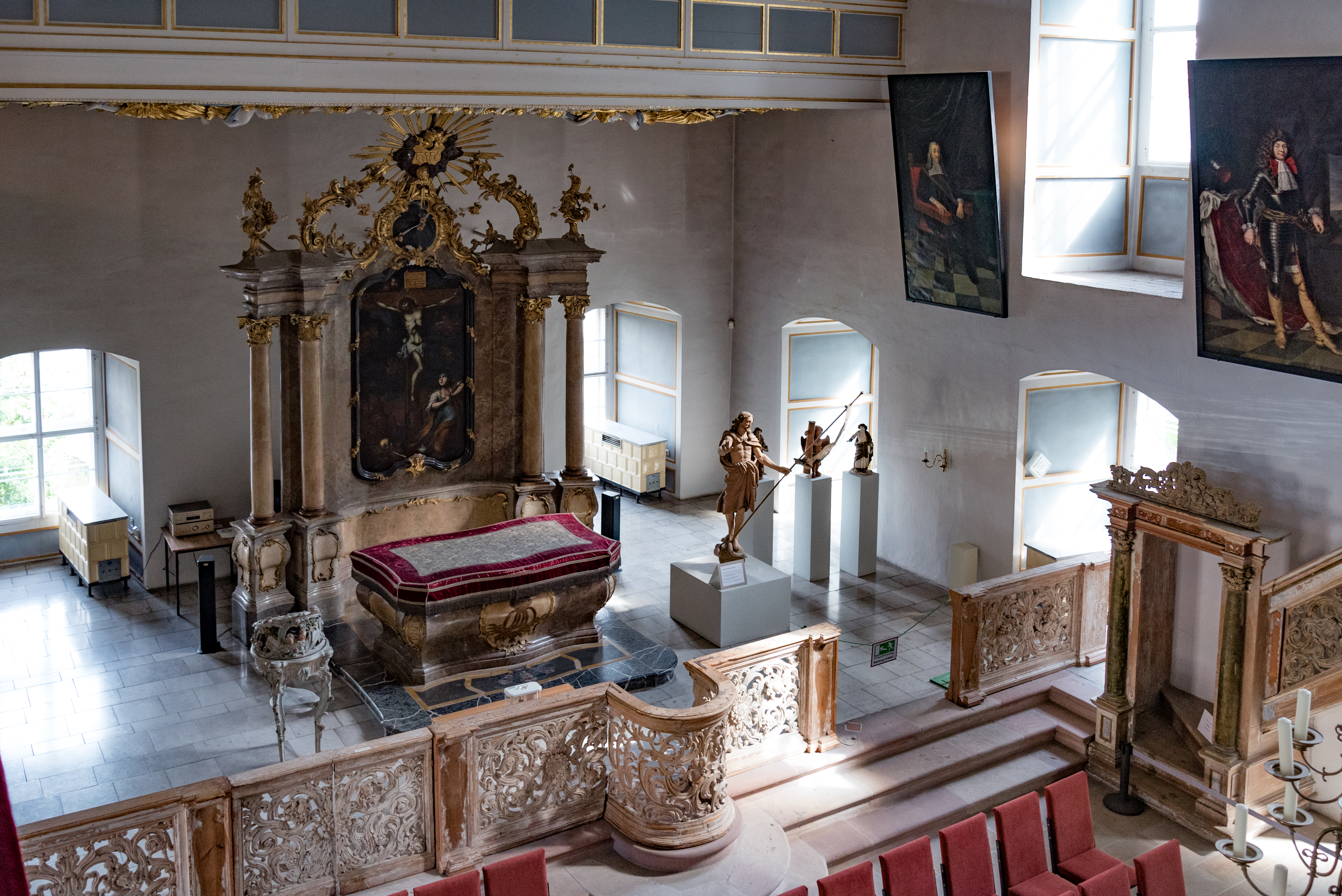
Barocke Schlosskirche
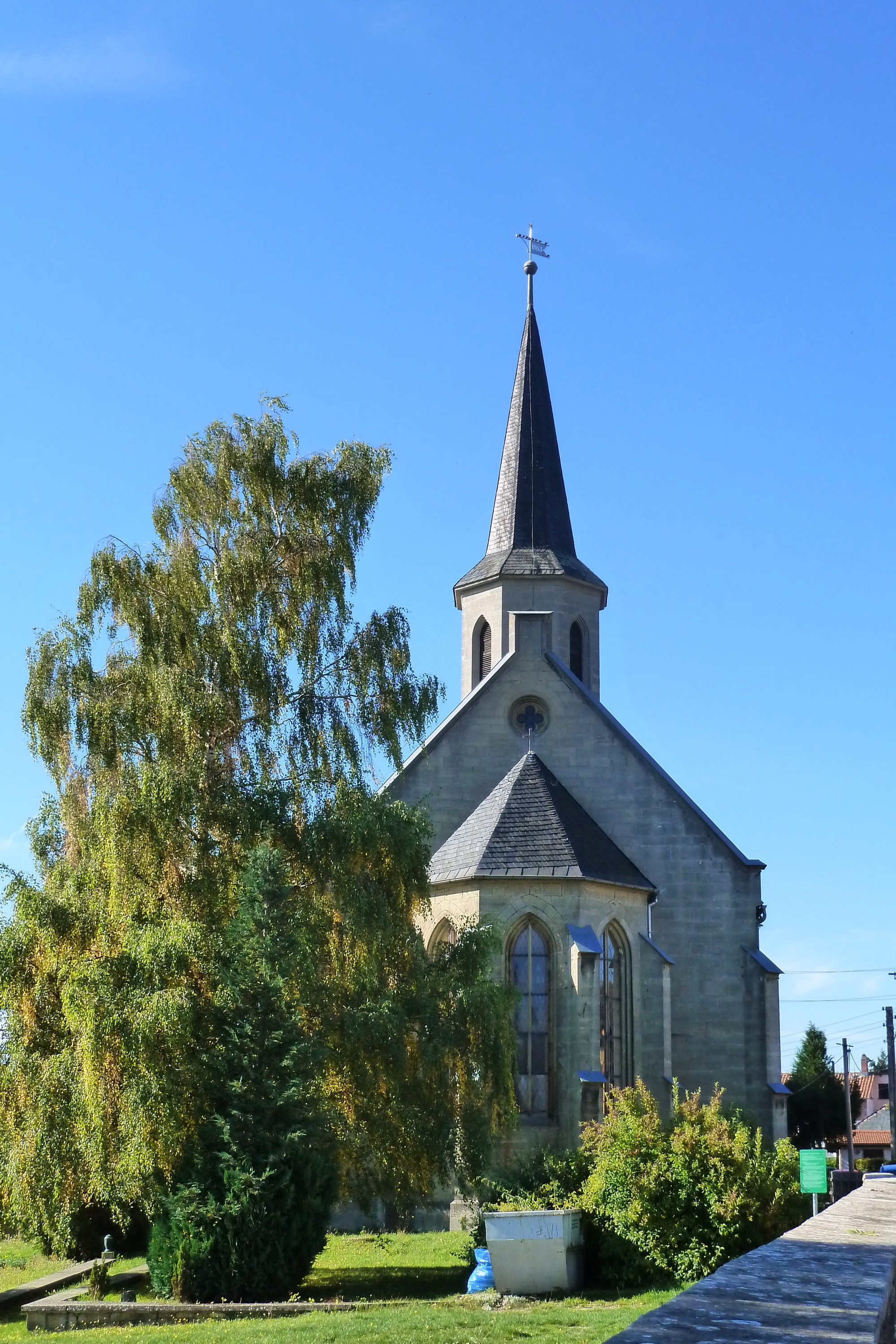
Kirche Dreißigacker

#### Profanbauten
Das „Große Haus“ vom Staatstheater Meiningen entstand 1909 im neoklassizistischen Stil, nachdem der Vorgängerbau im März 1908 bis auf die Grundmauern abbrannte. Der Architekt des mit 740 Sitzplätzen versehenen Bauwerks war der Hofbaurat Karl Behlert.
Das Vier-Sterne-Hotel Sächsischer Hof wurde 1802 erbaut und 1900 in sehenswerter Optik mit Fachwerkelementen umgebaut und erweitert. Es war bis 1879 Sitz des fürstlichen Postamtes Thurn und Taxis. Heute gehört es zu der Hotelkooperation „Romantik Hotels & Restaurants“.
Infolge der Entwicklung Meiningens zur Bankenstadt entstanden vornehmlich in der Leipziger Straße mehrere imposante Gebäude, in denen sich die Bank für Thüringen, die Reichsbank und die Deutsche Hypothekenbank befanden. Die zum Teil noch heute als Banken genutzten Häuser prägen entscheidend das Bild dieses Stadtviertels.
Gelungene Beispiele der Verbindung von historischen Gebäuden mit modernen Glas-Beton-Bauten sind das neue Justizzentrum auf dem Gelände der ehemaligen Hauptkaserne, das Kaufhaus der Handelskette Müller in der Georgstraße und das Hotel „Fronveste“. Weitere sehenswerte Objekte moderner Baukunst sind beispielsweise die ehemalige neoklassizistische Bundesbankfiliale und heutiges ZentralDepot für Kunstgegenstände (Baujahr 2000), das Hallen-Freibad „Rohrer Stirn“ (2003), die prämierte Sport- und Veranstaltungshalle Multihalle (1997), das Herzog-Georg-Forum (2017) und das Firmengebäude der ADVA AG Optical Networking (2001).
Galerie Profanbauten

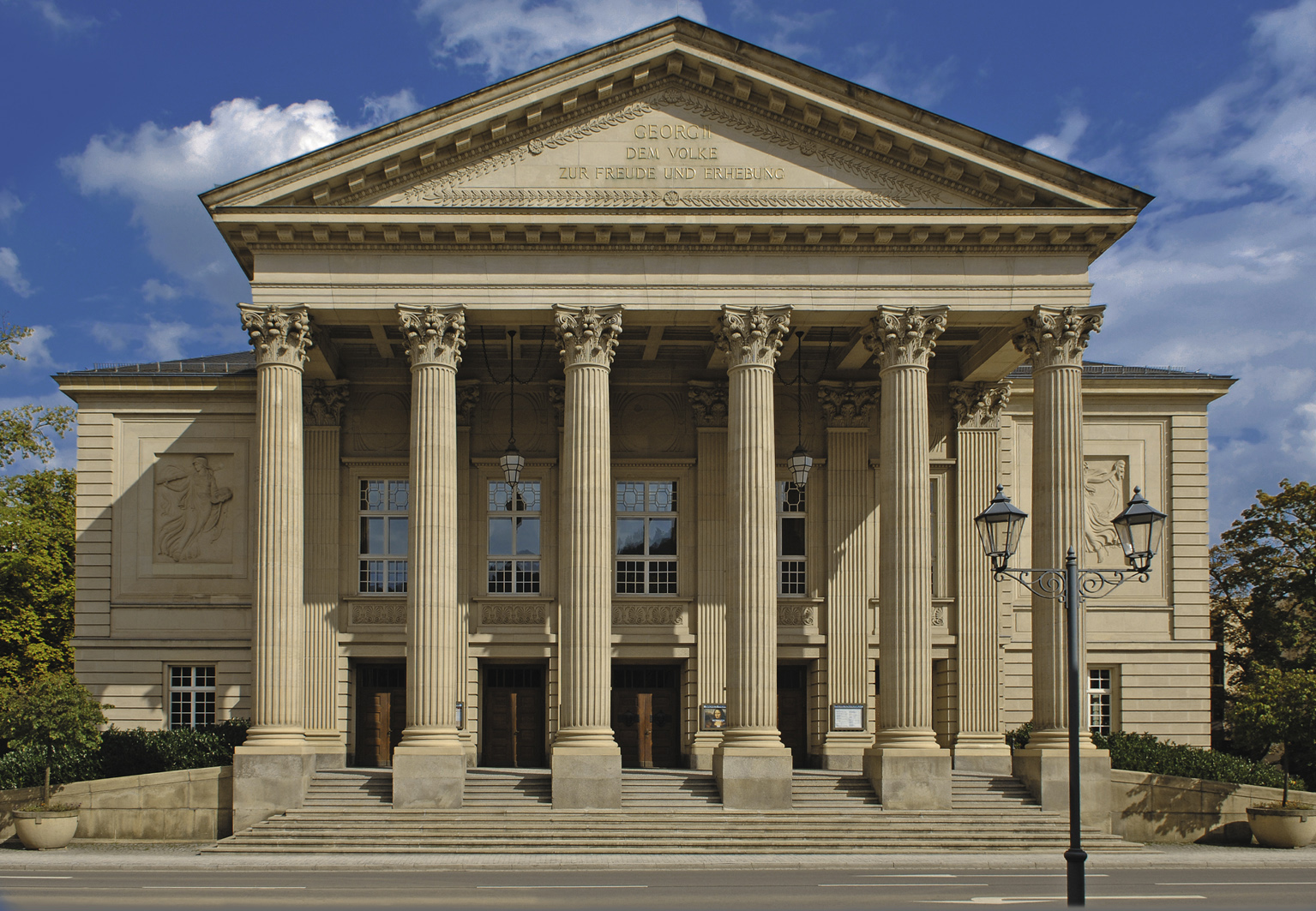
Staatstheater Meiningen
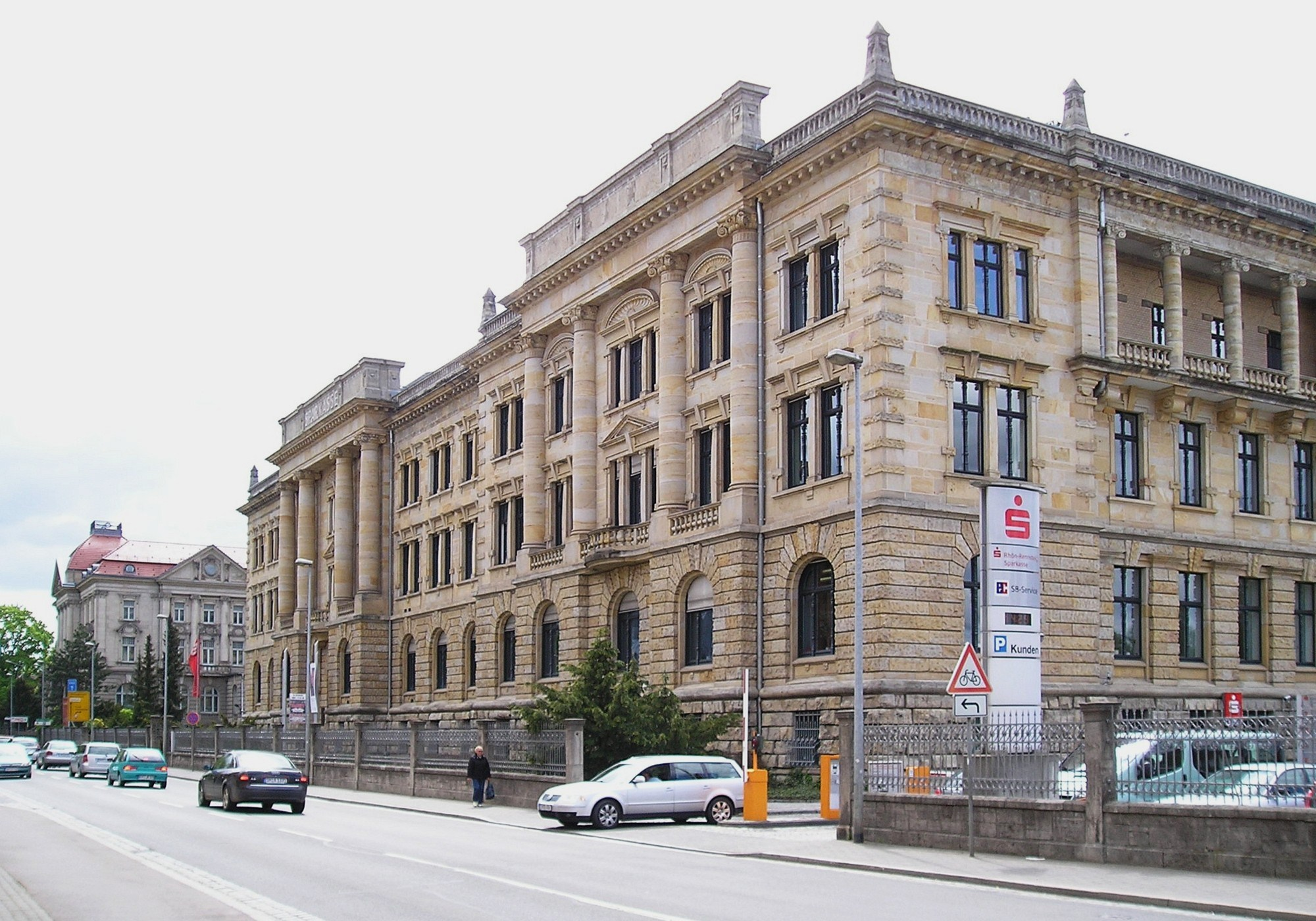
Bank für Thüringen / Deutsche Hypothekenbank
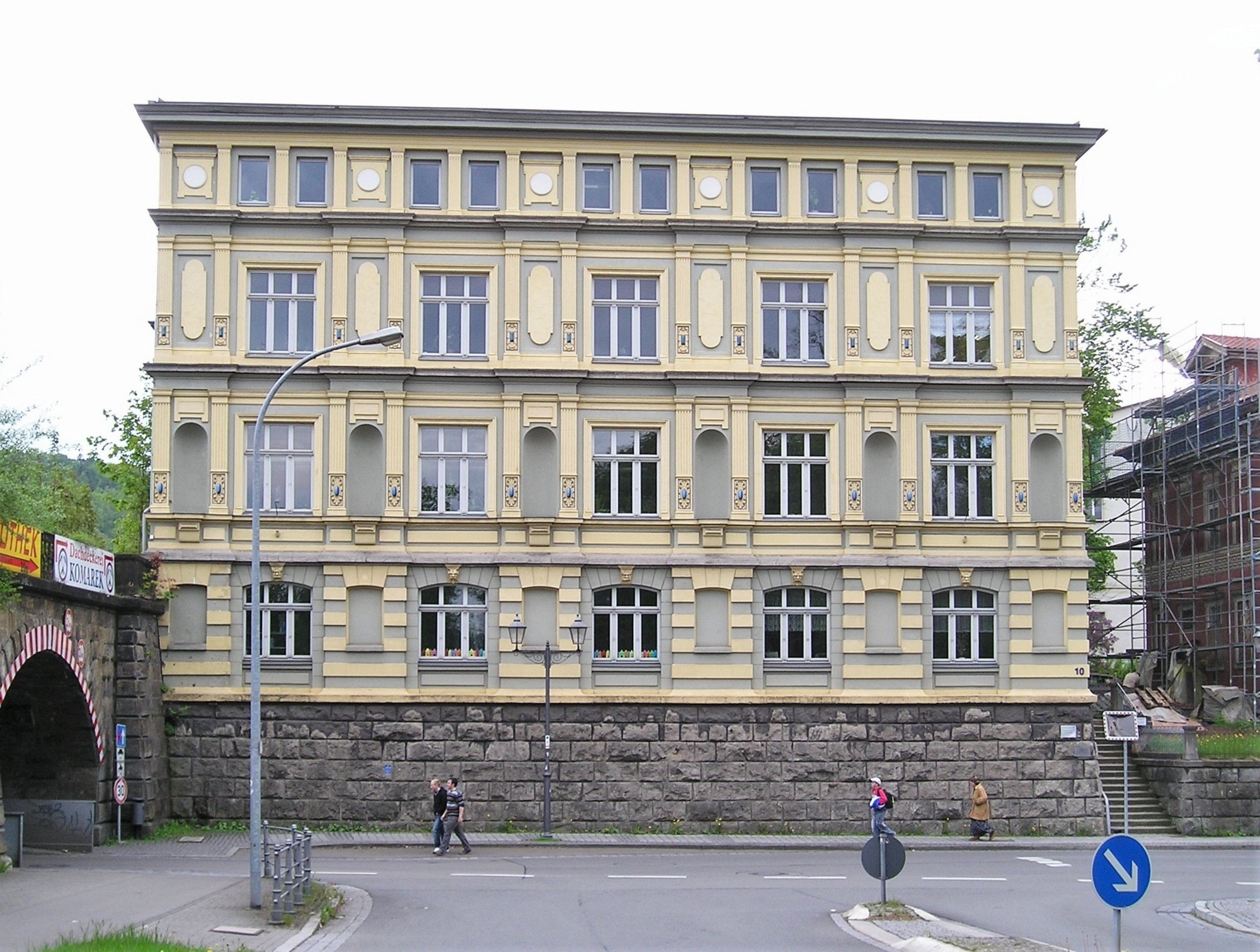
Ehemaliges Amtshaus
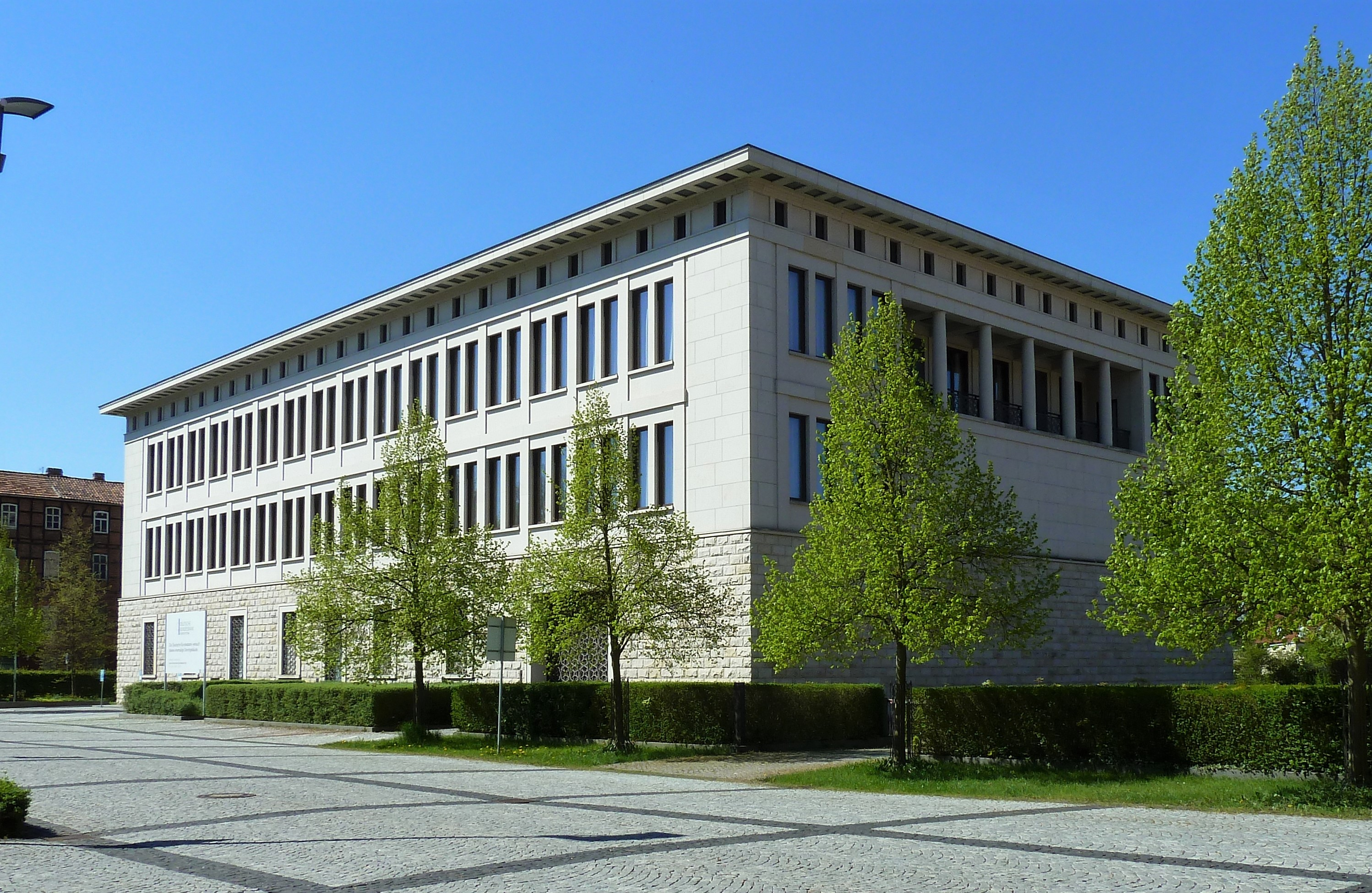
Ehemalige Bundesbank / heute Kunstdepot und Staatsarchiv Meiningen

#### Fachwerk- und Bürgerhäuser
→ Siehe auch: Fachwerkhäuser in Meiningen
Trotz einiger Stadtbrände und eines Baubooms im 19. Jahrhundert, der ganze Straßenzüge der historischen Altstadt erfasste, sind eine Reihe von stattlichen, heute denkmalgeschützten Fachwerk- und Bürgerhäusern aus verschiedenen Jahrhunderten erhalten geblieben. Zu den beachtestenswerten Fachwerkhäusern, die sich alle in der Innenstadt befinden, gehören das Büchnersches Hinterhaus (1596) in der Georgstraße, die Alte Posthalterei (17. Jahrhundert) in der Ernestinerstraße, das „Hartungsches Haus“ (1603) am Schwabenberg, das Henneberger Haus (1894) in der Georgstraße und das Bürgerhaus „Ernestinerstraße 49“. Als Bürgerhäuser in überwiegender Massivbauweise sind das Steinerne Haus (1571) in der Anton-Ulrich-Straße, das „Rokokohaus“ (1768) in der Schloßgasse 8 und das „Schlundhaus“ (1906) in der Schlundgasse zu nennen. Beim letztgenannten ist der Erker ein Nachbau des Erkers vom 1874 abgebrannten, reich verzierten Merkelschen Haus. Weiter existieren einige restaurierte und sehenswerte Fachwerkhäuser im Ortskern des Ortsteiles Herpf.

#### Denkmäler

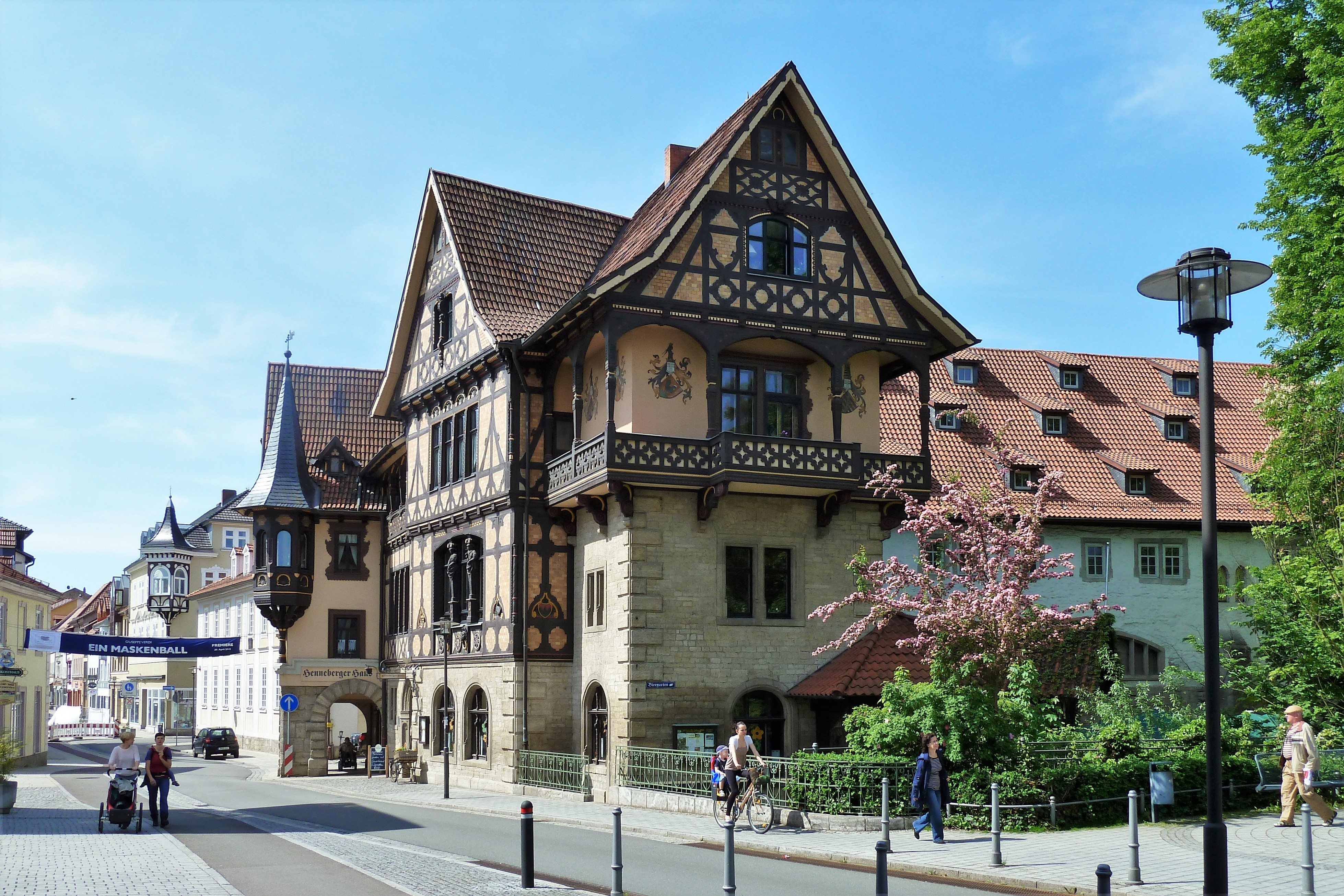
Henneberger Haus im Mai 2012

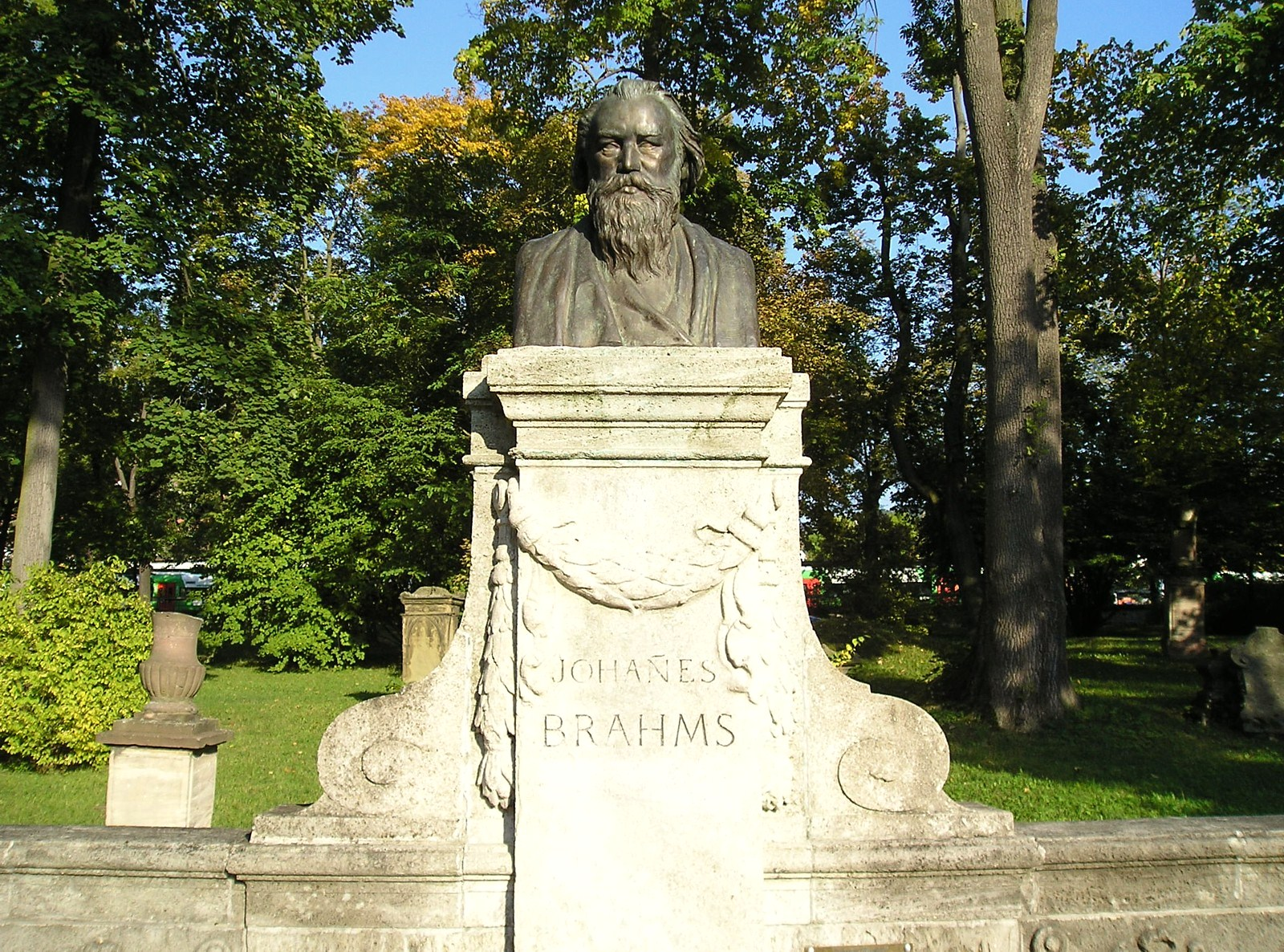
Denkmal für Johannes Brahms

Die Denkmalanlage Johannes Brahms im Englischen Garten ist das erste in Deutschland erbaute Denkmal für den Komponisten (1899). Die mit Büste, zwei Laufbrunnen und steinernen Bänken gestaltete Anlage schuf Adolf von Hildebrand. In diesem Park steht außerdem das sehenswerte Denkmal für den Dichter Jean Paul, das bereits 1865 auf einem Hügel aufgestellt wurde, und das ebenfalls interessante Denkmal für den Komponisten Max Reger von 1935. Das 1878 vom Architekten Erwin Doebner anlässlich des Deutsch-Französischen Krieges von 1870/71 errichtete und dessen Säule einst mit dem Preußischen Adler gekrönte Kriegerdenkmal steht im Osten des Parks. Den Adler rissen 1949 „Unbekannte“ in einer geheimen Nachtaktion herunter. Der Sockel enthält die Namen der Gefallenen vom 2. Thüringischen Infanterie-Regiment Nr. 32 Meiningen. In derselben Nacht wurde die Bronzestatue des Herzogs Bernhard II., geschaffen vom Bildhauer Caspar von Zumbusch, vom 1903 eingeweihten Denkmal entfernt und anschließend eingeschmolzen. Bernhard II. trug als Kommandeur die Uniform des Meininger Kontingents, stützte sich leicht mit der Linken auf eine Säule und hielt in der rechten Hand die Urkunde der Verfassung, die er im Jahr 1829 dem Herzogtum gab. Das verbliebene 3,60 Meter hohe Postament aus Granit trägt heute eine Schale, der Sockel selbst enthält Relief-Tafeln mit einer Inschrift und Allegorien auf die Gerechtigkeit, Landwirtschaft und Industrie.
Zwischen dem Theatergebäude und den Kammerspielen in der Bernhardstraße steht ein Denkmal für den Hofkapellmeister Hans von Bülow. Das Denkmal mit der Büste vom Heimatdichter Rudolf Baumbach kann der Besucher in der Altstadt neben seinem Wohnhaus und Literaturmuseum besuchen. Im Landschaftspark Herrenberg nahe dem Schloss steht das Denkmal für Otto Ludwig, ebenfalls ein Werk des Bildhauers Adolf von Hildebrand. Ein Denkmal für den Kaiser Heinrich II., der mit der Stadtkirche in Verbindung gebracht wird, ist seine lebensgroße Statue auf dem gleichnamigen Brunnen auf dem Markt (siehe Brunnen).
Im Parkfriedhof kann der Gast die Denkmäler für die Gefallenen des Deutsch-Französischen Krieges (1871), des Ersten und Zweiten Weltkrieges, für die Meininger Bombenopfer im Zweiten Weltkrieg und das Ehrenmal der Sowjet-Armee besichtigen. An die Zerstörung der Synagoge 1938 erinnert eine 1988 errichtete Gedenkstätte an deren ehemaligen Standort.
In der Schulstraße ist eine Gedenktafel am Wohnhaus der Graphikerin Elisabeth Schumacher und ihres Ehemannes, des Bildhauers Kurt Schumacher (Widerstandskämpfer) angebracht, die als Mitglieder der Widerstandsgruppe Schulze-Boysen/Harnack 1942 in Berlin-Plötzensee ermordet wurden.
Seit Oktober 2009 erinnert eine Gedenkstele an der Nordseite der Stadtkirche an die Meininger Wendeereignisse von 1989/90.
Der Künstler Gunter Demnig verlegte seit 2010 im Stadtgebiet mehrere Stolpersteine zum Gedenken an jüdische Mitbürger, die von den Nationalsozialisten verschleppt und mehrheitlich ermordet wurden. → Siehe: Liste der Stolpersteine in Meiningen

#### Brunnen
In der Stadt existieren eine Reihe von Zier- und Nutzbrunnen.

##### Brunnen in der Altstadt
Der Heinrichsbrunnen auf dem Markt wurde 1872 errichtet und ist dem Kaiser Heinrich II. gewidmet, dessen Statue das Bauwerk krönt. Heinrich II. soll den Baubeginn der Stadtkirche im Jahr 1003 veranlasst haben.
Unweit davon befindet sich auf dem Platz an der Kapelle der 1873 geschaffene „Kapellenbrunnen“. Das Becken dieses Brunnens stammt ursprünglich von einem ehemaligen Marktbrunnen, die vom Architekten Eduard Fritze gestiftete Säule wurde im Jahr 1905 hinzugefügt. Die Wasserrohre dieses Brunnens symbolisieren vier jener Quellen, die die Stadt bis in das 20. Jahrhundert mit Wasser versorgten – Kirchbrunnen, Dreißigacker, Welkershausen und Neubrunn. Das Kapellenmodell auf der Säule stellt die Sühnekapelle dar, die hier von 1384 bis 1556 zur Erinnerung der Zerstörung der Synagoge an diesem Platze stand. Der Brunnen auf dem Platz Nonnenplan in der Altstadt wurde erst nach 1990 im Zuge einer neuen Stadtbodengestaltung gebaut. Seine Edelstahlhaube ist der Kopfbedeckung der Beginen nachempfunden. Die Beginen waren eine Gemeinschaft von religiösen Frauen, die hier seit dem späten Mittelalter im sogenannten Nonnenhof lebten.
Weitere Zierbrunnen sind der 1913 entstandene „Osterbrunnen“ gegenüber dem Schloss, der Gänsemännchenbrunnen (1854) am Beginn der Karlsallee nahe dem Henneberger Haus, der „Drachen-Brunnen“ neben der Struppschen Villa in der Bernhardstraße und der 1935 aufgestellte „Fischdieb-Brunnen“ in der Georgstraße (→ Meininger Straßen und Plätze).

##### Brunnen im Englischen Garten
Im Englischen Garten sind vier Zierbrunnen erwähnenswert. Dies sind der dem Dichter Ludwig Bechstein gewidmete Bechsteinbrunnen oder Märchenbrunnen (1909), die beiden Brunnen in der „Denkmalanlage Johannes Brahms“ (1899), außerdem der gusseiserne „Fischknabenbrunnen“ (1858) und der schon 1835 entstandene „Schwanenbrunnen“ am ehemaligen südlichen Haupteingang zum Park, dessen Schale von zwei Schwänen verziert wird. Seit 1918 steht im Schlosshof der Elisabethenburg ein dreischaliger Marmorbrunnen, den der letzte Meininger Herzog in Berlin anfertigen ließ.

##### Nutzbrunnen
In der Altstadt, dem Stadtteil Schafhof und im Stadtteil Süd sind noch einige von einst mehr als 70 Laufbrunnen erhalten, die die Bevölkerung mit frischem Quellwasser versorgten. Deren Tröge sind zumeist aus Gusseisen, einige wenige auch aus Stein.

### Parks

#### Englischer Garten

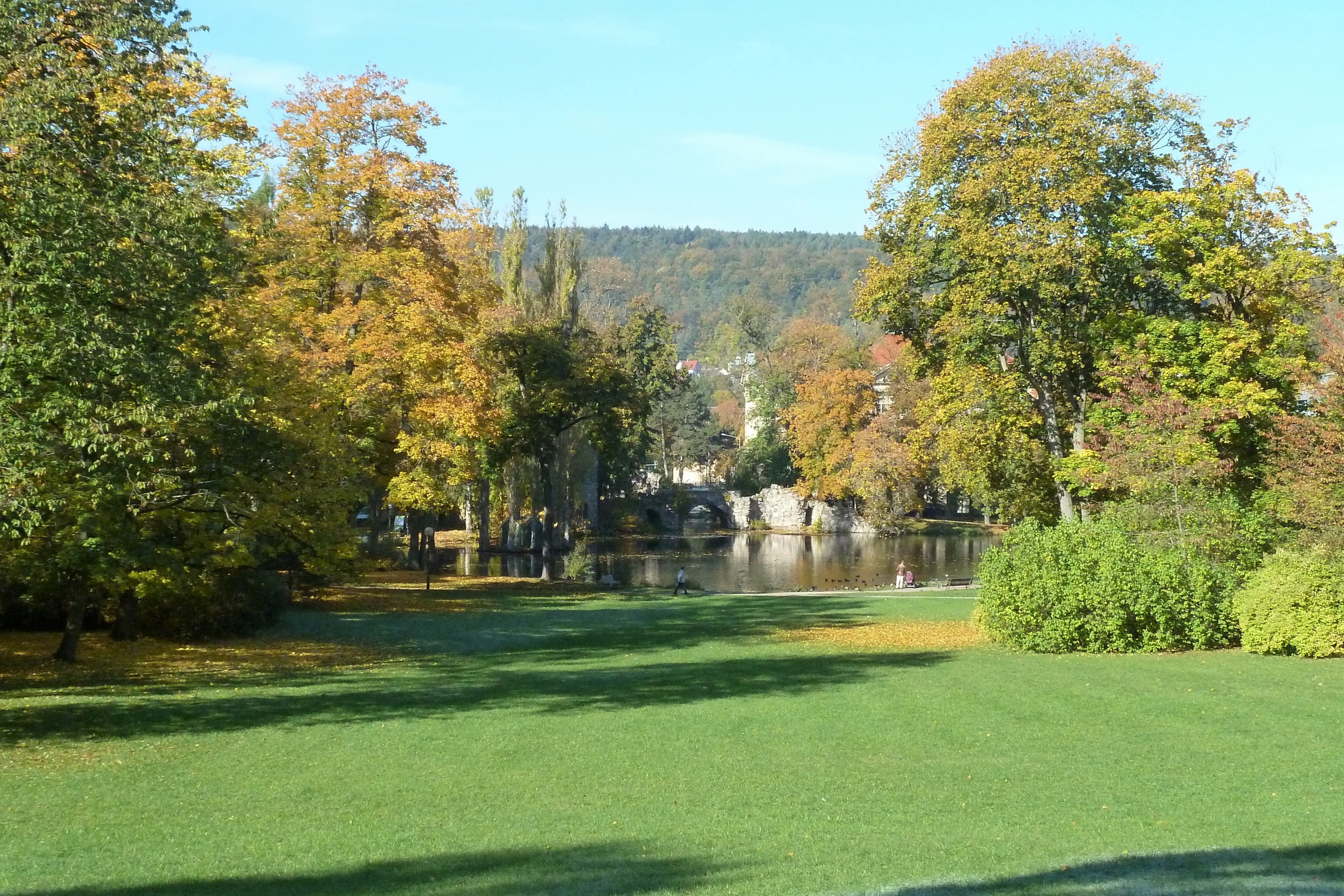
Englischer Garten

Mitten im Stadtzentrum befindet sich als grüne Oase der Englische Garten. Bereits 1782 wurde nördlich der Altstadt vor der ehemaligen Stadtmauer mit dem Anlegen des Parks begonnen. Er umfasst heute ein Gebiet von rund 12 Hektar, nachdem ein Teil des ursprünglichen Parks dem Bau der Werrabahn im Jahr 1858 zum Opfer fiel. Der Park beherbergt mit dem Eisteich und dem Schwanenteich, die mit einem Kanal verbunden sind, zwei Gewässer. Im südlichen Teil findet der Parkbesucher die herzogliche Gruftkapelle, erbaut 1839 im neugotischen Stil, und Grabstätten des alten Friedhofs. Zum Englischen Garten gehören außerdem künstliche gotische Ruinen einer Burg, kleine Brücken, Denkmäler und Brunnen. Zu den schönsten Brunnen zählen der Schwanenbrunnen und der vom Bildhauer Robert Diez geschaffene Bechsteinbrunnen, der dem Dichter Ludwig Bechstein gewidmet ist. Im Park gibt es Denkmale von Jean Paul, Johannes Brahms, Max Reger, von herzoglichen Familienmitgliedern und einen Gedenkstein für die Landschaftsarchitekten, die den Park gestalteten. Ein Kriegerdenkmal aus dem Deutsch-Französischen Krieg steht nahe der Lindenallee, das Denkmal für Bernhard II. von Sachsen-Meiningen befindet sich am südöstlichen Parkausgang Richtung Stadtzentrum.

#### Schlosspark
Zwischen dem Schloss Elisabethenburg und der Werra erstreckt sich zwischen der Georgsbrücke und der Volkshausbrücke auf knapp einem Kilometer Länge der Schlosspark. Seine Anfänge gehen bis zum Ende des 17. Jahrhunderts zurück, wo Hofgärtner nach dem Bau des Schlosses einen Renaissancegarten nach französischem und holländischem Vorbild anlegten. In den 1770er-Jahren wurde der Park vergrößert und die Gärtner begannen mit der Umgestaltung zu einem Landschaftspark. Der Schlosspark wird von der Werra und den Wassergräben der ehemaligen Stadtbefestigung, genannt Bleichgräben, durchflossen. Die Westseite des Schlosses, die gusseiserne Bogenbrücke über die Werra, weitere Brücken, Stelen und Skulpturen zeitgenössischer Künstler prägen heute das Gesamtbild des Parks.

#### Landschaftspark Herrenberg
Westlich der Altstadt und durch die Werra vom Schlosspark getrennt erhebt sich der 413 Meter hohe Herrenberg. An dessen Osthang wurde ab 1694 mit später erfolgten Erweiterungen der Landschaftspark Herrenberg mit Terrassen, Wanderwegen, Aussichtspunkten und Gartenhäusern angelegt. Das nach Samuel Friedrich Diez benannte „Diezhäuschen“ bietet einen weiten Blick auf die Stadt. Im Park befindet sich das Denkmal von Otto Ludwig.

#### Parkfriedhof
1842 wurde der Parkfriedhof mit verschlungenen Wegen, viel Baumbestand und den natürlichen Begebenheiten angepasst angelegt. Der Friedhof mit einer Eingangshalle im neugotischen Stil besitzt neben vielen aufwändigen Grabstätten wohlhabender Bürger auch großzügig gestaltete Anlagen zum Gedenken an die Gefallenen und Opfer der beiden Weltkriege. Die Friedhofskapelle, das Krematorium und viele Grabstätten wurden bei einem Bombenangriff 1945 zerstört. Sehenswert ist die Grabanlage von Herzog Georg II. und seiner Frau Helene Freifrau von Heldburg, geschaffen von Adolf von Hildebrand.

#### Arboretum
Im Stadtteil Dreißigacker ist zwischen dem Gewerbegebiet und dem Wohngebiet Dreißigacker-Süd (Am Weisbachtal) ein Arboretum mit den Bäumen der Jahre angelegt worden. Die kleine Parkanlage besteht seit 2006 und wächst stetig durch die jährliche Pflanzung und Dokumentierung des Baums des Jahres. Mittlerweile stehen auf der Fläche 28 Bäume (Stand 02/2016), beginnend mit dem Baum des Jahres von 1989 der Stieleiche – Quercus robur bis hin zum Baum des Jahres 2016 der Winterlinde – Tilia cordata.

### Naturdenkmäler

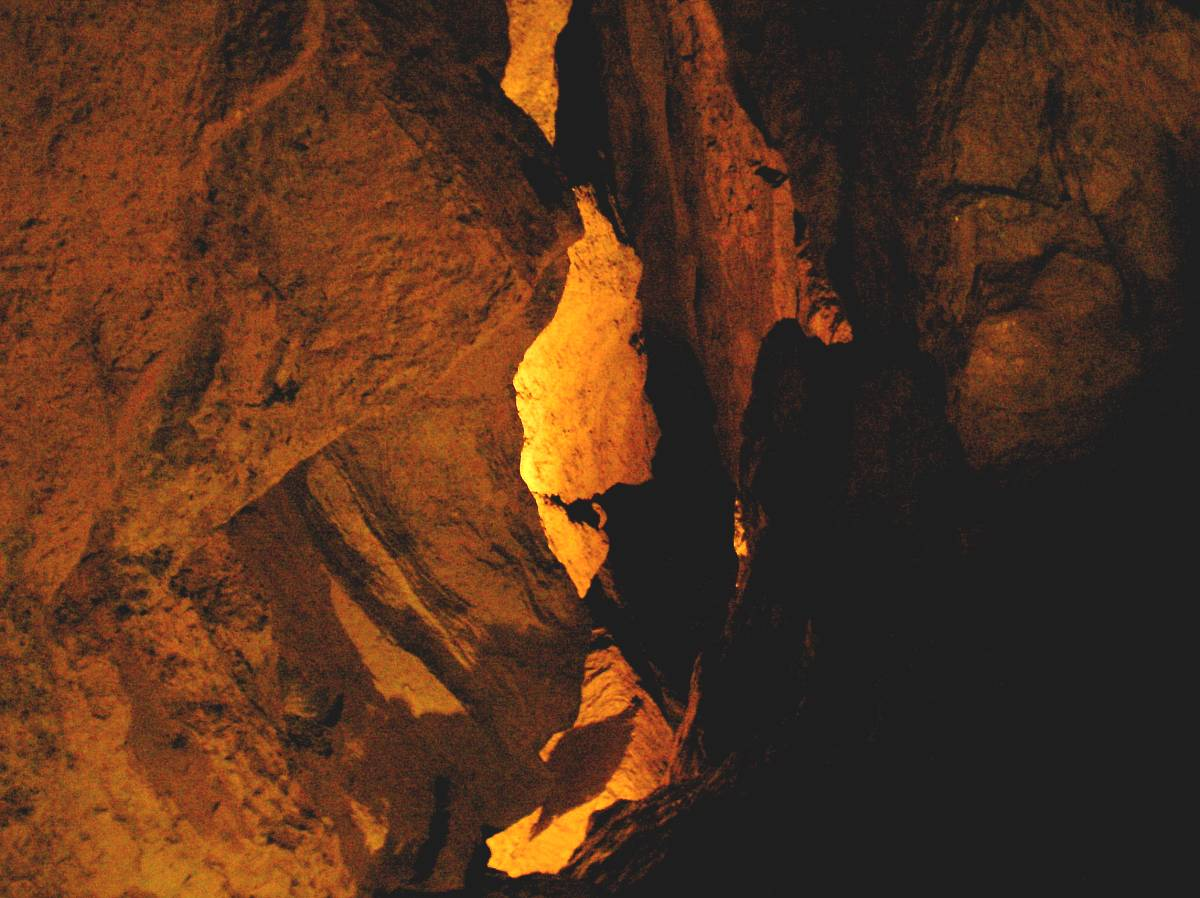
Die Goetzhöhle

Die im Westteil der Stadt befindliche Goetz-Höhle ist Europas größte begehbare Kluft- und Spalthöhle. In ihr kann der Höhlenbesucher bis zu 50 Meter hohe, effektvoll beleuchtete Klüfte und Spalten auf einem Rundgang begutachten. Die Höhle entstand vor rund 20.000 Jahren durch gewaltige geologische Veränderungen im Gefüge des Berges.
Eine Besonderheit ist der Fledermausturm im Stadtteil Jerusalem.
Im Drempel eines sechsgeschossigen Wohnhauses, der für den Abriss vorgesehen war, entdeckten Bauleute 2003 eine große Kolonie mit 1500 Tieren der Fledermausart Großes Mausohr, rund 500 Tiere des Abendseglers und einige Exemplare von Zwerg-, Breitflügel- und Zweifarbfledermäusen. Der Hauseigentümer entschloss sich, für die unter Naturschutz stehenden Tiere einen Aufgang stehen zu lassen und ansehnlich umzubauen. Der Turm wird auch von Naturschützern als Quartier und Forschungsstätte genutzt. Nach dem Teilabriss 2006 kehrten rund 1000 Tiere des Großen Mausohrs und die anderen Arten in ihre Quartiere zurück.
Der „Meininger Hausberg“ ist der bei Kühndorf gelegene 739 m hohe Dolmar. Er ist geologisch ein zur Rhön gehörender erloschener Vulkan.

## Wirtschaft und Infrastruktur
Meiningen ist ein traditioneller Verwaltungs- und Kulturstandort und verfügt hier über zahlreiche Arbeitsplätze. Ebenfalls stark vertreten sind medizinische Einrichtungen, Handwerksbetriebe und mittelständische Unternehmen im Maschinenbau und in der Hightech-Branche. Relativ gering ist dagegen die Zahl von Industrieunternehmen. Mit rund 20.000 hatte die Stadt in den 1980er Jahren die höchste Anzahl von Arbeitsplätzen. Ein Großteil davon, darunter rund 5.000 in der Industrie, brach nach der politischen Wende von 1990 durch die Schließung zahlreicher Betriebe sowie Arbeitsplatzabbau weg.
Arbeitsplätze

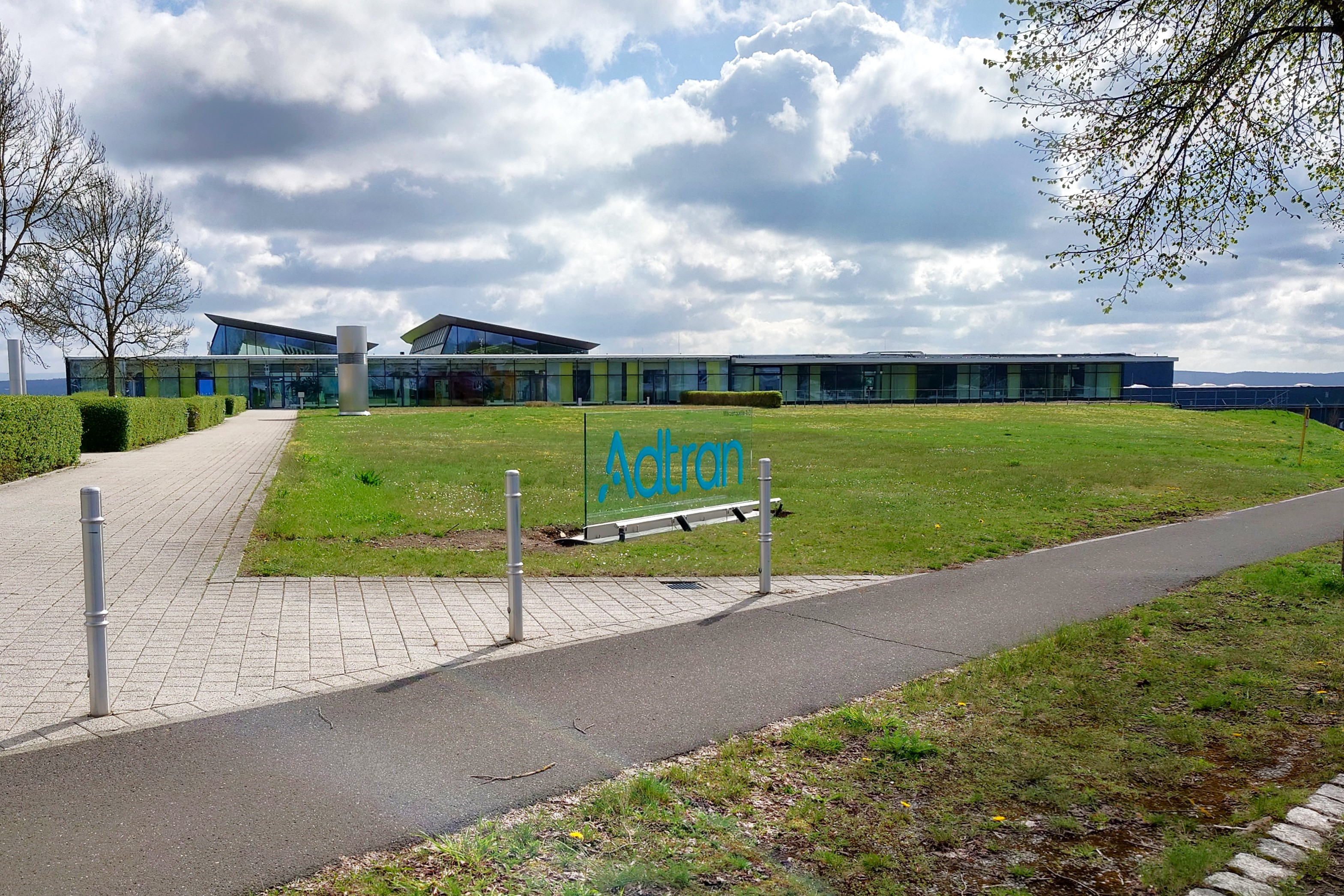
Adtran Networks SE – Haupteingang

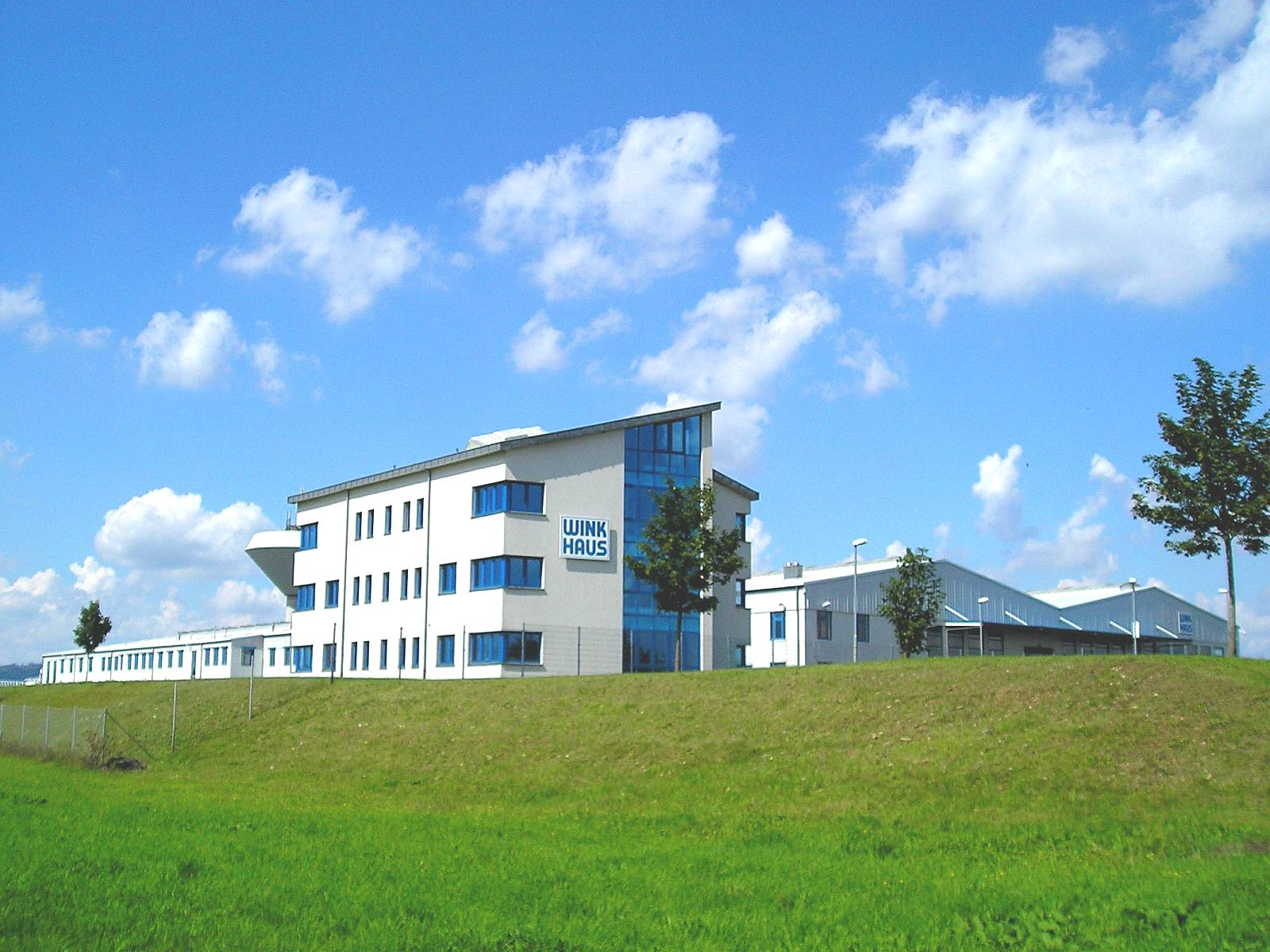
Aug Winkhaus SE, Standort Meiningen

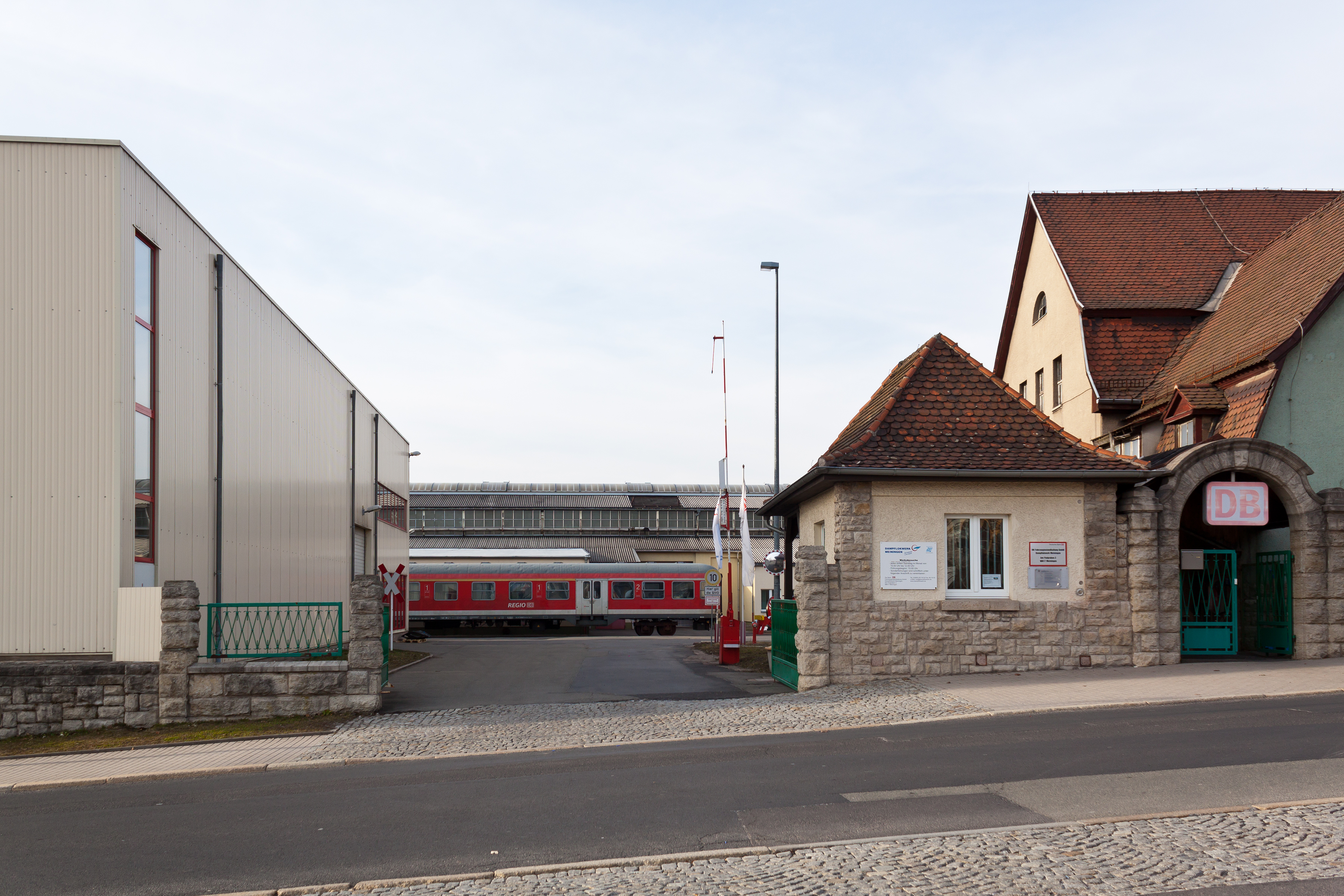
Dampflokwerk – Haupteingang

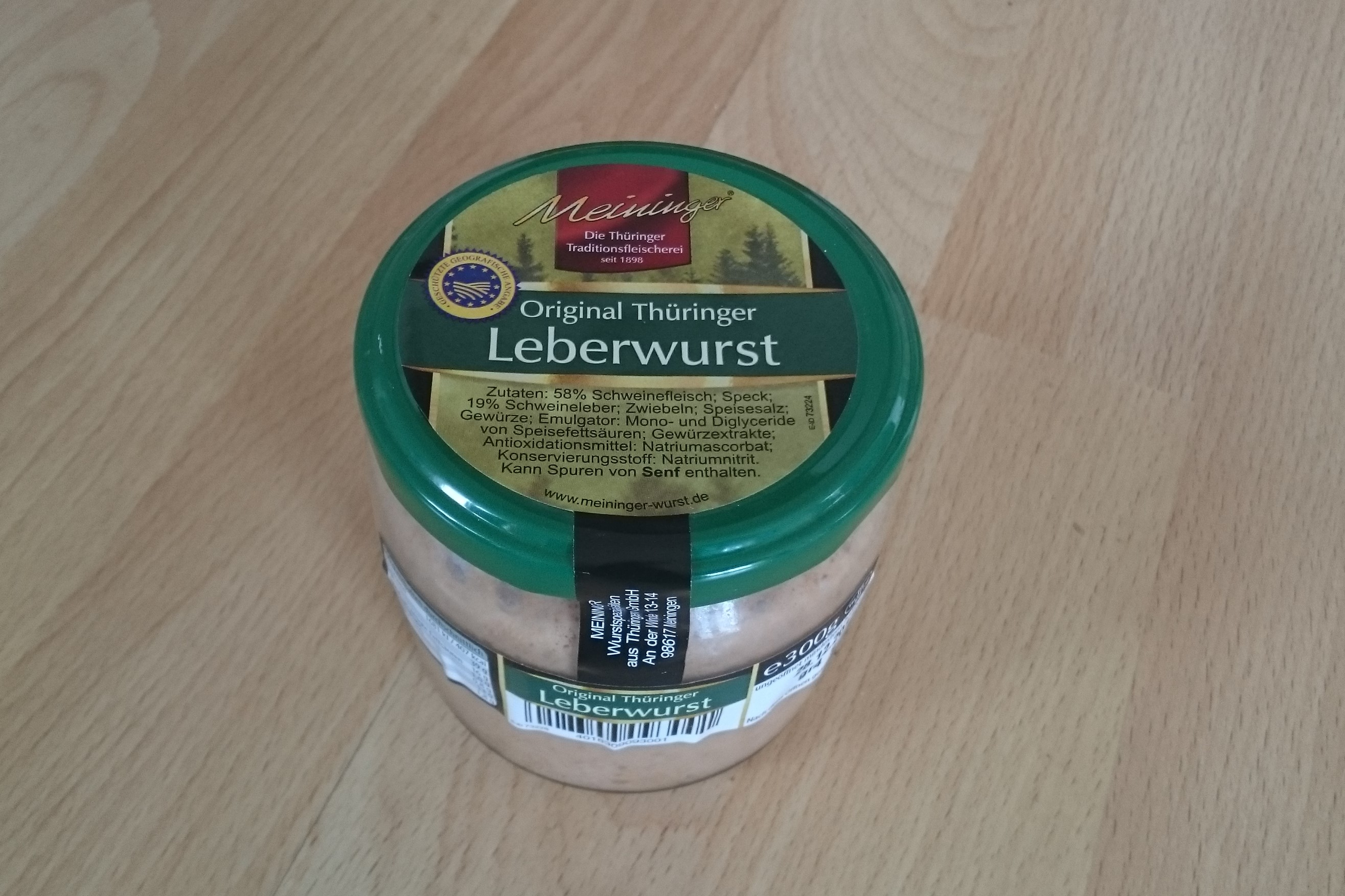
Meininger Wurstspezialitäten – Produktbeispiel

Im Juni 2024 besaß die Stadt Meiningen für Sozialversicherungspflichtig und Geringfügig Beschäftigte insgesamt 14.855 Arbeitsplätze, darunter 2974 im produzierenden Gewerbe. Für sozialversicherungspflichtig Beschäftigte konnte die Stadt 12.806 Arbeitsplätze bieten, die von 7379 Einpendlern und 5427 Meiningern belegt waren. Hinzu kommen 2049 Arbeitsplätze für geringfügig Beschäftigte. Von den 10.058 Meininger sozialversicherungspflichtig Beschäftigten waren 4631 Auspendler. Die Arbeitsplatzdichte beträgt 851. Meiningen hat etwa 740 Betriebe, die rund 30 % aller sozialversicherungspflichtigen Arbeitsplätze und damit die höchste Arbeitsplatzanzahl einer Kommune im Landkreis Schmalkalden-Meiningen stellen. Größter Arbeitgeber der Stadt ist das Helios Klinikum Meiningen mit etwa 1200 Beschäftigten, gefolgt vom Landratsamt mit etwa 600 Mitarbeitern. Durch den hohen Pendlerüberschuss und die hohe Arbeitsplatzdichte ist Meiningen ein bedeutender Wirtschaftsstandort der Region.
Neben mehreren kleinen Standorten besitzt die Stadt mit dem „Gewerbegebiet Meiningen-Dreißigacker“ (98 ha Nettofläche), dem „Industriegebiet Rohrer Berg“ (30 ha) und dem „Industriepark an der B19“ (18 ha) im Stadtteil Walldorf drei große Gewerbegebiete. Im Ortsteil Sülzfeld befindet sich zudem der Gewerbepark „Am Still“, in dem sich der Hauptsitz der Meininger Busbetriebe befindet.
Handel
Die Stadt hat im Einzelhandel eine Zentralitätskennziffer von 134 und eine Kaufkraftbindung von 109 bei einer Umsatzkennziffer von 168,5. Im Bundesdurchschnitt beträgt der Normwert bei allen drei Kennzahlen 100. Meiningen besitzt somit eine große Anziehungskraft für die Bürger der Stadt und im weiten Umland. Rund 55 Prozent der Einzelhandelsbetriebe befinden sich in der historischen Altstadt.

### Ansässige bedeutende Unternehmen
High-Tech
Meiningen ist ein Zentrum der Mikroelektronik und Informations- und Kommunikationstechnologie. Zahlreiche gegründete oder angesiedelte Firmen dieser Branche bilden hier ein Cluster. Das zeitweilig im TecDAX und zurzeit im SDAX börsennotierte, weltweit tätige Hightech-Unternehmen Adtran (früher ADVA Optical Networking) ist die bedeutendste Firma der Stadt. In diesem Meininger Betrieb mit rund 370 Mitarbeitern sind die Entwicklung, Forschung und Produktion angesiedelt. Wie eine Reihe weiterer Hightech- und Maschinenbau-Unternehmen vor Ort hat die ADVA ihre Wurzeln im einstigen Großbetrieb Robotron Meiningen. Hierzu gehört auch die ABS electronic GmbH mit zurzeit 80 Beschäftigten, die unter anderem automatische Bestückungen von elektronischen Bauteilen durchführt. Die international tätige Firma Nanoplus GmbH fertigt Single-Mode-DFB-Laser für Mess- und Spektroskopie sowie Telekom-Anwendungen. Sie werden auf dem amerikanischen, europäischen und asiatischen Markt verkauft und kamen auch auf dem Mars bei der NASA-Mission Mars Science Laboratory im Rover „Curiosity“ zum Einsatz. Das Gewerbezentrum „Fiber Optical Valley“ ist ein Zusammenschluss mehrerer Firmen, die sich mit der Entwicklung und Herstellung von Produkten der Optoelektronik befassen.
Metallverarbeitung und Maschinenbau

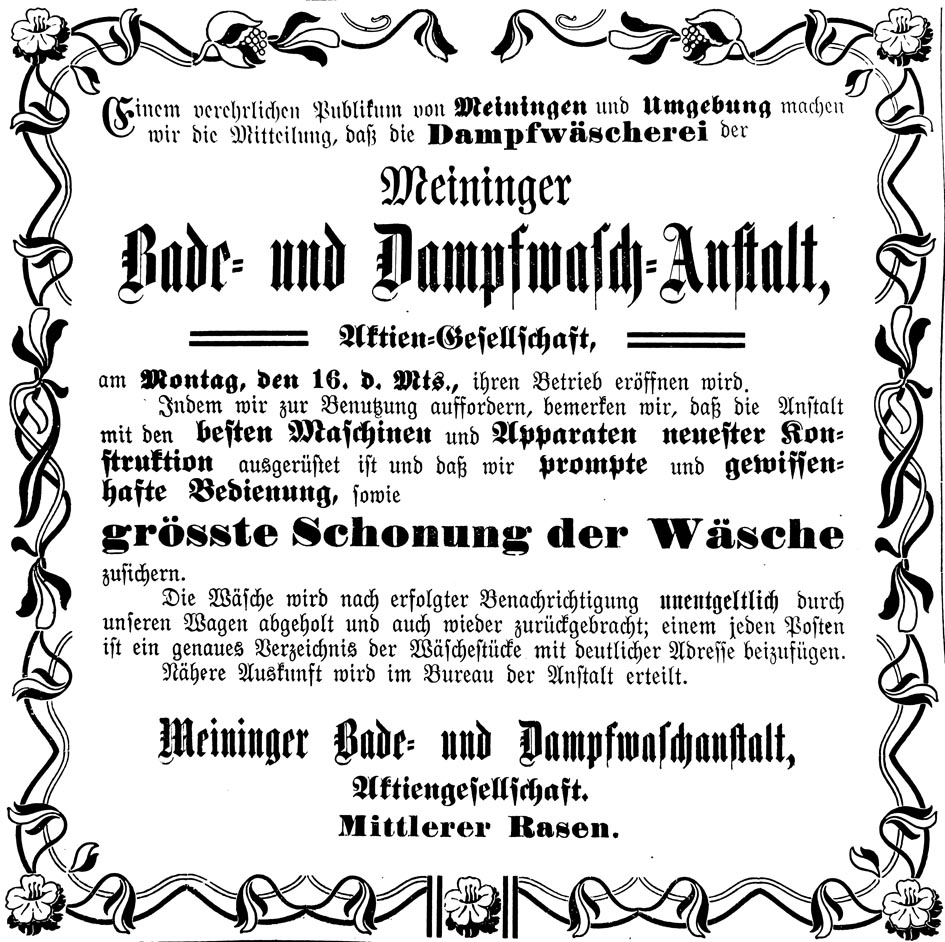
Anzeige der Dampfwaschanstalt 1895

Das wohl bekannteste Meininger Unternehmen ist das Dampflokwerk Meiningen der Deutschen Bahn AG. Das Werk setzt Regel- und Schmalspurlokomotiven für die DBAG, Privatbahnen, Museumsbahnen und Eisenbahnvereine des In- und Auslands instand, modernisiert Schneepflüge und Schneeschleudern und baut Kessel für historische Dampflokomotiven aus ganz Europa. Auch die Aufarbeitung von historischen Reisezugwagen und der Neubau von Dampflokomotiven nehmen einen hohen Stellenwert in der heutigen Produktionspalette des Dampflokwerks ein.
Als größtes gewerbliches Unternehmen produziert der Meininger Betrieb der August Winkhaus SE seit 1996 mit heute 380 Mitarbeitern Sicherheitstürverriegelungen, Tür- und Fensterbeschläge und Fenstertechnik. Eine weitere bedeutende Firma ist die Meininger Niederlassung der MIWE Michael Wenz GmbH. Im Gewerbegebiet Dreißigacker stellen heute 140 Mitarbeiter Industriebacköfen, Backöfen für Bäckereifilialen und Bäckereitechnik her.
Die 1991 aus einem Werkzeugbau hervorgegangene Lemuth GmbH produziert mit rund 100 Mitarbeitern Anlagen und Maschinen für den automatisierten Fensterbau. Diese Firma bekam bereits einen Innovations-Preis des Landes Thüringen verliehen. Ebenfalls mit rund 100 Mitarbeitern stellt PTM Meiningen per Zerspanung Präzisionsteile her. Die auf Sonderwerkzeuge spezialisierte Firma Weisskopf-Werkzeuge GmbH der Mapal-Gruppe produziert vornehmlich Vollhartmetall- und Hochleistungs-Schnellarbeitsstahl-Sonderwerkzeuge für Autozulieferer und Maschinenbauunternehmen. Im Meininger Purmo Werk (ehemals Delta Radiatoren GmbH) der Rettig Germany GmbH werden Designheizkörper nach einem patentierten Laserschweißverfahren und Plattenheizkörper für Fernheizungen gefertigt.
Im 2013 entstandenen Industriegebiet „Rohrer Berg“ haben sich mehrere Firmen der Metallverarbeitung angesiedelt. Am 23. April 2018 fand hier die Grundsteinlegung für die MZA Meyer-Zweiradtechnik GmbH statt. Der Komplex beherbergt als Logistikstandort größtenteils Lagerkapazitäten, aber auch Produktionsanlagen. Als offizieller Lizenznehmer produziert und liefert MZA Meyer-Zweiradtechnik Ersatzteile der Fahrzeugmarke Simson. Des Weiteren existieren hier die Firmen Feilmeier AG, die Trapez- und Profilbleche herstellt, der Küchenarbeitsplattenhersteller AKP mit 170 Mitarbeitern sowie Made in Thüringen, die Baugruppenmontage und Zerspanungsarbeiten durchführt.
Lebensmittel
Mit fast 400 Mitarbeitern ist das Backhaus Nahrstedt der größte Handwerksbetrieb Südthüringens und somit der Stadt. Es betreibt rund 70 Bäckereifilialen, Cafés und Bistros in Thüringen und Nordbayern.
Aus dem ehemaligen „Fleischkombinat“ in Meiningen ist die MEININGER Wurstspezialitäten GmbH hervorgegangen. Als eines der ersten Unternehmen mit heute rund 120 Beschäftigten haben sie sich im Gewerbebetrieb Meiningen-Dreißigacker niedergelassen und betreiben mehrere Fleisch- und Wurstverkaufsstellen und Bistros. Ihre Produkte, die unter anderem 2013 von der DLG mit dem „Preis der Besten in Gold“ ausgezeichnet wurden, sind außerdem in einer Reihe von Supermarkt-Ketten unter dem Namen „Meininger“ zu finden. Ein weiteres Produkt der Lebensmittelindustrie ist Bier. Die Stadt Meiningen besitzt hier die Rechte an der geschützten Biermarke „Meininger Bier“, das saisonal von verschiedenen Brauereien produziert und in der Region als Fassbier vertrieben wird.
Kultur und Dienstleistung
In der Kultur bietet das Staatstheater Meiningen 320 Schauspielern, Musikern, Technikern und weiteren Beschäftigten einen Arbeitsplatz und gilt somit als sechstgrößter Arbeitgeber der Stadt. Das größte Kreditinstitut in Südthüringen mit Hauptsitz in Meiningen ist die Rhön-Rennsteig-Sparkasse mit 300 Mitarbeitern. Ein so genannter Allround-Dienstleister sind die Stadtwerke Meiningen, die im Stadtteil Jerusalem mit 130 Mitarbeitern ihren Sitz haben. Das Unternehmen ist regionaler Energieversorger und betreibt des Weiteren in der Stadt Parkhäuser und das Freizeitzentrum „Rohrer Stirn“. Das Eisenbahnunternehmen Süd-Thüringen-Bahn (STB) hat ihren Betriebsstandort mit einem Neubau am Meininger Bahnhof eingerichtet. Die STB betreibt von hier aus mit 214 Mitarbeitern (Stand: März 2023) und 37 Triebfahrzeugen sieben Bahnlinien mit 370 Streckenkilometern in Südthüringen und im Raum Erfurt–Gotha. Im Ortsteil Sülzfeld befindet sich der Firmensitz und Betriebshof der MBB Meininger Busbetriebs GmbH, der für den öffentlichen Nahverkehr im Landkreis zuständig ist.

#### Industriebauwerke

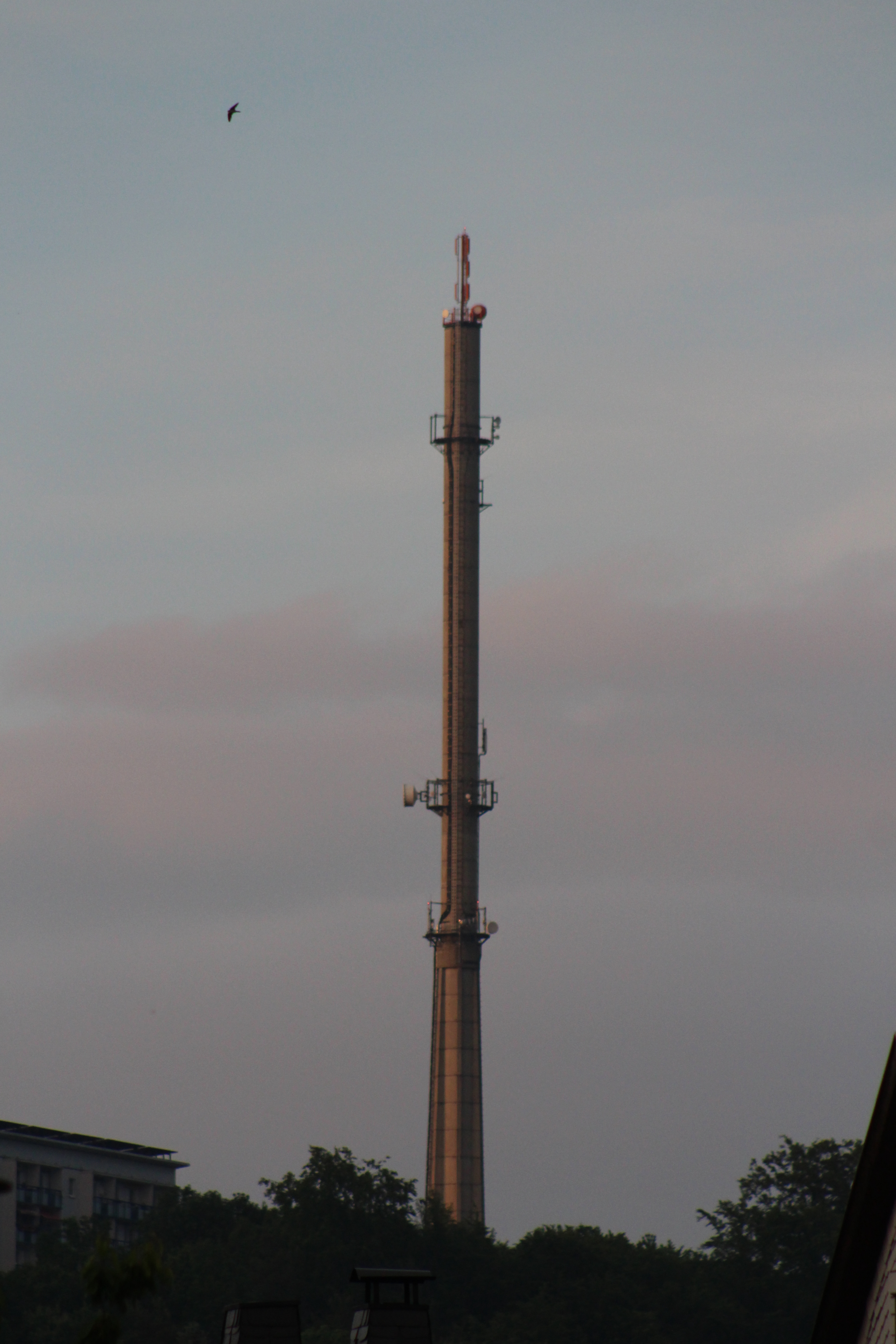
Als Funkturm genutzter einstiger Schornstein des Heizkraftwerks Meiningen

- Der Kamin des einstigen Heizkraftwerks Meiningen ist mit 103,45 Metern Höhe das höchste Bauwerk der Stadt und dient heute als Funkturm.[58]
- Die historischen Werkhallen des Dampflokwerks stehen unter Denkmalschutz.

### Verkehr
Meiningen liegt direkt an der Bundesautobahn 71, ist aufgrund seiner geographischen und topographischen Lage ein Knotenpunkt mehrerer Bundes- und Landesstraßen, außerdem von drei Eisenbahnstrecken mit vier Bahnlinien und somit einer der bedeutendsten Verkehrsknoten Südthüringens.

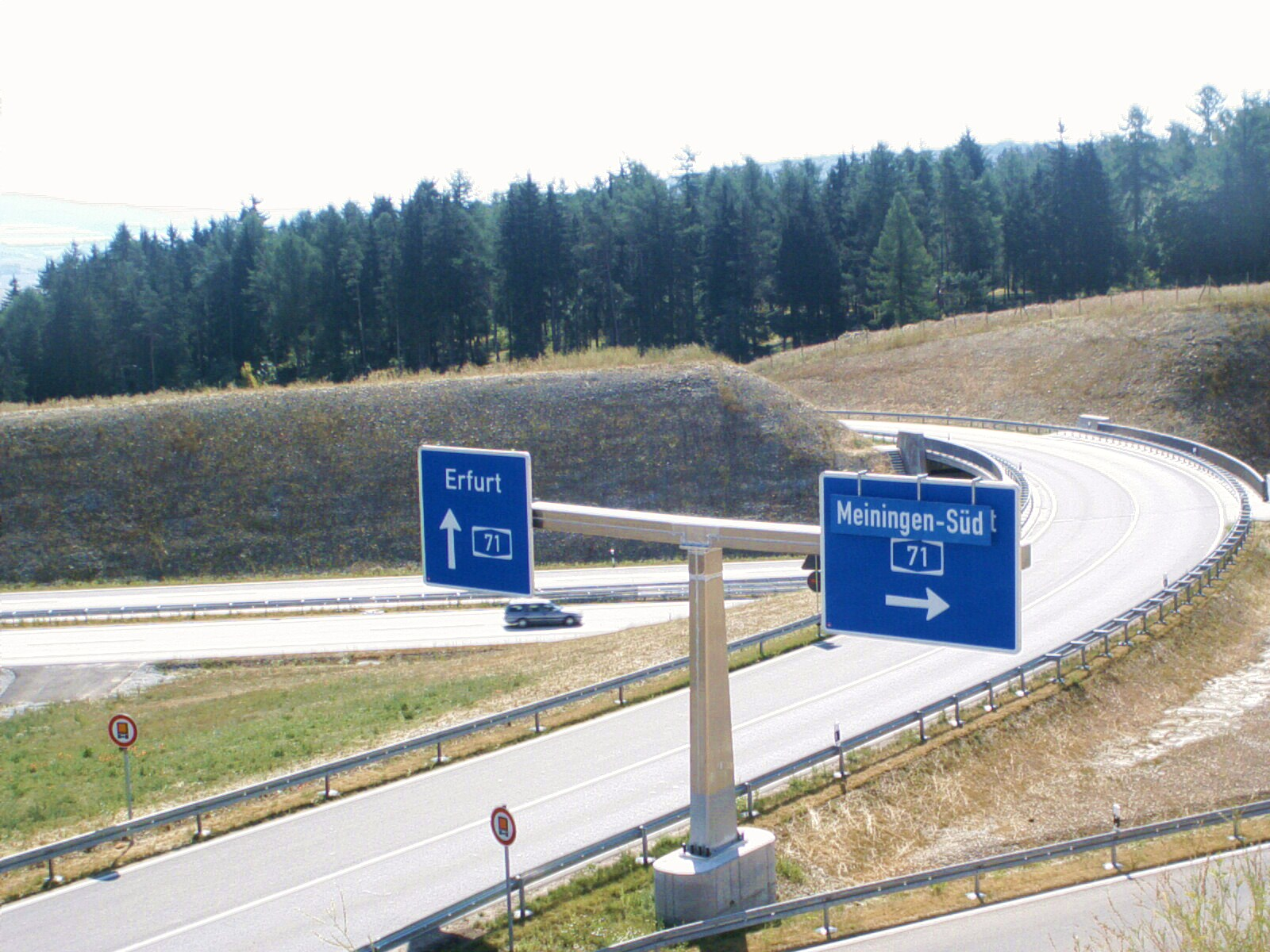
Autobahn-Anschlussstelle Meiningen-Nord

#### Fernstraßen
Meiningen entstand im frühen Mittelalter am Schnittpunkt einer Werrafurt und mehrerer Handelsstraßen, die nach Würzburg und Gotha (Hohe Straße), nach Fulda (Frankfurter Straße), Eisenach und Erfurt führten. Ein Teil dieser Straßen wurden ab dem 18. Jahrhundert zu Chausseen ausgebaut. Im 20. Jahrhundert erhob man die Straßen nach Würzburg, Eisenach, Kronach und Zella-Mehlis zu Reichsstraßen und später zu Fernverkehrs- und Bundesstraßen. Der bereits ab 1934 geplante erste Autobahnanschluss scheiterte, als die Arbeiten der bereits im Bau befindlichen Reichsautobahn Eisenach-Meiningen-Bamberg (Strecke 85) infolge des Kriegsausbruches im Jahr 1940 eingestellt und wegen der Deutschen Teilung nicht fortgeführt wurden.
Heute ist die Stadt über die Anschlussstellen Meiningen-Nord und Meiningen-Süd an die Bundesautobahn 71 Sangerhausen–Erfurt–Schweinfurt angebunden. Über die A 71 wird nach 14 Kilometern die Bundesautobahn 73 erreicht, die über Coburg und Bamberg nach Nürnberg führt. Weitere bedeutende Fernstraßenverbindungen existieren mit der Bundesstraße 19 nach Eisenach und der Bundesstraße 89 nach Sonneberg und Kronach. Der Bau der in den Bundesverkehrswegeplänen 2003 und 2030 aufgeführten Bundesstraße 87n, die eine wichtige Verbindung nach Fulda und zu den Autobahnen A 7 und A 66 sowie zur Metropolregion Rhein-Main bilden soll, wurde 2013 vorerst gestoppt, aber aktuell wieder als Weiterer Bedarf im Bundesverkehrswegeplan 2030 eingestuft. Des Weiteren führen Landesstraßen von Meiningen nach Kaltensundheim – Fulda, Mellrichstadt – Bad Neustadt an der Saale – Schweinfurt sowie nach Suhl.
Verkehrszählungen aus dem Jahr 2021 vermitteln das durchschnittliche Verkehrsaufkommen auf den sieben Bundes- und Landesstraßen von und nach Meiningen. Die Zahlen können auf Grund der COVID-19-Pandemie im Vergleich zu den Vor- und Folgejahren geringer ausfallen. Am stärksten war die Bundesstraße (B 19) Richtung Eisenach bei Walldorf mit rund 9900 Kfz/Tag frequentiert. Es folgt die Landesstraße 3089 (ehemalige B 89) als Autobahnzubringer zur Anschlussstelle „Meiningen-Süd“ und weiterführend zur B 89 nach Sonneberg ab dem „Maßfelder Kreisel“ mit fast 8450 Kfz/Tag. Am Maßfelder Kreisel vereinigen sich von der Stadt kommend die Henneberger Straße (L 1124, ehemalige B 19, 6200 Kfz/Tag) und die sehr stark befahrene kommunale Werrastraße (ehemalige B 89, keine Verkehrszählung). Die beiden Autobahnzubringer zur Anschlussstelle „Meiningen-Nord“, die Dolmarstraße (B 19, 7900 Kfz/Tag) und die Rohrer Straße (L 1140, 5200 Kfz/Tag) bringen es zusammen auf 13.100 Kfz/Tag. Die Verkehrsaufkommen auf den weiteren Landesstraßen betragen in der Landsberger Straße (L 1124) nach Walldorf 4800 Kfz/Tag, im OT Walldorf (L 2624) 4600 KFZ/Tag, in der Henneberger Straße ab Stillhof (L 3019) nach Sülzfeld, Henneberg und Mellrichstadt 4400 Kfz/Tag und in der Herpfer Straße (L 2621) zum gleichnamigen Ortsteil 3950 Kfz/Tag. Die A 71 befuhren östlich von Meiningen-Nord 15.700, zwischen Meiningen-Nord und Meiningen-Süd 12.650 sowie südlich von Meiningen-Süd 12.000 Kfz/Tag.

#### Innerstädtische Straßen
Die ersten Straßen und Gassen entstanden um 1000 zwischen der entstehenden Stadtkirche und dem späteren Oberen Tor. Bis 1300 wurde dann innerhalb der Stadtbefestigung zwischen Markt und Unterem Tor ein gleichmäßiges Straßennetz angelegt. Erst nach 1800 entstanden auch außerhalb der Altstadt im Zuge der sich ausdehnenden Stadt neue Straßenzüge. Heute hat Meiningen ein Straßennetz mit rund 420 Straßen und Plätzen. Der bedeutendste und verkehrsreichste Straßenzug, bis 2007 durchgehend als B 19, verläuft in Nord-Süd-Richtung durch die gesamte Stadt und wird von der Leipziger Straße (bestehend aus B 19 und L 1140), der Bernhardstraße und der Marienstraße (beide L 1124 / L 1140), der Neu-Ulmer-Straße und der Henneberger Straße (beide L 1124) gebildet. Die höchsten Verkehrsaufkommen verzeichnen die Leipziger Straße (Abschnitt L 1140) mit rund 15.000 Kfz/Tag und die Neu-Ulmer-Straße (L 1124) mit rund 13.000 Kfz/Tag. Verkehrsreichste Kreuzungen mit mehr als 20.000 Fahrzeuge täglich sind die Knotenpunkte Leipziger Straße/Dolmarstraße, Neu-Ulmer-Straße/Marienstraße und Alte Henneberger Straße/Steinweg/Neu-Ulmer-Straße. Ein relativ starkes Verkehrsaufkommen besitzt die Ausfallstraße L 2621 zu dem Ortsteil Dreißigacker mit dem gleichnamigen Gewerbegebiet und dem Gesundheitszentrum mit rund 9000 und weiterführend zum Ortsteil Herpf mit 3950 Fahrzeugen am Tag.
Siehe auch:
- Liste der Straßen und Plätze in Meiningen
- Meininger Straßen und Plätze.

#### Bahnverkehr

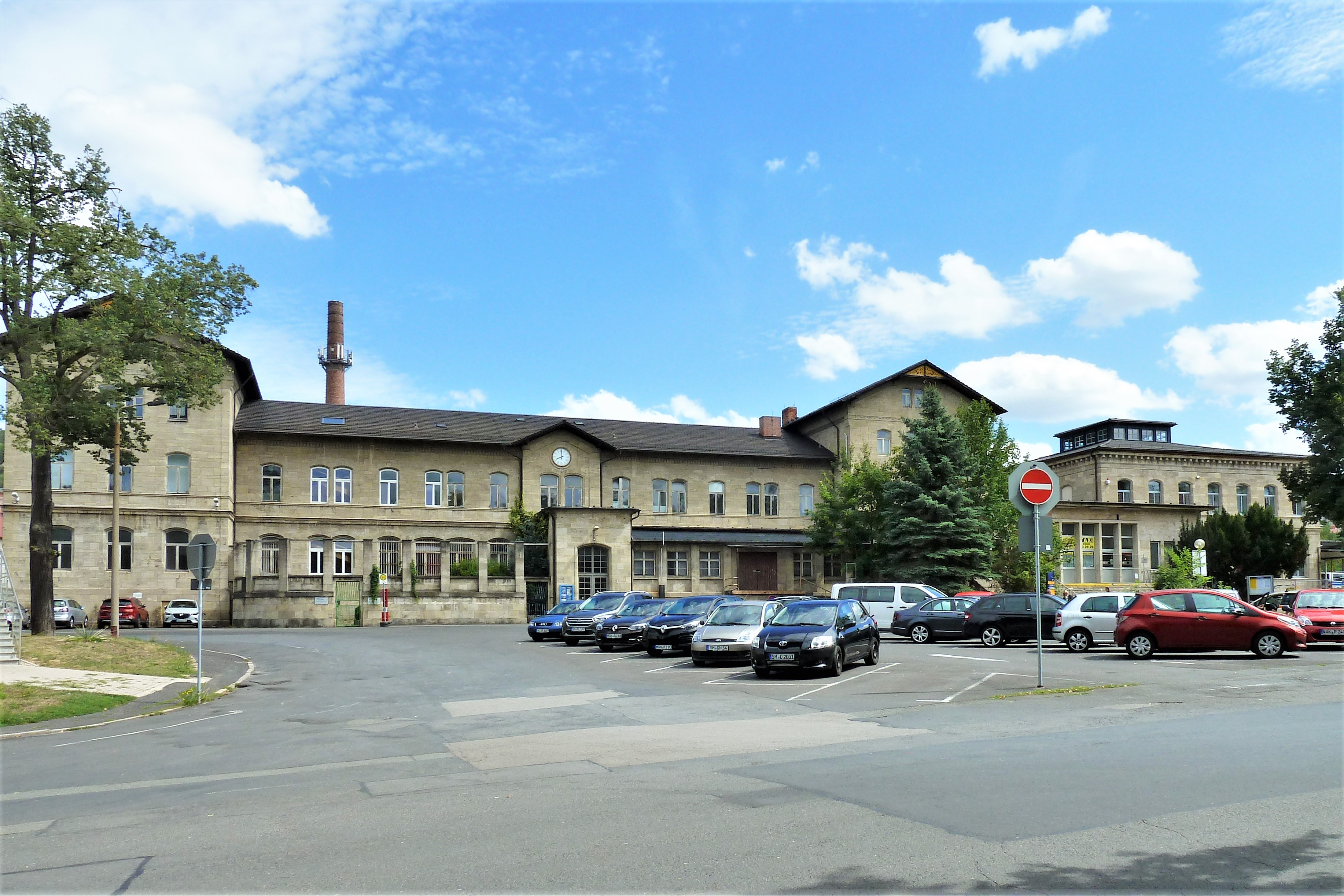
Bahnhof Meiningen – Empfangsgebäude

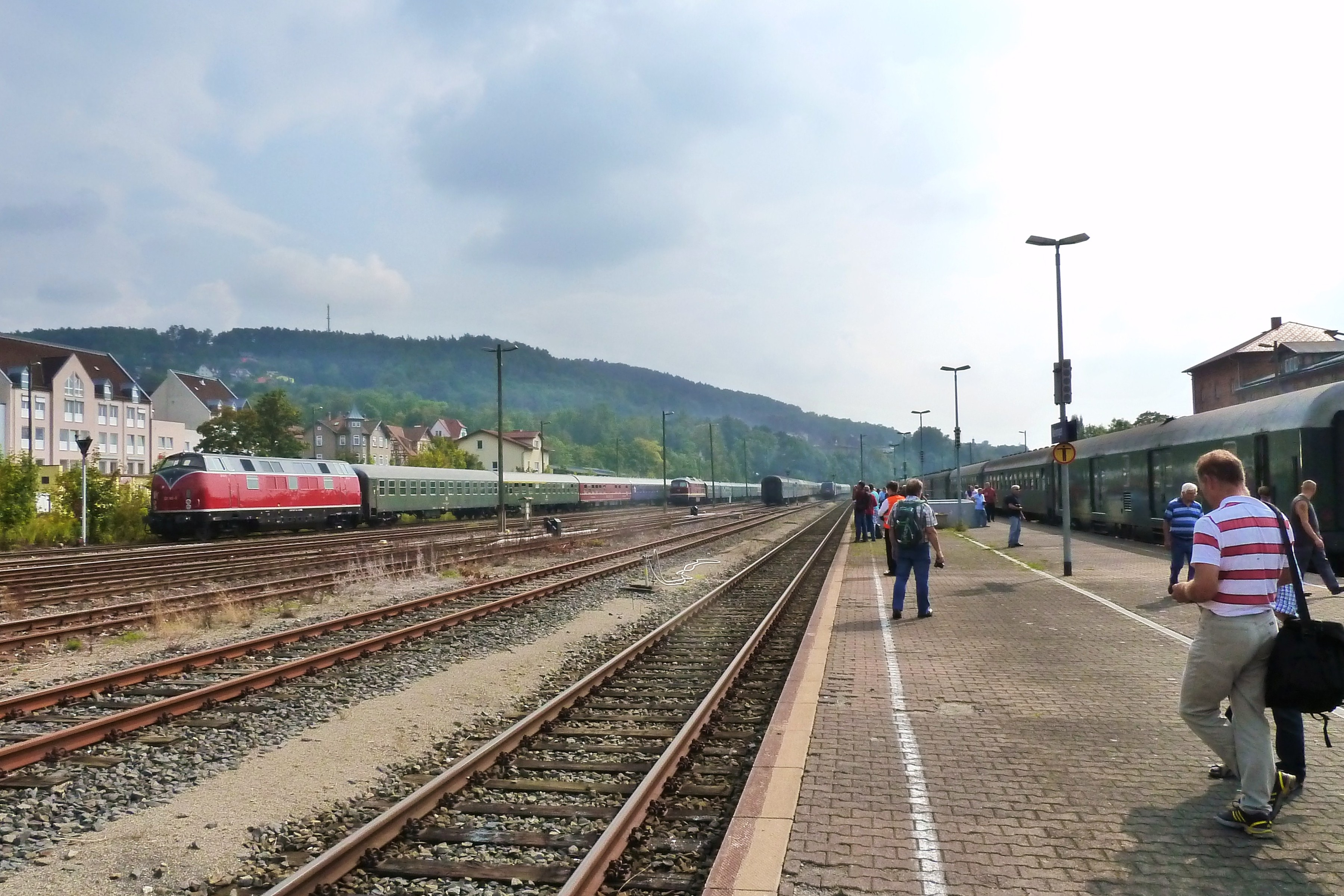
Bahnhofsareal bei den Dampfloktagen 2014

Ab Mitte des 19. Jahrhunderts erhielt die Stadt mit der 1858 eröffneten Werrabahn (Eisenach–Meiningen–Eisfeld) und der 1874 erfolgten Inbetriebnahme der Bahnstrecke Schweinfurt–Meiningen (auch „Main-Rhön-Bahn“ genannt) gute Eisenbahnverbindungen. Über Schweinfurt gelang die Anbindung an die Ludwigs-Westbahn (Aschaffenburg–Bamberg). 1884 folgte mit der Fertigstellung der Bahnstrecke Neudietendorf–Ritschenhausen der direkte Anschluss nach Erfurt.
Der nahe dem Stadtzentrum liegende Bahnhof Meiningen mit der Preisklasse 4 ist mit vier im Ein- oder Zweistundentakt verkehrenden Bahnlinien erreichbar, die von zwei Eisenbahnverkehrsunternehmen betrieben werden. Es finden täglich knapp 100 Zugfahrten statt. Ein weiterer Bahnhof befindet sich im Ortsteil Walldorf Richtung Eisenach.
Vom Bahnhof Meiningen aus bestehen folgende durchgehende Verbindungen:
- RE 50 Meiningen–Erfurt, Süd-Thüringen-Bahn (STB).
- RB 44 Meiningen–Erfurt (STB).
- RB 40 Meiningen–Schweinfurt, „Unterfranken-Shuttle“ der Erfurter Bahn (EB).
- RB 40 Meiningen–Bad Kissingen–Gemünden am Main, „Unterfranken-Shuttle“ (EB).
- RB 41 Meiningen–Eisenach (STB).
- RB 41 Meiningen–Sonneberg–Neuhaus am Rennweg (STB).
- RB 44 Meiningen–Grimmenthal, Zubringer für den RE 7 (DB).

In Eisenach, Erfurt und Würzburg bestehen Anschlussmöglichkeiten zu ICE–Verbindungen.
Ein weiterer Bahnhof im Stadtgebiet ist der Bahnhof Walldorf (Werra) im Ortsteil Walldorf. Hier verkehrt die Regionalbahn 41 Meiningen–Eisenach.

#### Flugverkehr
In den 1920er und 1930er Jahren besaß die Stadt mit dem Flugplatz „Rohrer Berg“ einen Verkehrslandeplatz, von dem täglich Fluglinienverbindungen unter anderem nach München und Erfurt bestanden. Dieser wurde 1945 von der sowjetischen Besatzungsmacht stillgelegt und ab 1965 als Stützpunkt der Hubschrauberstaffel 16 der DDR-Grenztruppen genutzt. Auf dem nahegelegenen Dolmar bei Kühndorf befindet sich ein Sportflugplatz.
Die nächstgelegenen internationalen Flughäfen sind der Flughafen Erfurt (83 km nordöstlich), der Flughafen Nürnberg (151 km) und der Rhein-Main Flughafen in Frankfurt am Main (178 km).

#### Stadtverkehr
Die ersten Stadtbusse verkehrten in Meiningen in den 1950er Jahren. Ein fahrplanmäßiger Linienbetrieb auf mehreren Routen wurde ab 1963 eingeführt.
Heute ist der Stadtverkehr Meiningen gut ausgebaut. Im ÖPNV betreibt die Meininger Busbetriebs GmbH ein Netz mit acht Stadtlinien und elf Überlandlinien, die zusätzlich städtische Haltestellen bedienen. Der zentrale Busbahnhof direkt am Bahnhof, der Knotenpunkt Sachsenstraße mit seinen fünf Haltestellen im Stadtzentrum und weitere knapp 100 Haltestellen erschließen jeden Stadtteil. Seit 2023 sind mehrere Elektrobusse im Einsatz.

### Medien
Der Zeitungsverlag Meininger Mediengesellschaft (MMG) gibt die Tageszeitung Meininger Tageblatt und ein Wochenblatt heraus. Weiter haben in Meiningen die Verlage Bielsteinverlag, Börner PR und Resch-Druck ihren Sitz, die Bücher und Publikationen herausgeben. Zu den Medien gehörte einst die heute in Berlin ansässige Futur Film von Regisseur und Produzent Johannes Thielmann, die Kino- und Werbefilme produziert.
Meiningen war Drehort mehrerer Dokumentationen der Fernsehsender ZDF („Russische Armee in Meiningen“), VOX („4 Hochzeiten und eine Traumreise“ und „Mein himmlisches Hotel“), Kabel eins („Stellungswechsel: Job bekannt, fremdes Land“) und RTL II („Die Kochprofis – Einsatz am Herd“; „Traut Euch! In zwölf Stunden zum Altar“) sowie Schauplatz der Doku-Reihe „Auf Streife mit der Polizei Meiningen“ von N24.

### Öffentliche Einrichtungen
Meiningen ist seit dem Mittelalter ein traditioneller Verwaltungsstandort, den einst die Bischöfe von Würzburg begründeten und der später durch die Funktion als Hauptstadt bedeutend ausgebaut wurde. Noch heute besitzt die Stadt aus diesem Grund zahlreiche regionale und überregionale behördliche Arbeitsstellen. Seit Mitte der 1990er Jahre verlor sie aber bei Verwaltungsreformen in Thüringen einige Ämter, die den Verlust hunderter Arbeitsplätze und die Verschlechterung der städtischen Infrastruktur nach sich zogen.
Unter dem Dach des Justizzentrums Meiningen sind vier Gerichte und eine Staatsanwaltschaft vereint. Während das Landgericht, das Verwaltungsgericht, das Sozialgericht und die Staatsanwaltschaft Meiningen für Süd- und Südwestthüringen zuständig sind, ist der Einzugsbereich des Amtsgerichtes mit Grundbuchamt der Landkreis. Hier sind insgesamt etwa 300 Mitarbeiter beschäftigt.
Als Landesämter sind in Meiningen ein Flurneuordnungsamt, ein Landwirtschaftsamt und die Abteilung Soziales des Thüringer Landesamtes für Soziales und Familie ansässig. Das Landratsamt mit rund 500 Beschäftigten residiert in einem Gebäudekomplex im Stadtteil Jerusalem.

### Öffentliche Sicherheit und Brandschutz

#### Polizei
In Meiningen befindet sich eine Polizeiinspektion der Thüringer Polizei, welche der Landespolizeiinspektion Suhl unterstellt ist. Sie ist mit Ausnahme des Altkreises Suhl für den gesamten Landkreis Schmalkalden-Meiningen zuständig. Des Weiteren hat die Bundespolizei ein Revier in Meiningen, dessen Aufgabenfelder ganz Südthüringen und ein Teil von Westthüringen abdeckt.

#### Feuerwehr
Der Brandschutz in Meiningen und seinen Ortsteilen wird durch die 1864 gegründete Freiwillige Feuerwehr Meiningen mit seinen acht Wachen sichergestellt. Die Wachen unterteilen sich in die Standorte Wache 1 – Meiningen (78 Einsatzkräfte), Wache 2 – Helba (24 Einsatzkräfte), Wache 3 – Dreißigacker (23 Einsatzkräfte), Wache 4 – Herpf (19 Einsatzkräfte), Wache 5 – Walldorf/Wallbach (2 Standorte mit zusammen 37 Einsatzkräfte), Wache 6 – Henneberg (13 Einsatzkräfte), Wache 7 – Stepfershausen und Wache 8 – Sülzfeld. Hierbei bildet die Wache 1 Meiningen die sogenannte Stützpunktfeuerwehr, welche für den gesamten unteren Landkreis mit Technik und Mitteln bereitsteht. Zusammen hat die Freiwillige Feuerwehr Meiningen in der Einsatzabteilung rund 200 Einsatzkräfte und 17 Einsatzfahrzeuge sowie bei der 1991 gegründeten Jugendfeuerwehr in drei Gruppen 67 Mitglieder und in der Alters- und Ehrenabteilung 29 Mitglieder (Stand: 2019).

### Medizinische Einrichtungen

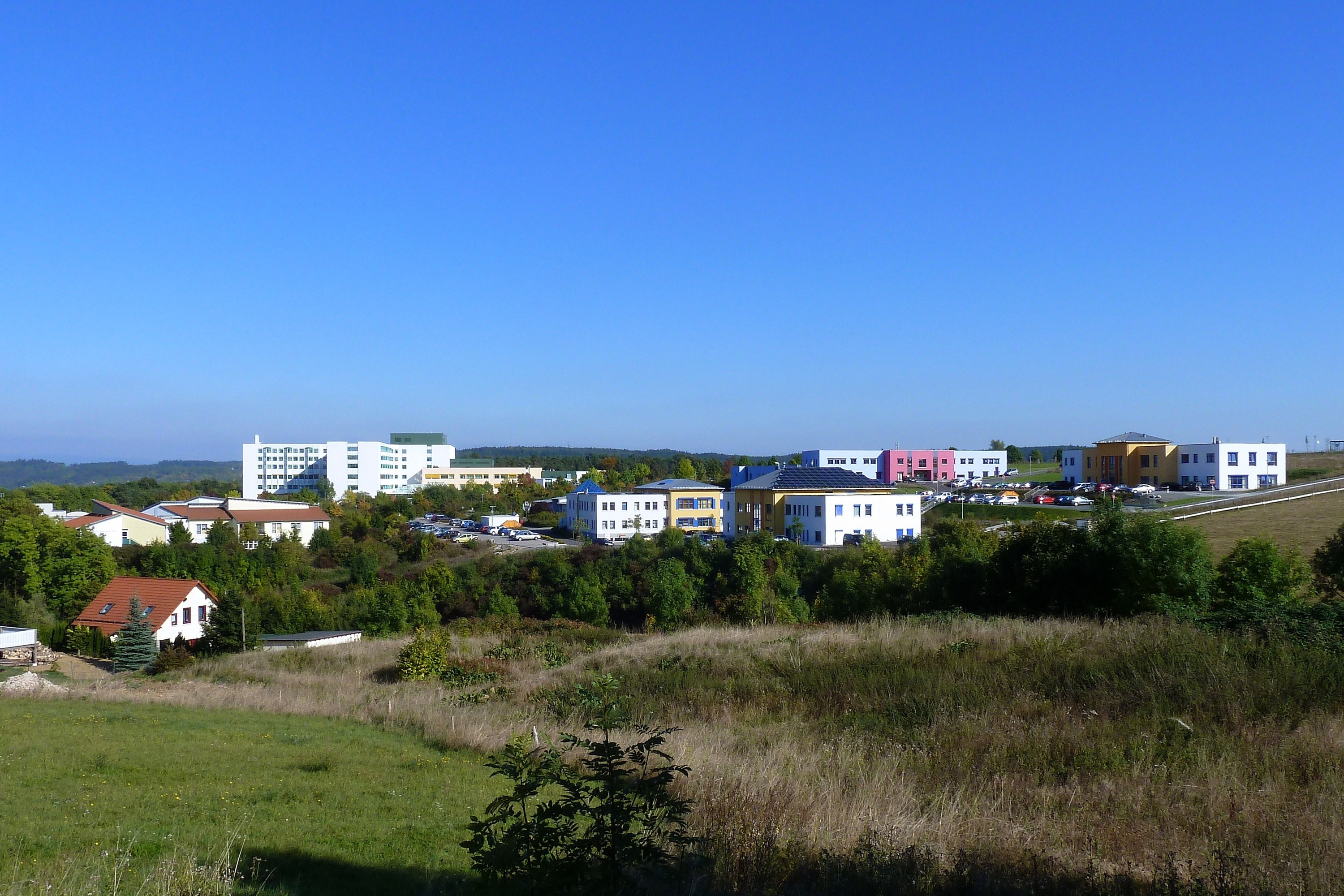
Klinikum, Ärztehäuser und weitere medizinische Einrichtungen

Das 1995 neuerbaute Klinikum Meiningen, ein Krankenhaus der Schwerpunktversorgung, hat rund 1200 Mitarbeiter (Stand: 2023) und besitzt in einigen medizinischen Fachbereichen, insbesondere bei der Krebsbehandlung und der Unfallchirurgie eine große Bedeutung. Es hat laut Thüringer Krankenhausplan einen überregionalen Versorgungsauftrag; das Einzugsgebiet ist Südthüringen und das nördliche Unterfranken. Gemeinsam mit dem Medizinischen Versorgungszentrum (MVZ) im Haus, den anliegenden Ärztehäusern, der Zentralapotheke, einem Dialysezentrum, einem Demenzzentrum sowie einem Pflegeheim bildet es ein komplexes regionales Gesundheitszentrum. Weitere Gesundheitszentren sind in der Innenstadt das MVZ „Altes Gericht“ (Helios) in der ehemaligen Bank für Thüringen und spätere Landgericht Meiningen sowie das „Große Palais“, einst Sitz der Erbprinzen von Sachsen-Meiningen und späteres Landratsamt.
Das Sozialwerk Meiningen betreibt in der Stadt die Geriatrische Fachklinik Georgenhaus, wo sich auch eine Notfallpraxis befindet, eine Reha-Klinik, ein stationäres Hospiz, das Familienzentrum „Sarterstift“ und das Teilhabezentrum „Alte Handwerkskammer“ für sucht- und psychisch kranke Menschen. Das Sozialwerk residiert in den Gebäuden des ehemaligen Landes- und Bezirkskrankenhauses Meiningen, das auch unter dem Namen Georgenkrankenhaus bekannt ist.
Des Weiteren besitzt die Stadt ein Katastrophenschutz-Zentrum, zwei Rettungswachen (Kernstadt und Dreißigacker), betrieben vom DRK-Kreisverband Meiningen e. V. sowie die für den Landkreis zuständige Rettungsleitstelle.

### Bildung
Von 1801 bis 1843 bestand mit der Forstakademie Dreißigacker eine erste Hochschule in Meiningen. Von 1919 bis 1926 bestand zudem die Hochschule für Schauspielkunst Meiningen.
Der Freistaat Thüringen und die Thüringer Polizei gründeten 1994 in Meiningen das Bildungszentrum der Thüringer Polizei (BZThPol). Es besteht aus einem Aus- und Fortbildungsinstitut und dem 1998 eingerichteten Fachbereich Polizei der Thüringer Fachhochschule für öffentliche Verwaltung (VFHS) für den mittleren und gehobenen Dienst. Meiningen ist somit auch eine Hochschulstadt. Die Einrichtungen sind in der ehemaligen Drachenbergkaserne untergebracht. Auf dem noch im Aufbau befindlichen Campus entstanden neben den bereits bestehenden Gebäuden bisher neu eine Mensa, zwei Hörsaalgebäude, eine Mehrzweckhalle mit Raumschießanlage, verschiedene Tatortwelten sowie ein Studentenwohnheim.
Weiter zu nennen sind die Staatliche Berufsbildende Schule für Gesundheit und Soziales, das Staatliche Berufsbildungszentrum Meiningen mit der Kaufmännischen und der Gewerblichen Berufsschule, das Berufsbildungszentrum Walldorf, die Staatlich genehmigte höhere Berufsfachschule für Pharmazeutisch-technische Assistenz und die Höhere Berufsfachschule für die Notfallsanitäterausbildung Meiningen des DRK-Bildungswerkes Thüringen. Neben verschiedenen Erwachsenenbildungszentren wie der Volkshochschule, dem Max-Reger-Konservatorium und weiteren Musik- und Ballettschulen und der Christophine-Kunstschule existieren in der Stadt das staatliche Henfling-Gymnasium, das Evangelische Gymnasium Meiningen in der Trägerschaft der Evangelischen Kirche in Mitteldeutschland und mehrere Regel-, Grund- und Förderschulen, darunter die Schule am Pulverrasen.

### Ehemalige Garnison
siehe Meininger Kasernen

### Wasser und Abwasser
Die Stadtwerke Meiningen sind für die Trinkwasserversorgung der Stadt zuständig und fungieren als Geschäftsbesorger der „Städtischen Abwasserentsorgung Meiningen“ (SAM). Die Wasserver- und Abwasserentsorgung der Ortsteile Henneberg und Herpf wird durch den „Kommunalen Wasser- und Abwasserzweckverband Meininger Umland“ sichergestellt.

## Persönlichkeiten

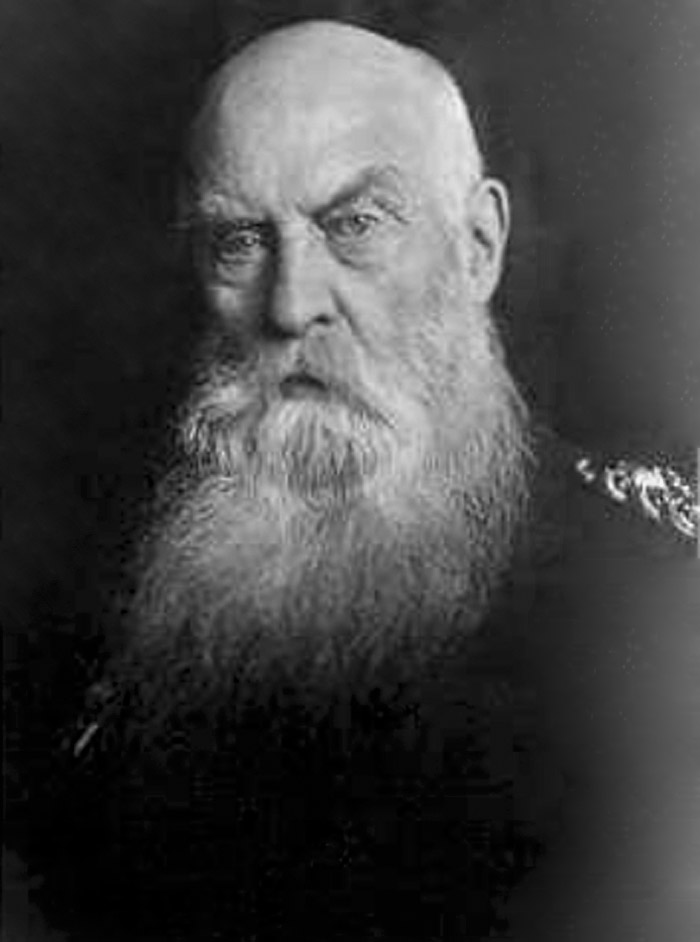
Herzog Georg II.

Die wohl bekannteste Persönlichkeit der Stadt Meiningen ist der Herzog Georg II. Der sehr kunstsinnige Monarch förderte die Kunst in der Stadt und widmete sich insbesondere dem Theater und der Hofkapelle. Mit einer tiefgreifenden Theaterreform, die noch heute auf der Bühne und im Film praktiziert wird, machte er seine Residenz europaweit bekannt und schuf die Grundlage für den Ruf Meiningens als Kunst- und Kulturstadt. Georg II. trat auch als liberales Staatsoberhaupt und Reformator in der Landespolitik in Erscheinung.
Weitere Personen:
Zu Ehrenbürgern und weiteren Personen, die in Meiningen geboren wurden oder in Meiningen besonders gewirkt haben:
- Liste der Ehrenbürger von Meiningen
- Liste von Persönlichkeiten der Stadt Meiningen

## Sonstiges

### Mundart
Meiningen lag bei seiner Gründung im Kerngebiet des Frankenreiches und gehört seitdem zum nordwestlichen Teil des Ostfränkischen Sprachraums, das wiederum zum Oberdeutschen Sprachraum gehört. Hier wird Hennebergisch gesprochen. Das „Mäninger Platt“, ein stadteigener Dialekt, wird heute nur noch von wenigen Einwohnern meist älterer Jahrgänge gesprochen.

### Beinamen
Der erste bekannte Beiname der Stadt ist seit dem Mittelalter die Bezeichnung Meinunga Porta Franconia. Als nördlichste Stadt des Hochstifts Würzburg galt Meiningen auch als nördlichste fränkische Stadt und war somit sprichwörtlich die Pforte Frankens.
Seit dem Beginn der Neuzeit nennt man Meiningen auch Harfenstadt. Diesen Begriff benutzte erstmals der Stadtschreiber Johann Sebastian Güth in seiner Schrift „Gründliche Beschreibung der uralten Stadt Meiningen“, da der Grundriss der mittelalterlichen Altstadt sehr stark an eine Harfe erinnert.
Im 19. Jahrhundert kam die Stadt zu dem Beinamen Kloßheim an der Soße. Mit Soße ist hier der Fluss Werra gemeint. Nach einer Sage kostete die heidnische Göttin Frau Holle in der Gastwirtschaft „Schlundhaus“ den Meininger Wein. Dieser war aber so sauer, dass sie erbost alle Reben erfrieren ließ. Damit die Meininger nicht Hunger leiden müssen, übergab sie dem Bürgermeister das Rezept der Thüringer Klöße mit dem strengen Spruch: „Hüt’ es!“ So kam der Kartoffelkloß zu seinem Meininger Namen „Hütes“. Der Dichter Rudolf Baumbach schrieb später dazu „Das Lied der Hütes“. Der Kloß, angerichtet mit Braten, Rotkohl und reichlich Soße, entwickelte sich zur Leibspeise der Meininger und wird bis heute jeden Sonntag in vielen Haushalten zubereitet.
Um 1900 wurde die Stadt wegen ihrer großen Bedeutung auf diesen Gebieten oft Bankenstadt, Garnisonsstadt und Eisenbahnerstadt genannt (siehe Geschichte und Verkehr).
Der wohl bekannteste und geläufigste Beiname ist Theaterstadt, der sich auf die große Tradition des Meininger Theaters und dessen wichtige wirtschaftliche Bedeutung für Meiningen gründet. Dieser Beiname wird auch auf den touristischen Hinweistafeln vor den beiden Meininger Autobahnanschlüssen der A71 verwendet.
Seit der Wende trägt Meiningen auch den Namen Kunst- und Kulturstadt. Denn neben dem Theater gibt es noch gut ein Dutzend weitere Kultur- und Kunststätten, die der Stadt mit rund 1000 weiteren Veranstaltungen pro Jahr ein reiches Kulturangebot bescheren.
Am 9. Mai 2000 bekam die Stadt den Titel Q-City von der WDR-Sendung Quarks & Co mit Ranga Yogeshwar und der Universität Kaiserslautern unter Führung von Bernd Streich verliehen. Hierbei handelte es sich um eine geowissenschaftliche Studie über den optimalen Standort einer Stadt in Deutschland. Nach bestimmten Kriterien fiel die Wahl auf Meiningen. Die Kriterien waren die Nähe zu Flüssen, fruchtbaren Böden und Bodenschätzen, ein angenehmes Klima und attraktive Freizeitmöglichkeiten. Die Stadt sollte zentral liegen und gut erreichbar sein, darf aber nicht im Wasser, im Gebirge und nicht in einem zusammenhängenden Waldgebiet liegen.
Seit dem 2. Juni 2007 ist Meiningen die erste MDR-Sängerstadt.
2012 errang Meiningen den Titel „Deutschlands aktivste Stadt“ beim deutschlandweiten Städtewettbewerb Mission Olympic, der gemeinsam vom Deutschen Olympischen Sportbund (DOSB) und Coca-Cola Deutschland veranstaltet wird.

### Zitate und Sprüche über Meiningen
Eine Reihe von Persönlichkeiten äußerte sich in Zitaten über die Stadt Meiningen und ihre Bewohner. Auch die Meininger selbst kreierten so manchen Spruch über sich selbst und ihre Heimatstadt.
Johann Sebastian Güth (1672), Zitat: „Es ist die Stadt gelegen in einem schönen lustigen Wiesengrund mit nicht gar zu großen Bergen umgeben. Sie ist erbaut in Form einer Harpfen.“
Jean Paul um 1803 in Coburg, Zitat: „Bekannte und Gäste fand meine Frau hier genug, aber keine rechte Freundin. In Meiningen hatte sie es besser. Wahre Kultur gibt es noch unendlich selten in Deutschland.“
Georg Brückner 1853, Zitat: „Die Grundzüge der Meininger sind ursprünglich Gutmütigkeit, häuslich geselliger Sinn und herzlicher Spott über alles Stolze und Hohle […].“
Metzgermeister Rink über den rückläufigen Schlachtviehbestand gegenüber Herzog Bernhard II., Zitat: „Hohät, so lang wie mir lawe, gitts Usse genungk in Mäninge.“ (Fränkischer Dialekt, hochdeutsch: „Hoheit, so lange wir leben, gibt es genug Ochsen in Meiningen.“)
Richard Wagner 1877 in einer Widmung an Georg II., Zitat: „Es gibt viele Meinungen, aber nur ein Meiningen. Viele über mich herzogen, ich kenne nur einen Herzog.“
Herzog Georg II. zu einem Entwurf des Brahmsdenkmals mit gestalterischen Steinkugeln 1899, Zitat: „Ein Leibgericht der hiesigen Einwohner ist der Kartoffelkloß, der im Volksmund den Namen Hütes hat. Diese Bezeichnung wird hier zu guten und zu schlechten Witzen gebraucht, und so ist zu befürchten, der Volksmund werde die Kugeln Hütes benennen und vom Hütesmonument sprechen […].“
Hildburghäuser Kreisblatt 1931: „Werra-Athen im Herbstschmuck.“
Meininger Spruch: „Die Mäninger gehn berwess üwern Märt un ferze, daß die Stäh querze.“
Meininger Stadtverordnete in der DDR-Zeit am 28. Oktober 1982, Auszug: „Bei der Verwirklichung der bewährten Politik der Hauptaufgabe in der Einheit von Wirtschafts- und Sozialpolitik erreichen wir auch in unserer Stadt Fortschritte auf allen Gebieten […].“

### Meininger Hymne
Die Meininger Hymne wurde von Ludwig Bechstein gedichtet.

### Nach Meiningen benannte Objekte, Straßen und Plätze
Neben vielen Umlandgemeinden sind in zahlreichen deutschen Städten Straßen und Plätze nach der Stadt Meiningen benannt worden, so unter anderem in Berlin (zweimal), Köln, Magdeburg, Frankfurt am Main, Bremen, Leipzig, Mannheim, Wuppertal, Göttingen, Oranienburg, Bebra und der Partnerstadt Neu-Ulm.
1915 erhielt ein Frachter der Rheinland-Klasse den Taufnamen „Meiningen“. Das Schiff wurde von dem Norddeutschen Lloyd in Auftrag gegeben und in der Werft Joh. C. Tecklenborg in Geestemünde gebaut. Nach dem Ersten Weltkrieg gelangte es in den Besitz der französischen Reederei Messageries Maritimes (Paris/Marseille) und wurde dort in „Si Kiang“ umbenannt. Das Schiff wurde im Dezember 1941 vor Manila von den Japanern bombardiert und zerstört.
Mit 22 Meter Spannweite war die 1929/30 erbaute „Meiningen“ zu dieser Zeit das weltweit größte Segelflugzeug. Es wurde am 6. August 1930 auf dem Meininger Marktplatz getauft und kam in der Folgezeit auf der Wasserkuppe zum Einsatz. Die Erbauer erhielten 1931 für das Flugzeug trotz einiger Mängel den Konstruktionspreis. Die „Meiningen“ ging 1932 bei einer Landung zu Bruch.
Nach Meiningen benannt sind die 105 von 1968 bis 1981 gebauten und bei der Deutschen Bahn und Privatbahnen eingesetzten „Schneepflüge Bauart Meiningen“ sowie die 200 von 1984 bis 1988 gebauten Dampfspeicherlokomotiven „Bauart Meiningen Typ C“.
Die Berliner Hotelkette „Meininger“ mit Standorten in ganz Europa benannte sich bei ihrer Gründung nach der Meininger Straße im Stadtbezirk Schöneberg, wo sich ihr erstes Hostel befand.
Am 1. Oktober 2005 taufte man den ICE-2-Triebzug Tz 220 der Deutschen Bahn anlässlich des Thüringentages auf den Namen „Meiningen“. Am selben Tag wurde einem Triebwagen der Süd-Thüringen-Bahn (STB) der Name „Goetz-Höhle Meiningen“ verliehen. Weitere Triebwagen der STB wurden auf die Namen „Stadt Meiningen“ (2001), „Partnershuttle Erfurt–Meiningen“ (2006), „Dampflokverein Meiningen“ (2009) und „Theater bewegt“ (Meininger Theater, 2012) getauft.